# فيلهلم هامرشوي
فيلهلم هامرشوي (بالدنماركية: Vilhelm Hammershøi) (15 مايو 1864 - 13 فبراير 1916) رسامًا دنماركيًا. معروف بلوحاته الشعرية ذات الديكورات الداخلية. يعتبر أسلوب هامرشوي ظاهرة منفصلة في الفن الدنماركي والأوروبي، لكونه في خضم الحداثة، تمسك بمحافظة واضحة جعلت من فنه نوعًا من الأساليب الفريدة والأصلية، يصعب التحايل عليه. وفقًا لـ بول فاد (ناقد فني): "أعجب الناس واحتفلوا به خلال حياته، ولكن سرعان ما بدأ الناس ينكرون له أي أهمية حقيقية، وكتبو إليه في الغالب بضعة أسطر فقط في أعمال تاريخ الفن واكتفوا بتسميته. مع نوع من الاحترام المنفصل. حتى عشرينيات القرن الماضي، كان الرسام لا يزال يُسمى باحترام، ومنحته الصحافة الألمانية والفرنسية والدنماركية مقالات مهمة. لكن عام 1916 كان أيضًا ميلاد الحركة الدادائية والثورة ضد الأكاديميين مما جعلة لوحاته بعيدة عن عيون الناس. "
أعاد النقاد اكتشاف لوحاتهم الداخلية الغامضة منذ التسعينيات من القرن الماضي، والتي تمثل غالبًا غرفًا فارغة، يسكنها أحيانًا شخصيات أنثوية مفقودة في انعكاس عميق لمركز أللوحة، وغالبًا ما تُرى من الخلف، وتواجه جدرانًا واضحة وعارية، مرسومة في مجموعة من درجات الألوان. أو بيضاء، كذلك رسم المناظرة الطبيعية، كلها تغمرها أجواء غريبة وغير حقيقية، خالية من أي عمل أو حكاية. كان هامرشوي شخصية باهتة، وكان شخصاً معروفاً ومثيراً للجدل في الفن الدنماركي منذ سن مبكرة. في وقت كان التركيز فيه على النسخ المخلص للطبيعة. لاحظ الناقد الفرنسي كارل تيودور دراير أسلوبه الأصلي، الذي لم يكن له أي تأثير خارجي، على الرغم من إقامته في باريس، ثم في إيطاليا. في الدنمارك، كان موضع تقدير خاص من قبل الرمزيين الشباب. كان له تأثير على الناقد كارل ثيودور درير الذي أحب أعماله كثيرًا، وفي وقت مبكر من خريف عام 1904 ، كتب راينر ماريا ريلكه، الذي جاء لمقابلته في كوبنهاغن، مقالًا عن الفنان الذي اعتبره أستاذاً في الفن.
توفي فيلهلم هامرشوي عن عمر يناهز السادسة والخمسين بسبب سرطان الحنجرة. ودفن في مقبرة فيستر في كوبنهاغن.

## السيرة الذاتية

### السنوات الأولى

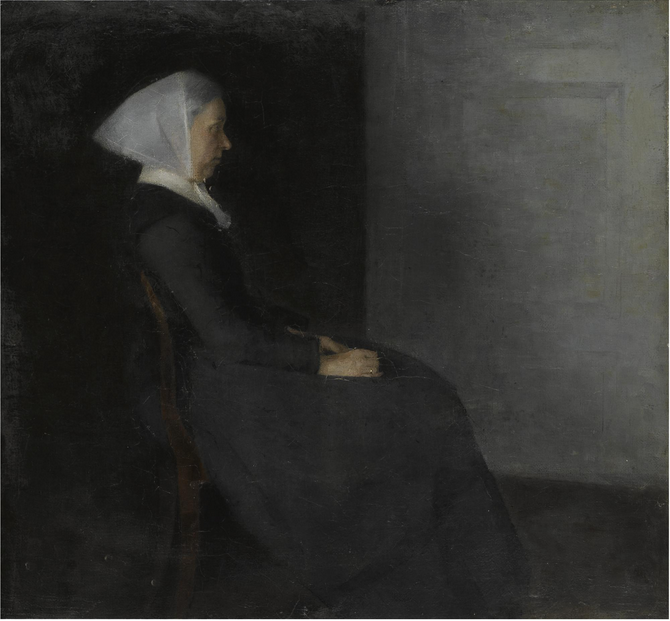
بورترية فريدريك أمالي هامرشوي ، (والدة الفنان) ، 1886

نشأ هامرشوي، وهو ابن تاجر من كوبنهاغن، في أسرة ميسورة الحال ومتعلمة. كان لديه شقيقان وأخت، آنا، التي رسم صورتها عام 1885 ، وشقيقه الأصغر، سفيند  ، الذي سيصبح أيضًا رسامًا. كانت الأم تشجع أطفالها كثيرا بالطريقة الفنية. فهي التي أختارت التدريس الذي تلقاه فيلهلم، وكانت تحافظ على جميع الشهادات التي حصل عليها التي هامرشوي جمعتها في عدة ألبومات حتى وفاتها. رسم فيلهلم صورته عام 1886.
تتلقى هامرشوي تدريبًا فنيًا كاملًا إلى حد ما. من سن الثامنة (في عام 1872)، تلقى دروسًا احترافية في الرسم وفي الخامسة عشرة، في عام 1879 ، كان بالفعل في السنة الأولى لأكاديمية الملكية الدنماركية للفنون الجميلة. على مدى السنوات الخمس التالية، تلقى دورات في جميع التخصصات المتعلقة بالرسم وعمل مع نيلز كريستيان كيركيغارد (رسام ومصمم مطبوعات دنماركية) كمدرس. أكمل دروسه الخاصة من 1883 إلى 1885 في مدرسة الفنانين الحرة  (مدرسة فنية تأسست في كوبنهاغن عام 1882 احتجاجًا على سياسات الأكاديمية الملكية الدنماركية للفنون الجميلة ولتوفير بديل لبرنامجها التعليمي) التي تشبه إلى حد كبير مدارس الرسامين الفرنسيين، ولا سيما مدرسة ليون بونات.

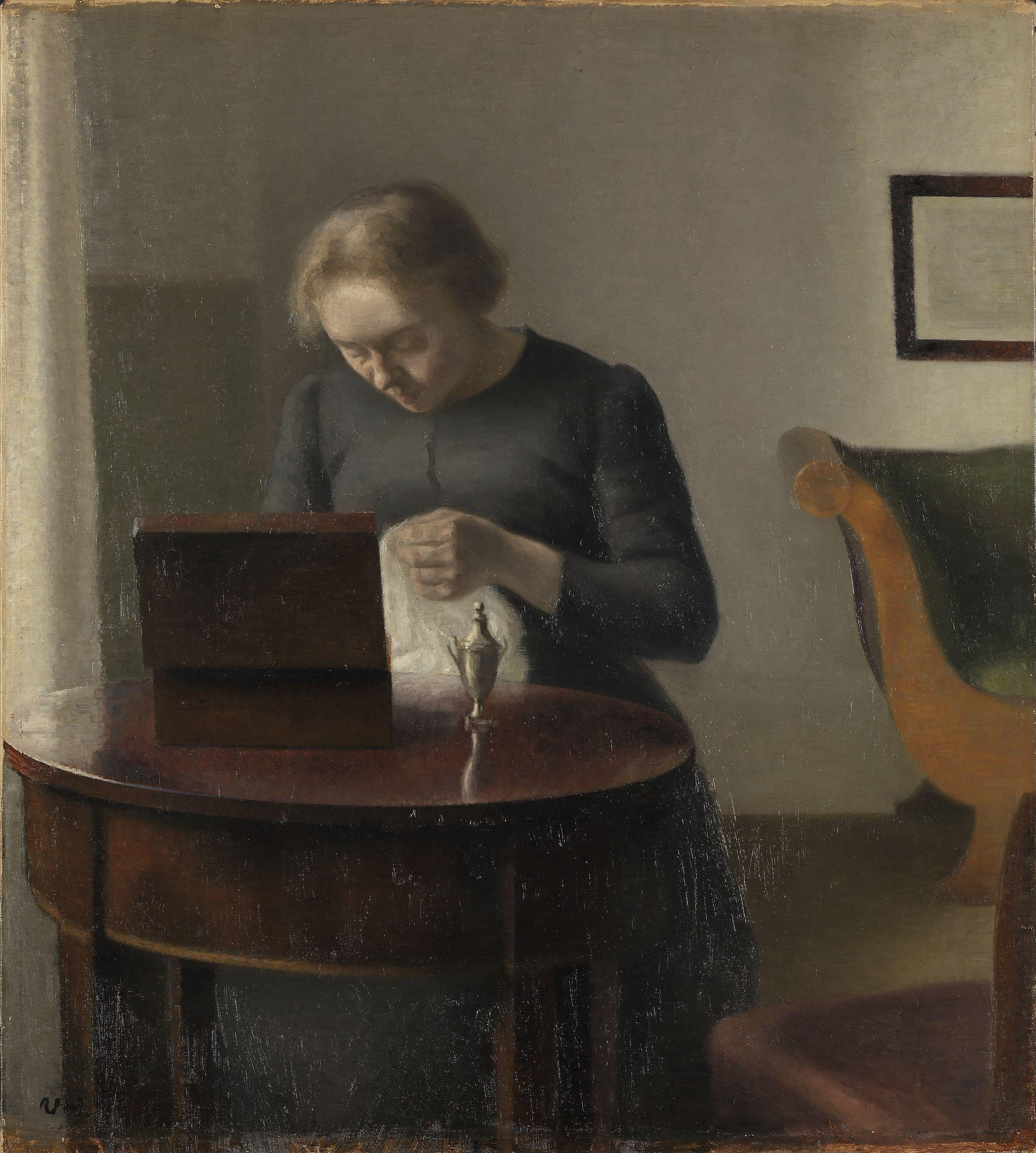
زوجة الفنانة على طاولة الخياطة بريشة فيلهلم هامرشوي 1897

مع رسم لوحة أخته في عام 1885 وزوجته في عام 1897 ، يتناول هامرشوي الكون الأنثوي، وهو موضوع يواصل استكشافه على خلفية بيضاء رمادية  ، ورثها فيلهلم إلى الدولة الدنماركية مع صور زوجته إيدا قبل وفاته. وهكذا يشرع في رسم كل ما هو خارج الموضة مما جعل الناقد الفني فيليب داجن يقول: «كان هذا الدنماركي متناقضًا ومحرجًا. من منى فكر، في عام 1900 ، في تجاهل اللمسة الانطباعية الجديدة، وتحلل اللونية، والتركيبات على الطريقة اليابانية، وتألق الألوان الأقل تقليدًا؟» 

بورترية آنا هامرشوي (أخت الفنانة) من الخلف.

لم تتطابق هذه اللوحة مع معايير اللوحة التي توقعتها الأكاديمية الملكية الدنماركية للفنون الجميلة. عند التقديم لمسابقة في معرض شارلوتنبورغ، كان من المفترض أن يكون هامرشوي قد حصل على الجائزة، لكن الأكاديمية لم تمنحها له، مما أثار حركة احتجاجية بين الرسامين الدنماركيين الشباب الأكثر نفوذاً في ذلك الوقت، بما في ذلك جون رود وينس فرديناند ويلومسن أدى هذا الاستياء لاحقًا إلى ثورة مفتوحة أشعلتها لوحة أخرى لهامرشوي بعنوان «عمل» سنة 1887.
في النصف الثاني من ثمانينيات القرن التاسع عشر، تتوافق لوحات هامرشوي مع اتجاه في الرسم الدنماركي الشاب الذي نأى بنفسه عن موضوعات الهواء الطلق، وتحول أكثر نحو اللوحات الداخلية. ومع ذلك، منذ البداية، كان الرسام على هامش الحياة الفنية في عصره. يتميز بأسلوبه الكئيب، والمواضيع المرتبطة بالموت، والمسرح القريب من الرمزية وهذا ما يفرده ويقربه من أسلوب إدغار ديغا الذي لم يكن هامرشوي على دراية بوجوده.

## رسام التيار المضاد

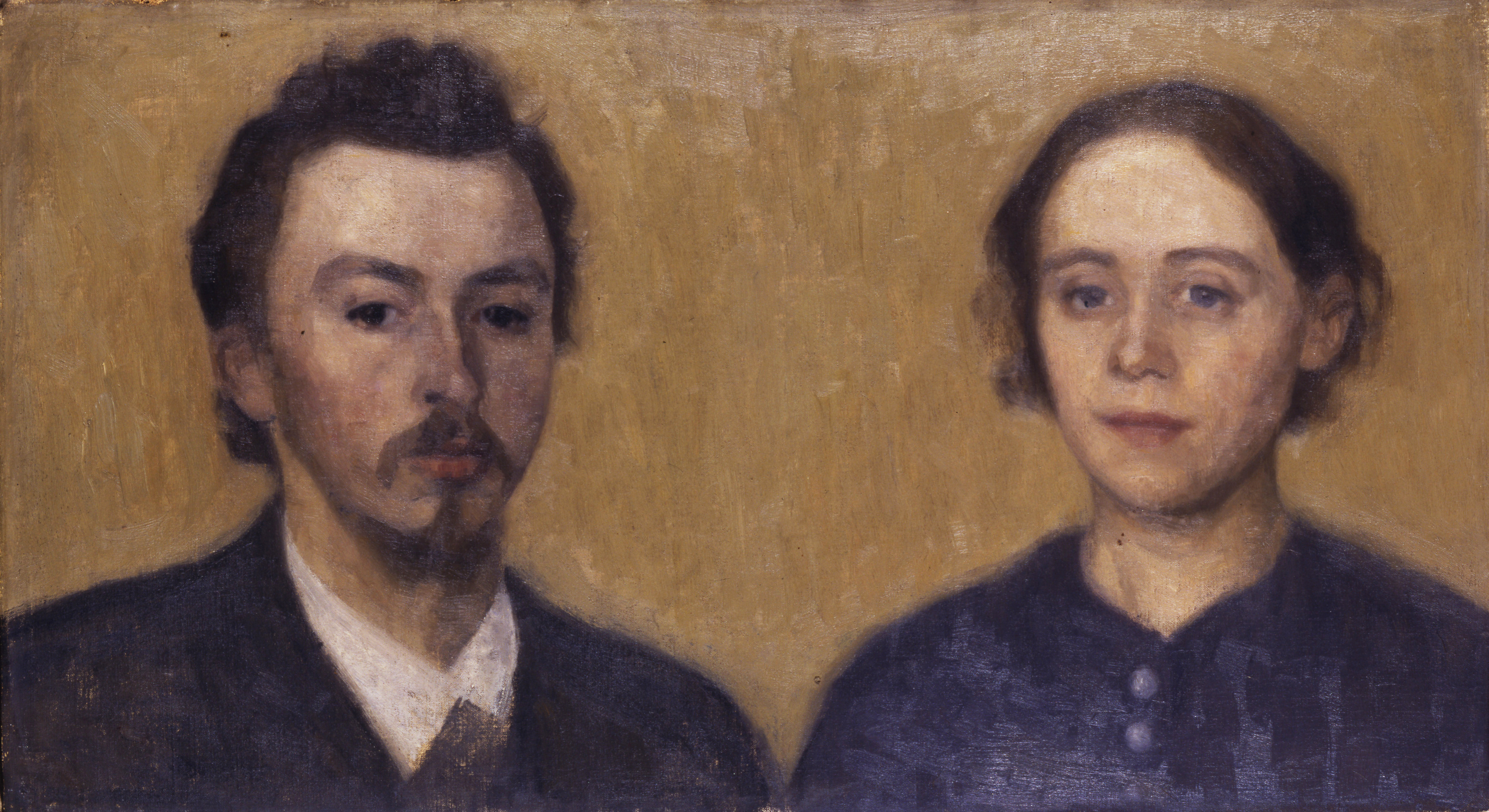
بورترية مزدوجة للفنان وزوجته بريشة فيلهلم هامرشوي 1911

في عام 1888 ، فاجئه هامرشوي الجمهور بلوحة بعنوان "عمل"، وهو عمل كبير مفقود الآن، استغرق منه عامًا من العمل، ولم يبق منها سوى الدراسة التحضيرية للوحة الآن في مجموعة خاصة. أحدثت اللوحة ضجة كبيرة بمجرد تقديمها. كانت أللوحة تعطي الانطباع بأن هامرشوي يمكن أن يعتبر نفسه تلميذًا متأخرًا لـ كريستوفر فيلهلم إكرسبيرج، الذي كان هو نفسه تلميذًا لجاك لويس ديفيد. " 

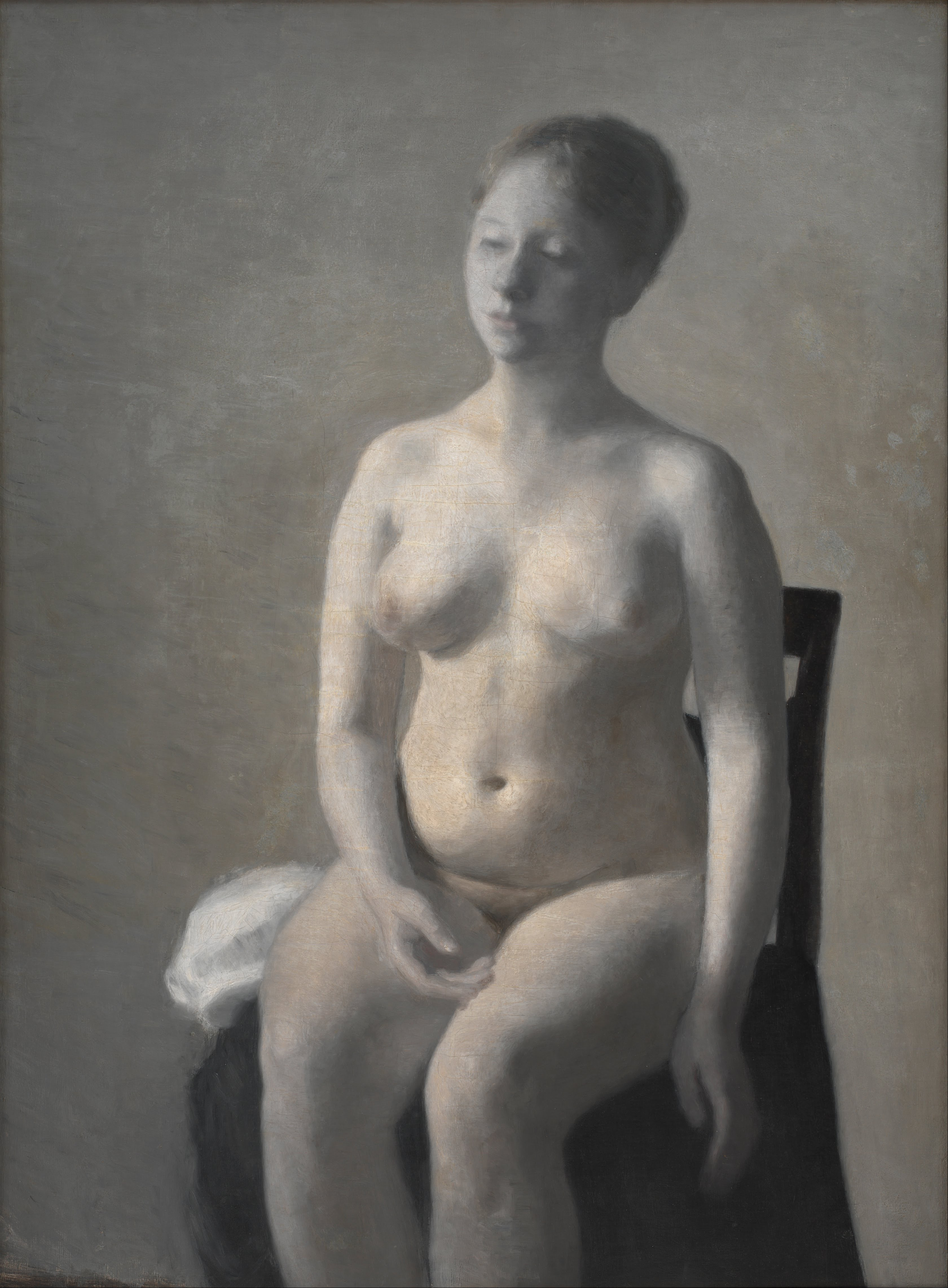
نموذج لجسد أنثى جالسة بريشة فيلهلم هامرشوي 1889

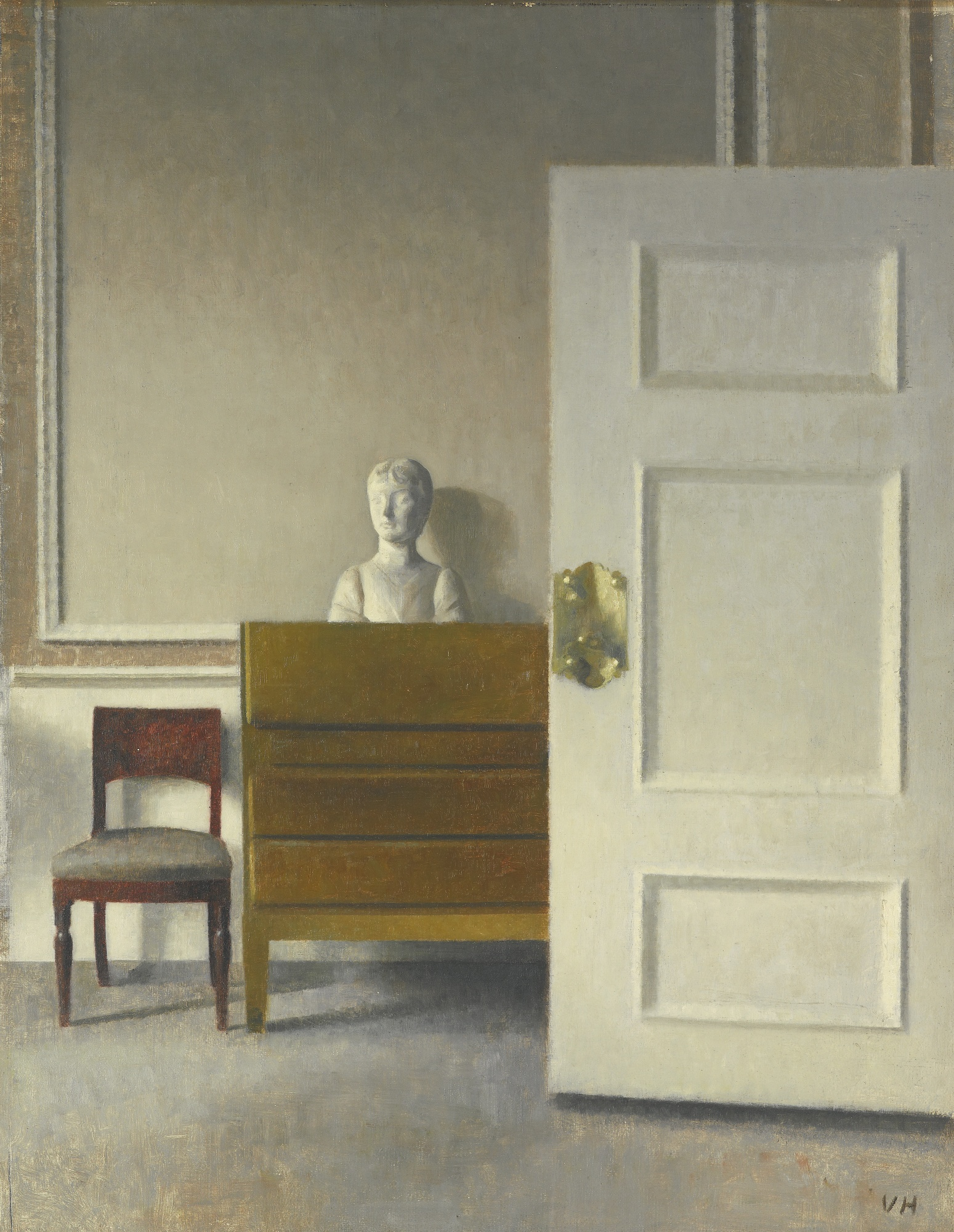
مشهد داخلي مع تمثال نصفي ريشة فيلهلم هامرشوي 1899

في نهاية ثمانينيات القرن التاسع عشر، جرب هامرشوي الزخارف الجديدة والديكورات الداخلية والنماذج الأنثوية والزخارف المعمارية. تحقق نطاقات ألوانه المظللة صقلًا نادرًا كما هو موضح في اللوحة «دراسة مخبز» 1889. رحلته إلى باريس عام 1889 ، بمناسبة المعرض العالمي لعام 1889 حيث كان ممثلاً بين الرسامين الدنماركيين، واكتشافه للانطباعيين الفرنسيين والفن المعاصر، لم يترك أي أثر في أسلوبه. ومع ذلك، كان مهتمًا بمعرض الانطباعيين الذي تم تنظيمه في نفس العام، في الخريف، في كوبنهاغن، من قبل كارل مادسن، الناقد الفني الشاب الذي دعم عمله دائمًا والذي سيكون لاحقًا أمين متحف ستاتنز لكونست كوبنهاغن. في هذا الوقت، كانت أول لوحة زيتية ذاتية لهامرشوي، والتي رسمها بعد فترة وجيزة، تقربه من الرسامين الهولنديين في القرن السادس عشر أكثر من معاصريه. هامرشوي، الرسام الذي وضع نفسه ضد لوحات العصر الذهبي الدنماركي، ضد أللوحات التي تدرس في الأكاديمية، سيكون إلى الأبد على الهامش.
يقول الناقد الفني والروائي هيرفي جوفيل "هناك، في موقف هذا الرجل المتقشف، انغلاق تجاه معاصريه مما يساعد على إبعاده عن نقاشات عصره. لمعرفة سر هذه الشخصية اليوم، علينا أن نعترف بأن هامرشوي بالنسبة للدنمارك مثل جورجيو موراندي بالنسبة لإيطاليا وبالثوس إلى فرنسا، وهذا يعني، ان هولاء "الديناصورات"، ليسوا من خارج زمنهم، ولكن على هامشه.

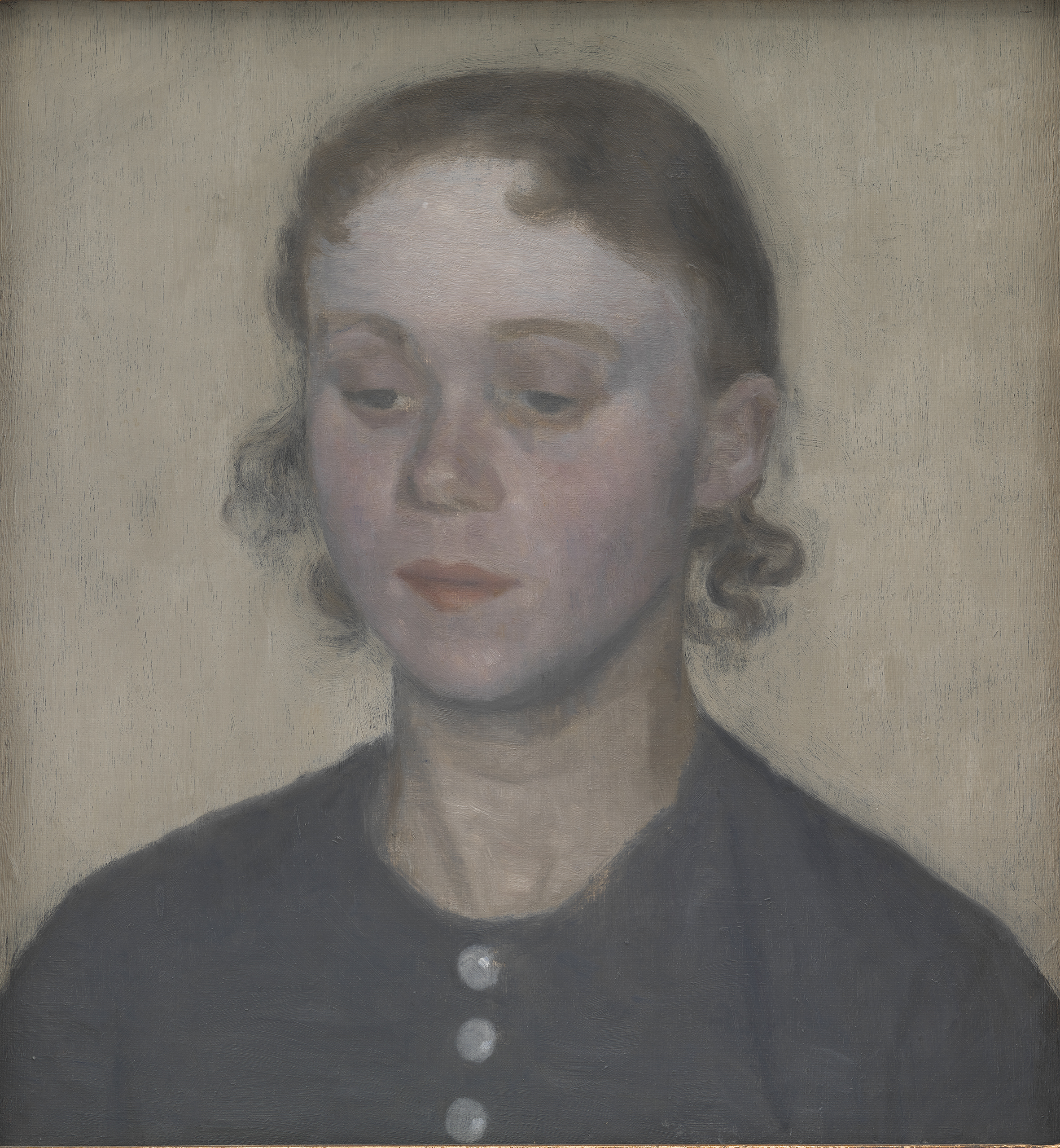
زوجة الفنانة إيدا هامرشوي بريشة فيلهلم هامرشوي 1894

لم يكن للزوجين أطفال، لكن إيدا لعبت دورًا مهمًا في تطور فن هامرشوي. كان هامرشوي يرسمها بشكل غير تقليدي من خلال صورة ظلية أنثوية تظهر في العديد من اللوحات الداخلية لهامرشوي، يبدو أن إيدا لا غنى عنها في أغلب لوحات هامرشوي. ترافق الفنان في جميع رحلاتها. من عام 1891 إلى عام 1892 ، مكث الزوجان ستة أشهر في باريس. يدرك هامرشوي تمامًا أن باريس هو المكان الذي توجد فيه أهم الأخبار المتعلقة بالفن المعاصر، وعلى وجه التحديد، لديه الرغبة في معارضة ذلك. بناءً على توصيات ثيودور ديوريت، أرسل هامرشوي إلى معرض بول دوراند رويل إحدى لوحاته مصحوبة بوصف ممتع للغاية من ديوريت. خلال هذا الوقت تمت دعوته لتناول العشاء مع جيمس مكنيل ويسلر وكلود مونيه، لم يرد هامرشوي على الدعوة. بين هامرشوي بشكل واضح بأن الفن المعاصر لا يرضيه، في أحد الايام كتب إلى جون رود في عام 1892: «معظم اللوحات تشبه النكات. »
وكان هامرشوي ييصف العديد من اللوحات، ويسخر منها بنفس الاسلوب. لكن ليس الفن المعاصر فقط هو ما كان يرفضه هامرشوي وزوجته إيدا، بل حتى حياة العاصمة، وشوارعها الكبرى، ونسائها الجميلات الاتي يضعن مساحيق التجميل. إيدا، التي تم دفعها مباشرة من بلدتها الصغيرة في المقاطعة، فقدت تمامًا في هذا العالم والذي بقيت تحبه على الرغم من كل المرق. كتبت لأمها:
""بعد تناول العشاء، نذهب أحيانًا إلى الشوارع الجميلة، وهناك بالفعل يمكن رؤيت النساء الباريسيات. إنه لأمر مخيف كيف يضعن مساحيق التجميل. " » 

أرتميس بريشة فيلهلم هامرشوي بين 1893 و1894

قادت رحلة أخرى هامرشوي في عام 1895 إلى إيطاليا حيث أعجب كثيرًا برسامي عصر النهضة. بعد عودته أيضًا، شرع في إنشاء تكوين كبير: "أرتميس" 1893 وهي عمل ضخم مستوحى من اللوحات الجدارية لماسولينو دا بانيكال، والتي تقدم صورة ظلية لرجل مخنث وثلاث صور ظلية لامرأة، كتب الناقد الفني (بول فاد) على "الإحراج غير العادي" في تنفيذ الرسم، كما لو أن هامرشوي لم يكن قادرًا على الربط بين المثالية والواقع. "
بمجرد عرضها، تسببت هذه اللوحة في ضجة كبيرة وانقسمت الآراء: أمطرها الشباب الرمزيون بالثناء في المراجعة الأدبية لا تور، بينما لم يفهم صديقه كارل مادسن اللوحة ووجدها فاشلة. ومع ذلك، كان هو الذي اشتراها عام 1916 ، بعد وفاة الرسام، لمتحف كونست ستاتينز. بعد ذلك، تمت مقارنة لوحة أرتميس بأسلوب بيير سيسيل بوفيس دي شافان وشخصياته القديمة، وهي مقارنة تعتبر غير ذات صلة اليوم.

## أعماله: المواضيع وتفسيرها

### المناظر طبيعية

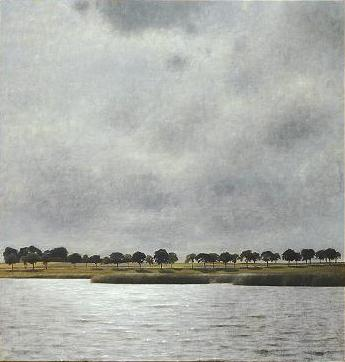
منظر لبحيرة جينتوفت بريشة هامرشوي 1903 ، كونستهالي هامبورغ، هامبورغ.

المناظر الطبيعية لجيري بريشة هامرشوي 1905 ، المتحف الوطني السويدي، ستوكهولم.

ألوان الرسام مشروطة بنور بلاده الذي يترجمه في مناظره الطبيعية على النحو التالي: "منظر لبحيرة جينتوفت" 1904، كونستهالي هامبورغ، هامبورغ، المناظر الطبيعية لجيري 1905 ، المتحف الوطني السويدي، ستوكهولم. كان هامرشوي أحد سكان المدينة بشكل أساسي، وكان يقضي دائمًا شهرًا أو شهرين في الريف. "المناظر الطبيعية والغاباتفي أعماله لها طابع خاص، كما لو كانت" مغسولة "، تم مسح المقدمة قليلاً، دون تفاصيل، كما لو أن الرسام لم يدخل إلى الفضاء الذي يرسمه في أللوحة".

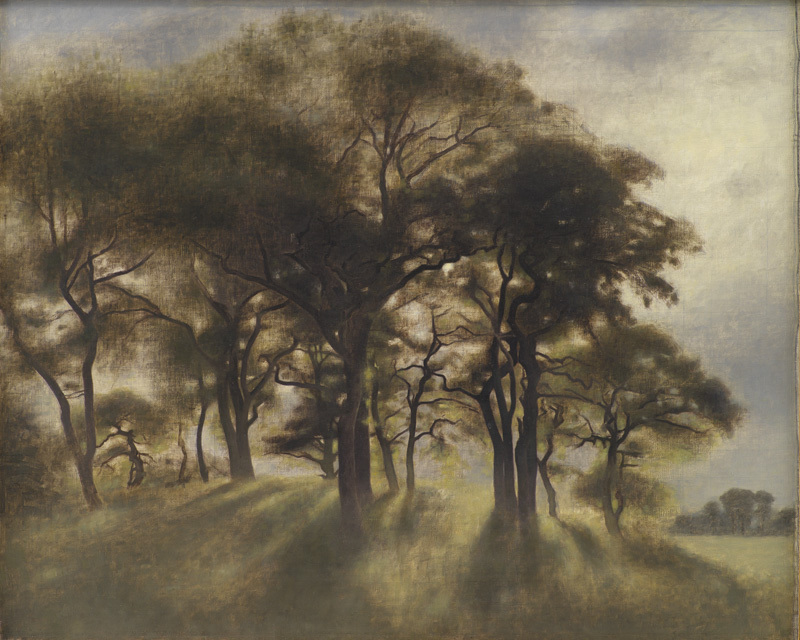
غابة شجر الزان بريشة هامرشوي (1904)

الدرجات الخضراء للموضوعات النباتية تكون رمادية اللون وتنتشر جميع المناظر الطبيعية التي رسمها هامرشوي على خلفية سماء رمادية، أو مزرقة بالكاد. معظم العناصر المرسومة تكون بظلال داكنة بدون سماء حقيقية باستثناء عدد قليل من لوحاته التي تحتوي على الالوان الساطعة مثل لوحة «غابة شجر الزان» 1904 أنتجت خلال إقامته الصيفية، مثل هذه اللوحات هي بلا شك الأقل تمثيلاً لخيارات تلوين هامرشوي.
ينبع إحساس بالعزلة من مناظر الريف الدنماركي، مع الآفاق المنخفضة، والسماء الشاسعة، والأرض المسطحة، بأسلوب تمت مقارنته بجرأة جاكوب فان روسدايل وفيليبس دي كونينك، ولكن على عكس القرن السابع عشر الهولندي، هامرشوي لا يهتم بالرسوم المتحركة. يختار الأراضي الأكثر إخلاءًا من السكان والتي تثير الهدوء والخيال «تتحدى مناظر لوحات» بحيرة جينتوفت «و» المناظر الطبيعية لجيري «إحساسنا بالتناسب والوقت والمكان، من خلال تقليل حجم الأشجار إلى حجم النمل، عن طريق فتح الفراغات في جميع الاتجاهات» 

### البنيان

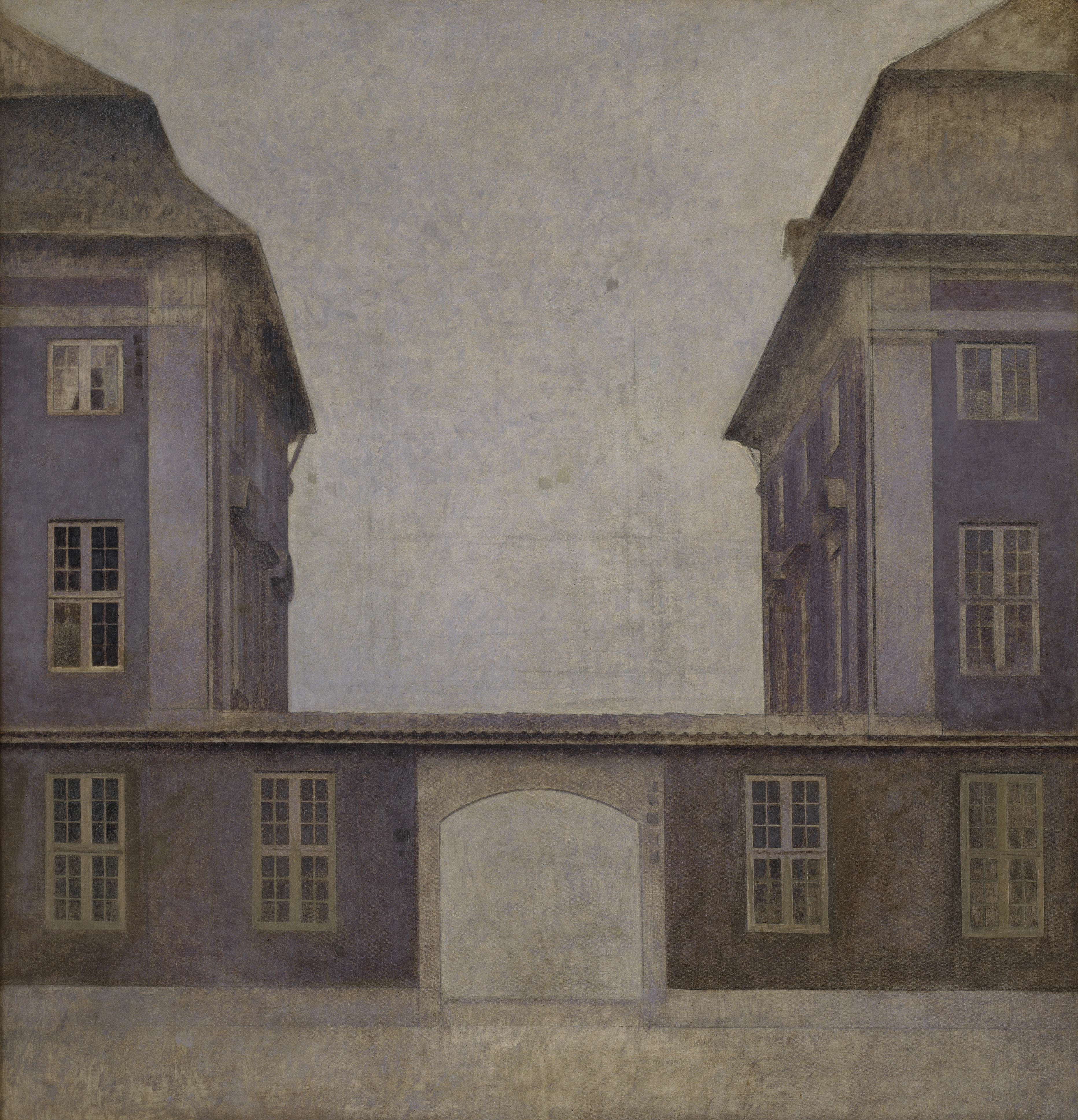
مباني الشركة الآسيوية بريشة هامرشوي ، 1902 ، متحف كونست ستاتينز، كوبنهاغن.

كون الرسام قبل كل شيء من سكان المدينة، فإن معظم إلهامه يتم التوفير له من خلال الهندسة المعمارية. قام برسم عدد كبير من المباني والقصور، مما منحها مظهراً ضخماً. تم صنع الكثير من التصوير الفوتوغرافي لأنه لم يستطع تثبيت حامله في أي مكان يريده، خاصة أمام مباني الشركة الآسيوية 1902، مبنى يقع بالقرب من شقة الرسام. منذ عام 1898 ، عندما انتقل إلى حي كريستيانشافن، استوحى هامرشوي إلهامه من الزخارف المعمارية التي قدمتها له الأرصفة والفناءات الداخلية.

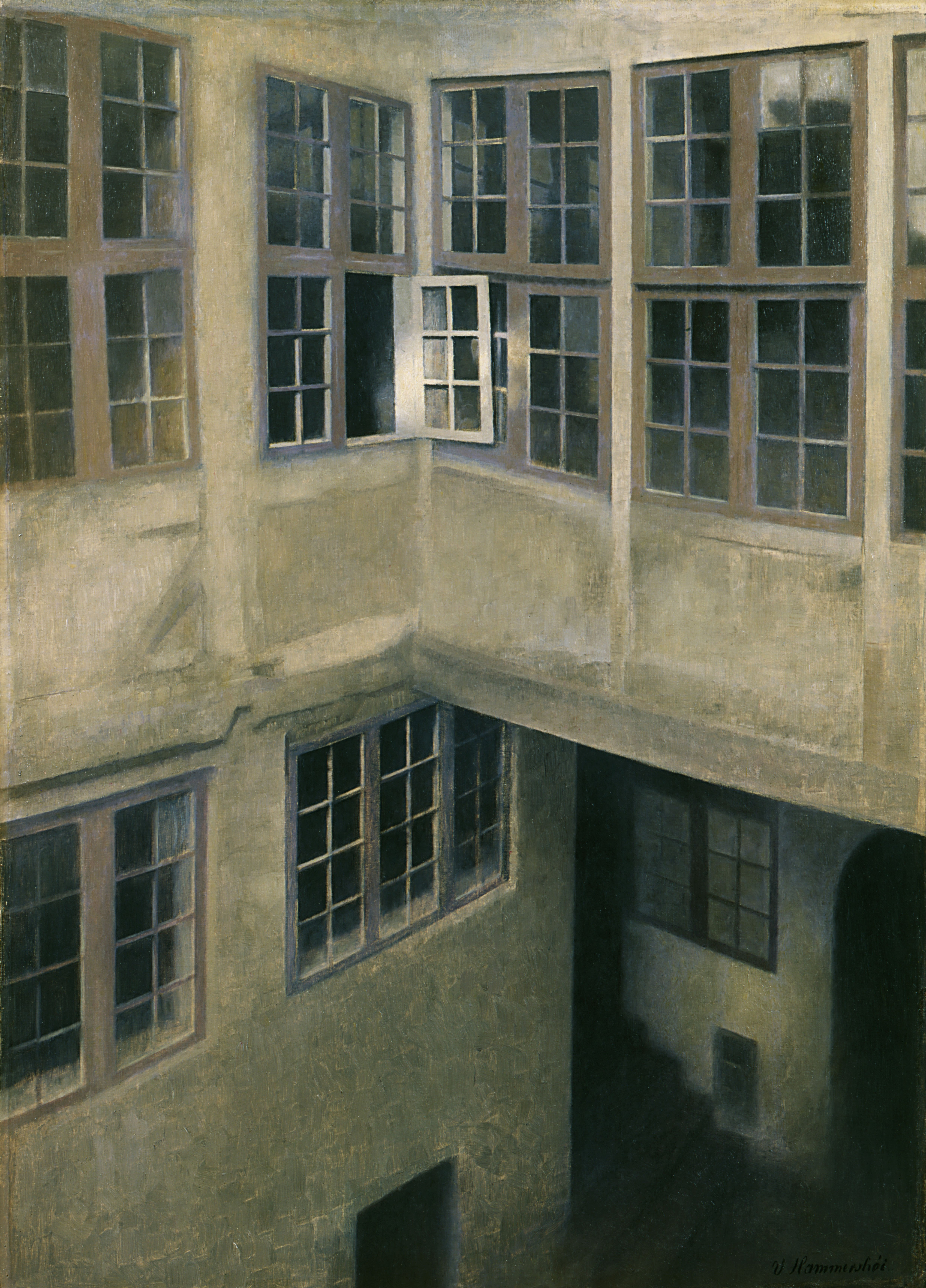
الفناء بريشة هامرشوي ، 1899 ، متحف توليدو للفنون ، توليدو 31.

لكنه كان قد انجذب بالفعل عدة مرات إلى المباني الضخمة ذات الدلالة الوطنية القوية ، والتي منحها في لوحاته حياة جديدة بغرابة مشوبة بالملل والبهتان الذي يراه المرء في لوحة «منظر من ساحة أمالينبورج 1896». هذه الساحة ، التي تُعتبر إحدى جواهر الثقافة المعمارية الدنماركية في القرن الثامن عشر، محاطة بإطار منحرف ، ويبدو أن واجهة القصر تعامل مع بعض الأحداث غير الرسمية. إن تمثيل الساحة ، المحاط بأربعة قصور ملكية يهيمن عليها تمثال الفروسية للملك فريدريك الخامس ملك الدنمارك الذي نفذها جاك سالي، يصور بانه خالٍ من الحياة ، ونغماته تجعل هذا العمل أقرب إلى تصوير فوتوغرافي ، أو رسم معماري دقيق يعطي انطباعًا بالهلوسة.

### المشاهد الداخلية

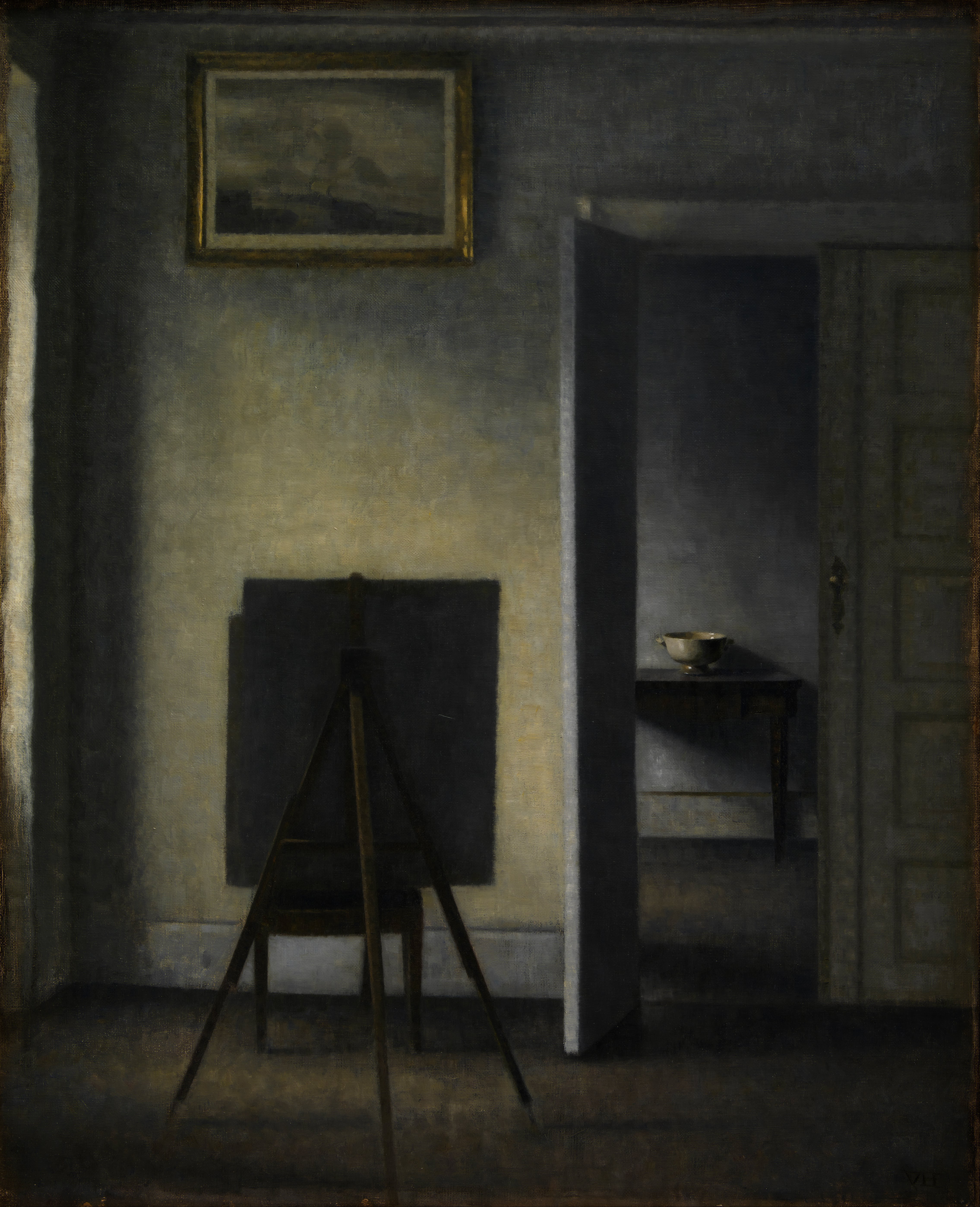
منظر داخلي مع حاملة الفنان 1910

خلال هذه الفترة نفسها اكتشف هامرشوي موضوعًا آخر عزيز عليه بالفعل ألا وهو التصميم الداخلي للشقة التي يعيش فيها ، والغرف المختلفة التي سيرسم منها الأعمال الرئيسية التي عرف بها. في حين كانت الشقق في ذلك الوقت مكتظة بالأثاث والمفروشات ، فإن لوحات هامرشوي مجردة كما هي. يعتبر هذا الموضوع اختيار جمالي متعمد للرسام الذي كانت الشقة له الاستوديو الخاص به. نجد هناك نفس الانطباع عن الفراغ والهلوسة الذي أكده بالفعل روبرت روزمبلوم (مؤرخًا فنيًا أمريكيًا وأمينًا علميًا)  ، كما لو أن التقاعد والفراغ كانا بالنسبة للرسام الوسيلة الوحيدة للهروب من المجتمع. يمكننا تفسير هذا العوز على أنه رفض للزخارف الفيكتورية الزائدة ، والتي تظهر في لوحات جيمس مكنيل ويسلر، والتي سيطيح بها أدولف لوس وجوزيف هوفمان في النمسا، في بداية القرن العشرين.

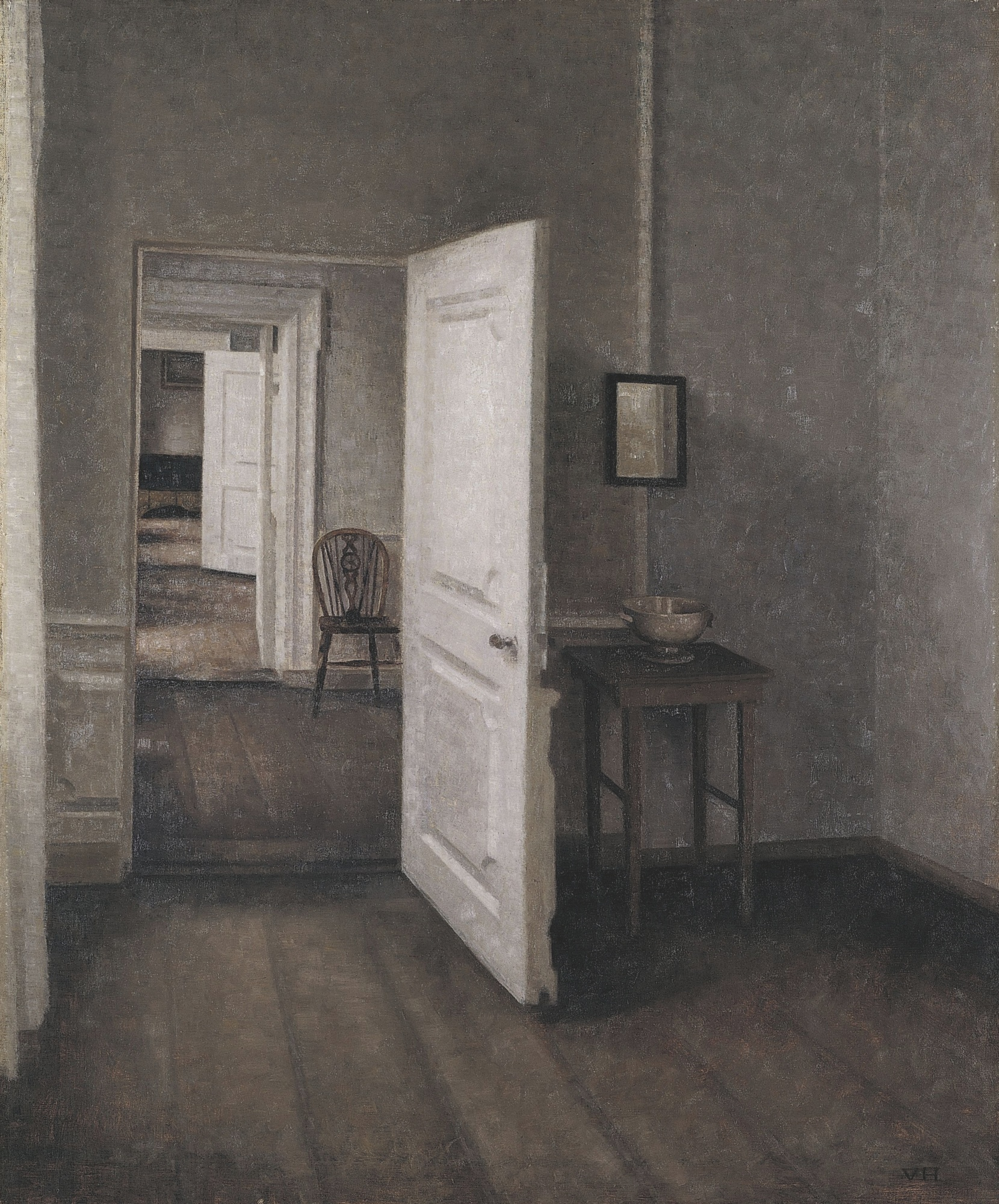
الغرف الاربعة بريشة هامرشوي 1914

في هذه «التصميمات الداخلية»، يدفع هامرشوي أحيانًا العزلة إلى حدود غير متوقعة مثل الجزء الداخلي للقاعة الكبرى في لوحة الغرف الاربعة 1914 ، حيث تظهر الجدران العارية فقط .

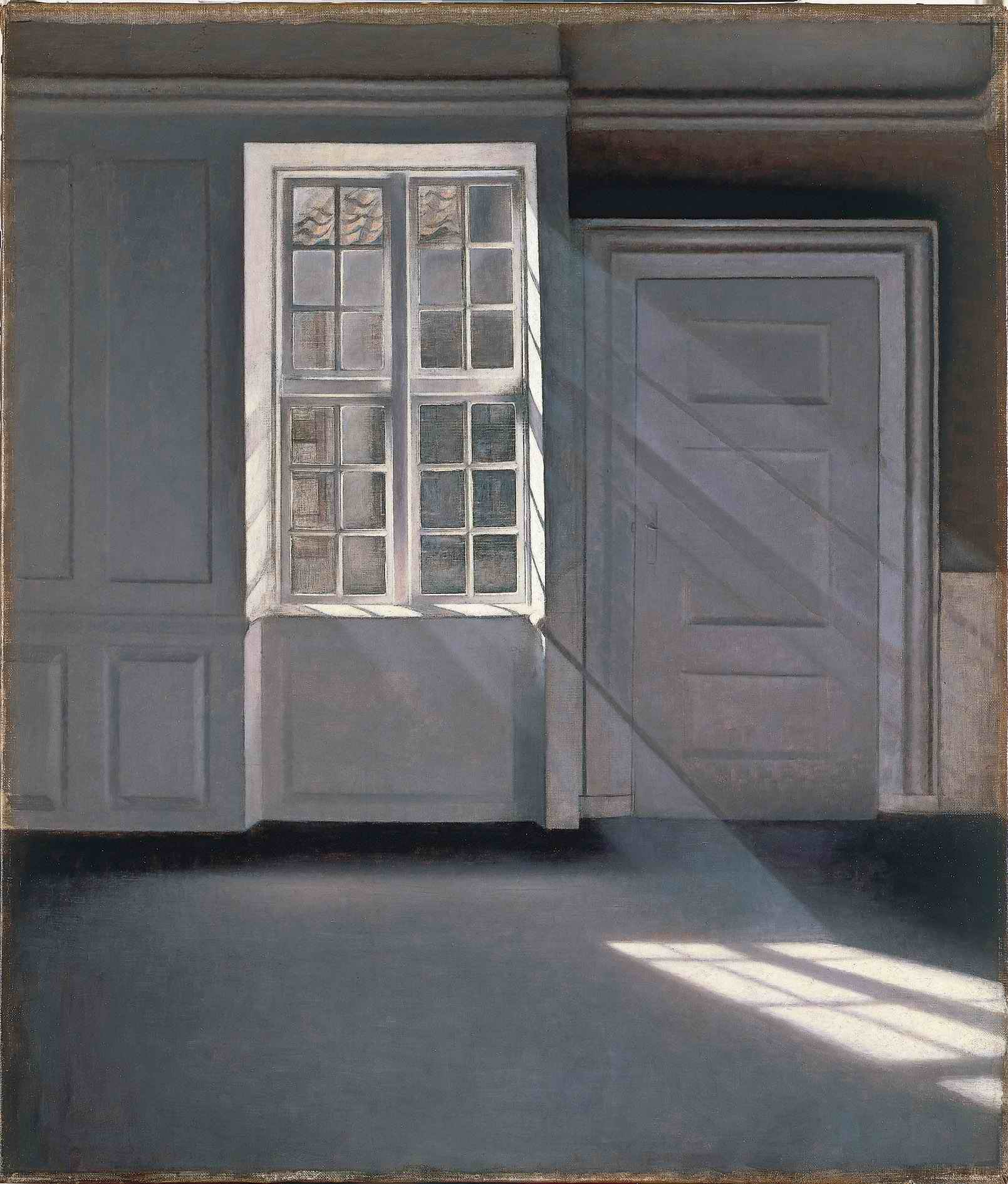
الغبار يتراقص في أشعة الشمس بريشة هامرشوي 1900

ولكن عندما يتعلق الأمر بالداخل «البرجوازي»، فإن فكرة الغرفة الفارغة تقدم للمشاهد وهم الدخول كضيف مرحب به إلى دار مزدهرة كما هو الحال في لوحة «الغبار يتراقص في أشعة الشمس» 1900، واحدة من لوحاته الأكثر تكرارًا.

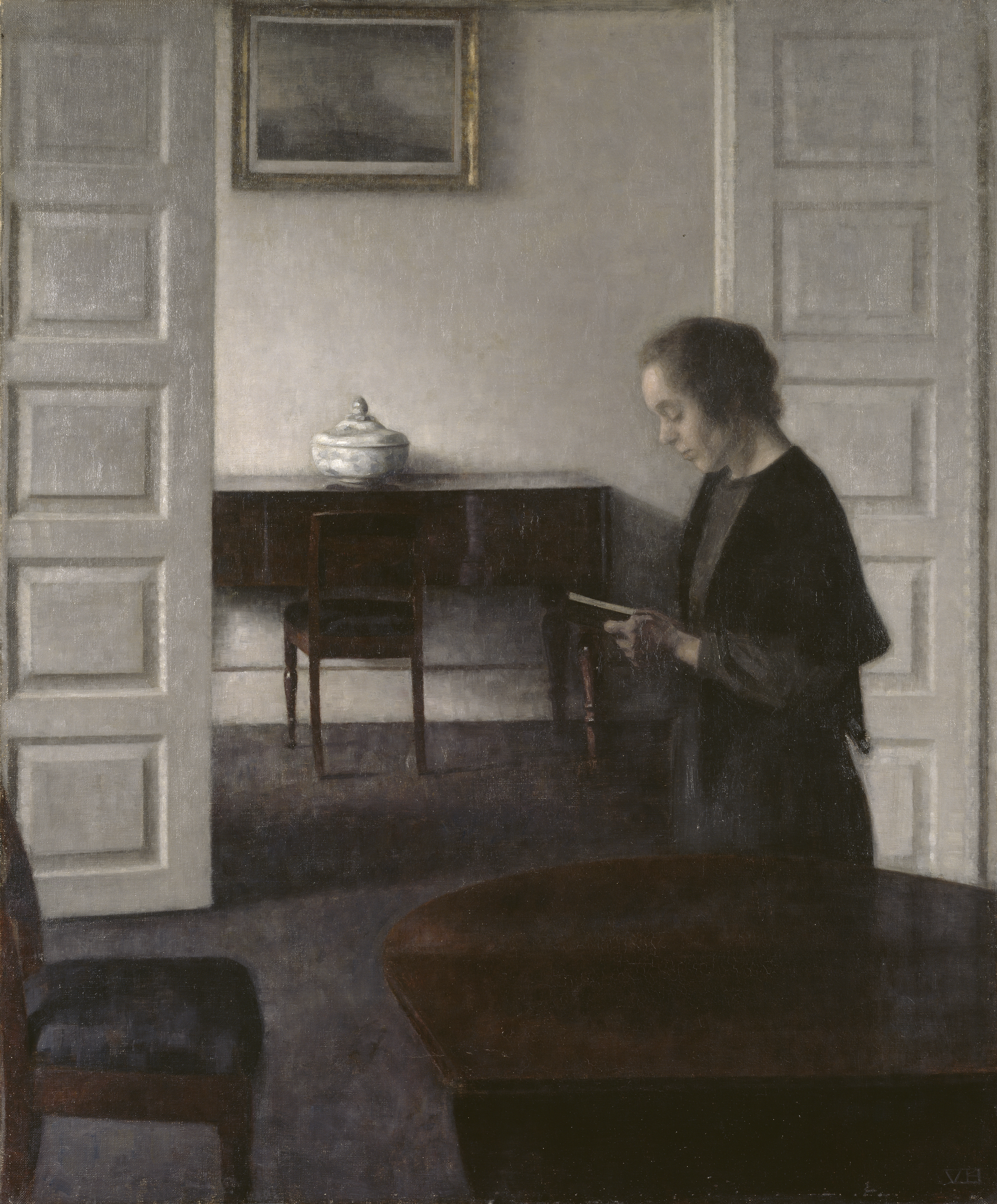
منطر داخلي مع سيدة تقراء بريشة هامرشوي 1900

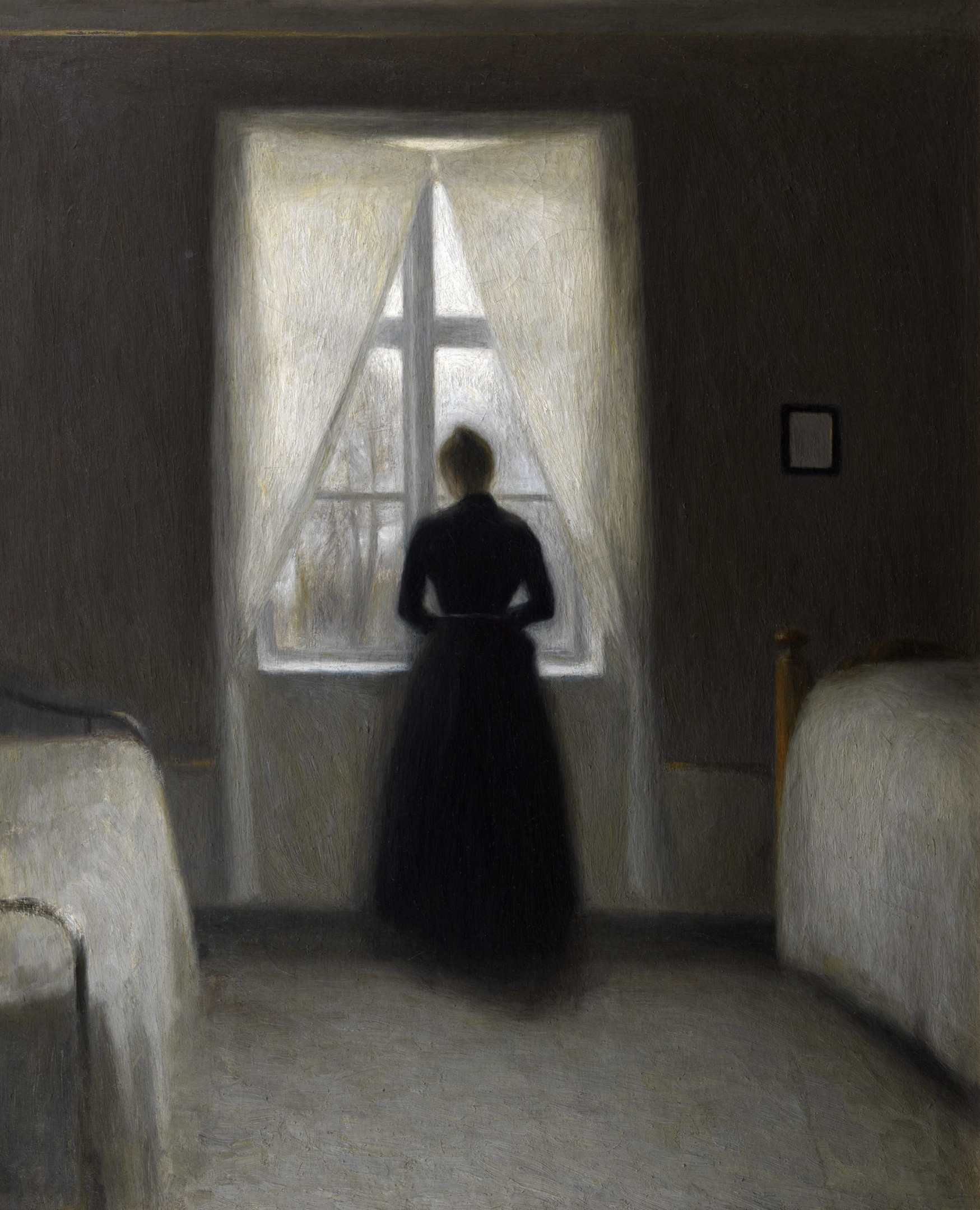
غرفة النوم بريشة هامرشوي 1890

عندما يرسم هامرشوي الجزء الداخلي ، فإنه دائمًا ما يكون بإيجاز مع شخص واحد فقط في أللوحة ، عمومًا امرأة (شخصيته)، غالبًا ما تُرى من الخلف ، أو في صورة جانبية ، تضيع في حلم وحيد كما في لوحة: غرفة نوم "، 1890 ، ضمن مجموعة خاصة.

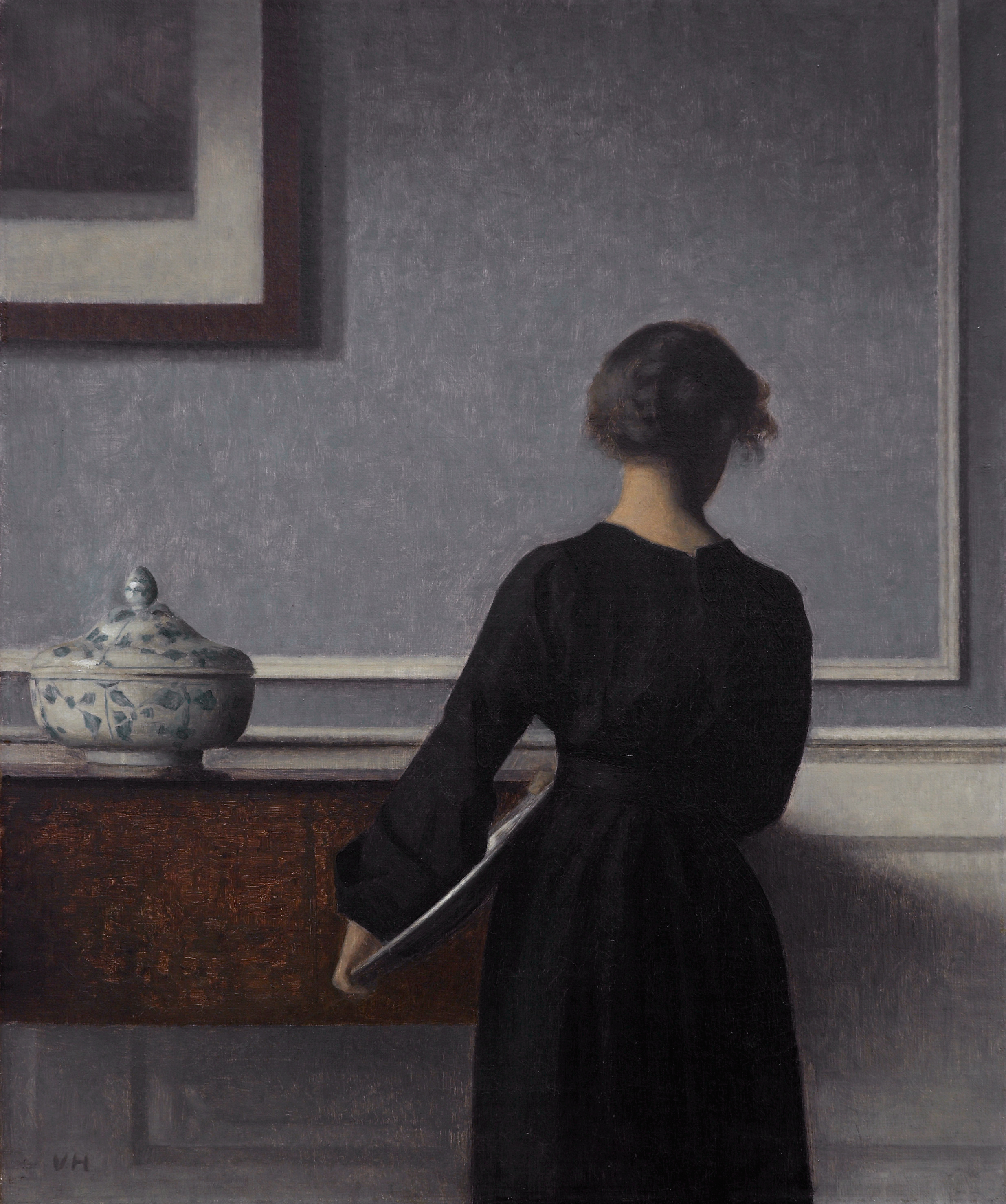
منظر داخلي مع شابة ينظر إليها من الخلف (لوحة) بريشة هامرشوي 1904

أكثر ما يتم استنساخه بشكل متكرر من جميع التصميمات الداخلية لاعماله هو امرأة شابة تُرى من الخلف ، «منظر داخلي مع شابة ينظر إليها من الخلف» 1904 ، حيث تظهر زوجته أيدا لأول مرة «في حالة حركة» وهي تحمل طبقًا من القصدير.
يرسم هامرشوي الشخصية ، عندما لا تكون حالمًا ، عفوية ، ذات صفاءًا كبيرًا  على موقع المجلة الإلكترونية ، يذكر كاميل برونيه (ناقد فني) أنه "بالنسبة لهامرشوي ، تتمتع الغرف الفارغة بجمال غامض" في عام 1909 في مجلة الديكور النرويجية هجيمت، كتبت: يفضل هامرشوي المباني القديمة ، والأثاث القديم ، والجو الخاص جدًا الذي تتمتع به مثل هذه الأشياء. ". كانت إيدا ، زوجته ، موضوعه الأنثوي المفضل ، موضوعًا لعدة لوحات ، بما في ذلك اثنان في عام 1907.

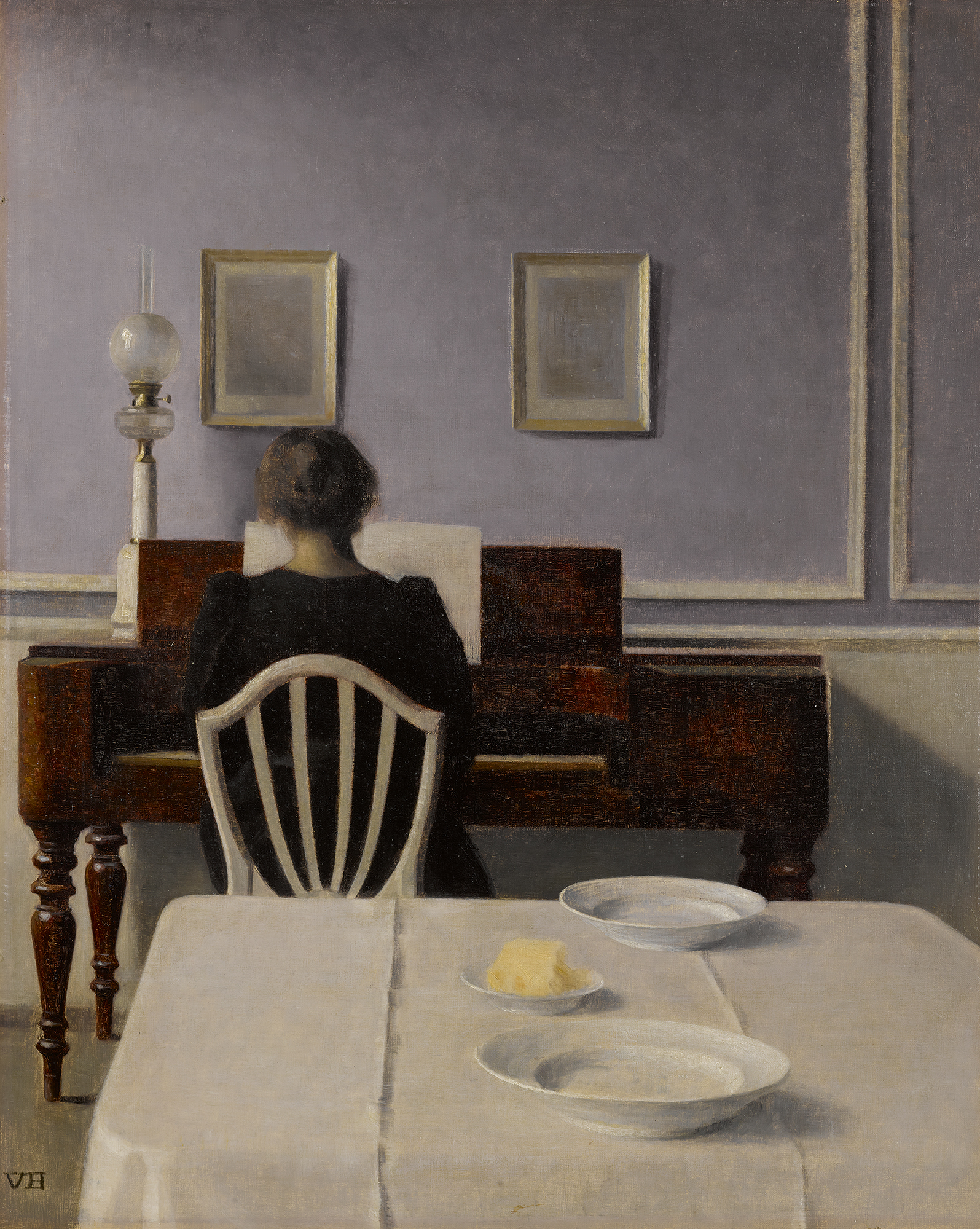
مشهد داخلي مع امرأة تعزف على البيانو بريشة هامرشوي 1901

غالبًا ما رسم نقاد الفن تشابهًا بين الجو الناجم عن عزلة الشخصيات في أسلوب هامرشوي وأمزجة يوهانس فيرمير أو إدوارد هوبر: «عندما تجد شخصيات في المشاهد الداخلية من لوحات هامرشوي ، فإنهم مثل شخصيات هوبر، صامت وثابت تمامًا ، يخضع بالكامل لهذه المساحات المستقيمة النقية. ولكن الأهم من ذلك ، عندما يرسم هامرشوي أزواجًا أو مجموعات أكبر من الشخصيات ، يظل كل فرد محبوسًا في عالمه الفردي.» تم تناول المقارنة مع إدوارد هوبر من قبل العديد من نقاد الفن في وقت معرض 1997 في متحف أورسيه يقول بول فاد :«يمكن للرسام بحضوره أن يذكرنا بجورجيو موراندي وفي نفس الوقت بإدوارد هوبر». في عام 1965 ، رسم هوبر لوحة «بعنوان الشمس في غرفة فارغة» ضمن مجموعة خاصة  ، والتي تذكر بشكل طبيعي تمامًا بلوحة «الغبار يتراقص في أشعة الشمس» بريشة هامرشوي 1900.

هذا الجو نفسه لا يزال في اللوحة الضخمة التي تحتوي على خمسة رجال: «خمس صور شخصية» (1901-1902). الرجال الخمسة الممثلون هم جميعًا أصدقاء الرسام ، وهم أعضاء في مدرسة الفنانين الحرة. على اليسار ، المهندس المعماري ثورفالد بينديسبول ، بالقرب من الطاولة ، سفيند هامرشوي ، شقيق الرسام ، ثم كارل مادسن، ثم الرسام الرمزي ينس فرديناند ويلومسن وكارل هولسو ، وهو أيضًا رسام داخلي. تضفي اللوحة جوًا من المجتمع السري وفقًا لـ بول فاد. تُعتبر هذه الصورة الجماعية واحدة من قمم الفن الدنماركي التي يمكن مقارنتها بصورة جماعية أخرى لخمسة فنانين طليعيين رسمها فيليكس فالوتون: بعنوان «الرسامين الخمسة».

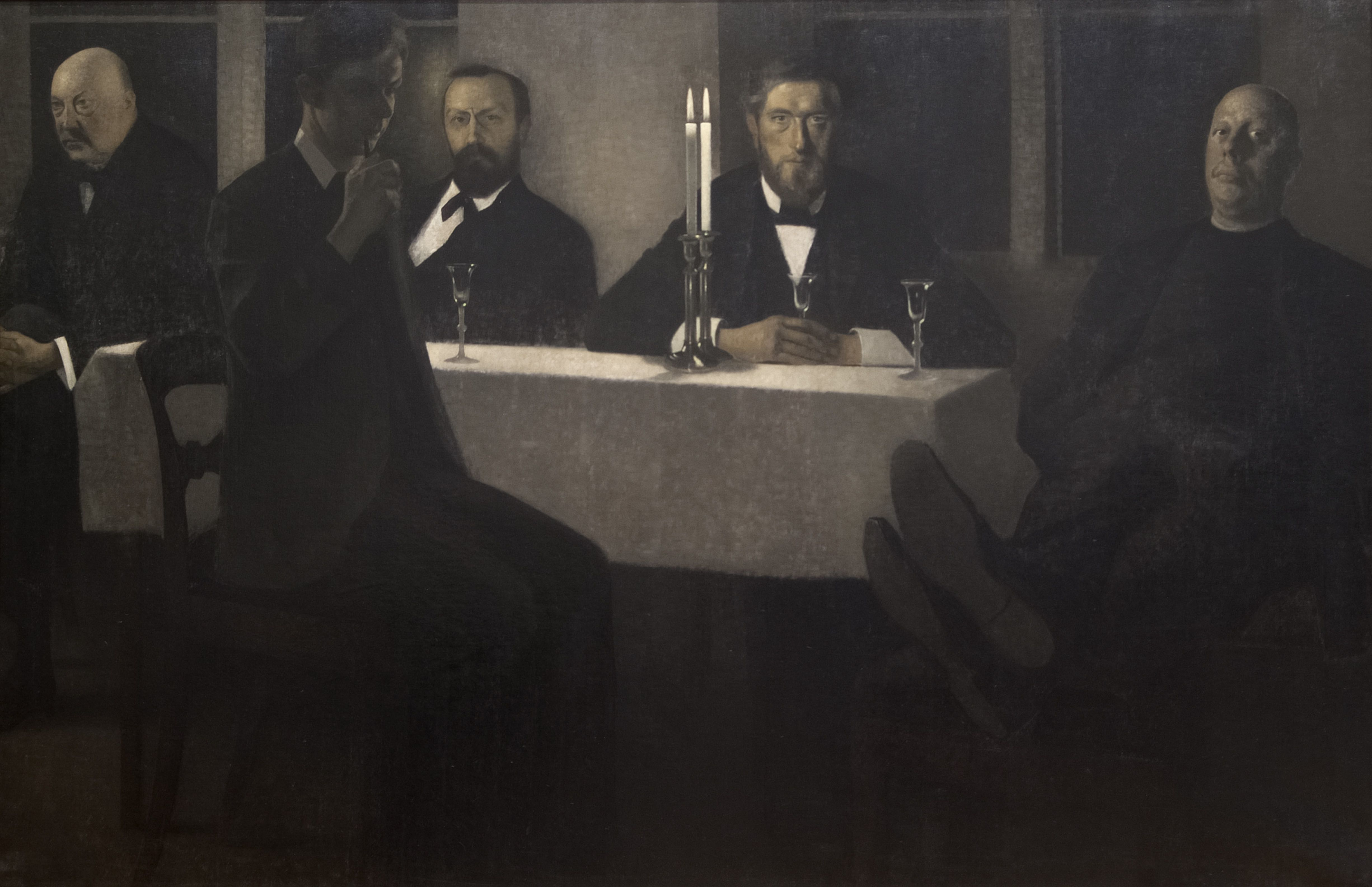
خمس صور شخصية بريشة فيلهلم هامرشوي 1901-1902
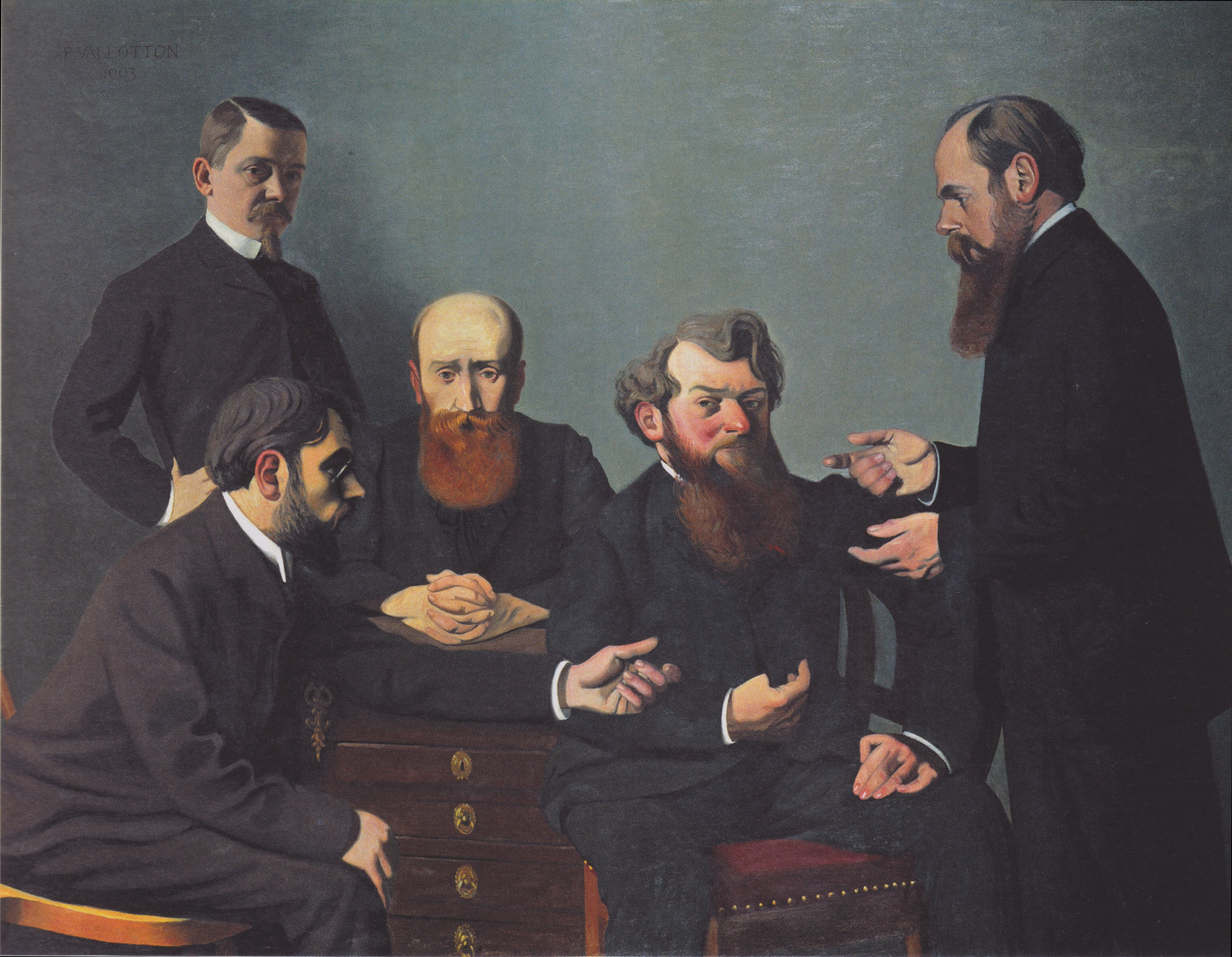
الرسامين الخمسة بريشة فيليكس فالوتون 1902-1903

### تقدير
منذ أوائل القرن العشرين، أصبح هامرشوي رسامًا معروفًا ورجلًا محترمًا. عُرضت اللوحات الخمس في مدرسة الفنانين الحرة في عام 1902 ، وتم تكليف اثنين من لوحاته المعمارية من قبل عمدة كوبنهاغن الذي عرضها في مكتبه. حصل الكاتب الدنماركي يوهانس يورجنسن على إذن له بالرسم داخل كنيسة سانت ستيفن الجولة في روما أثناء إقامته في إيطاليا. كذلك زاره الكاتب راينر ماريا ريلكه لدراسة عمل الرسام الذي سيعين عضوًا في مجلس إدارة الأكاديمية الملكية الدنماركية للفنون الجميلة. ومعارضه الشخصية تتبع بعضها البعض: في لندن 1907 ، معرض فني دولي في روما عام 1911 حيث حصل الرسام على الجائزة الأولى.
لكن الرسام أصابه الضعف شديد بسبب اصابته بسرطان الحنجرة. سيكون أكثر من ذلك بوفاة والدته في 11 يونيو 1914. في عام 1913 ، رسم لوحة واحدة فقط.

### العري

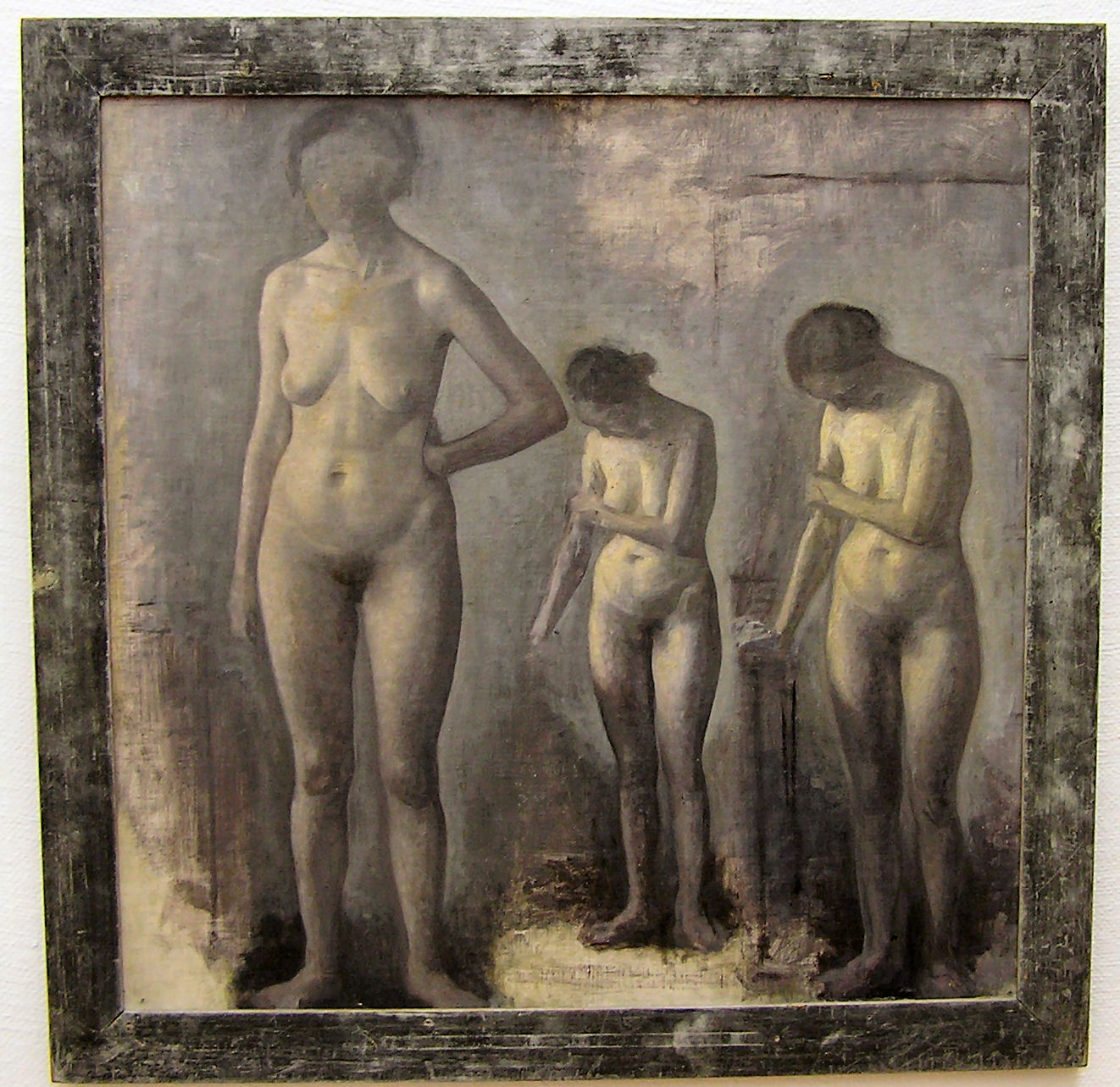
ثلاثة نماذج بريشة هامرشوي 1910

لكن سنوات الألم شهدت ولادة موضوع جديد للفنان بالكاد لمسه حتى ذلك الحين: ألا وهو العاري. من عام 1909 ، أنتج هامرشوي لوحتين كبيرتين حول موضوع الجسد الأنثوي. أولًا لوحة بعنوان «ثلاث دراسات»، وهي تمثل أوضاعًا مختلفة للجسد الأنثوي ، لوحتين كبيرتين سيكملهما في عام 1909. يبدو أن إلهامه في هذا المجال من الرسم مستمد من لوحات نماذج للرسام الدنماركي كريستوفر فيلهلم إكرسبيرغ.

### المعارض الأخيرة
- معرض فيلهلم هامرشوي وكارل ثيودور دراير، مركز الثقافة المعاصرة في برشلونة، 2007.
- معرض هامرشوي وأوروبا ، في متحف كونست ستاتينس في كوبنهاغن، 2012 (كان هذا المعرض يشكك في مكانة الرسام الدنماركي في المشهد الفني الأوروبي في عصره).[37]
- معرض هامرشوي أستاذ الرسم الدنماركي ، 2019 في متحف جاكيمارت أندريه في باريس.[38]

## معرض الصور

أبنية
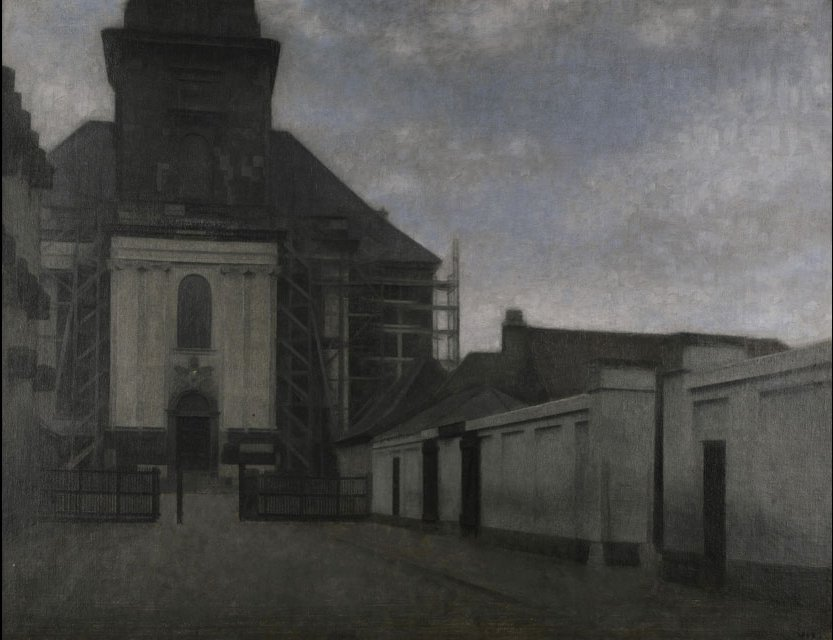
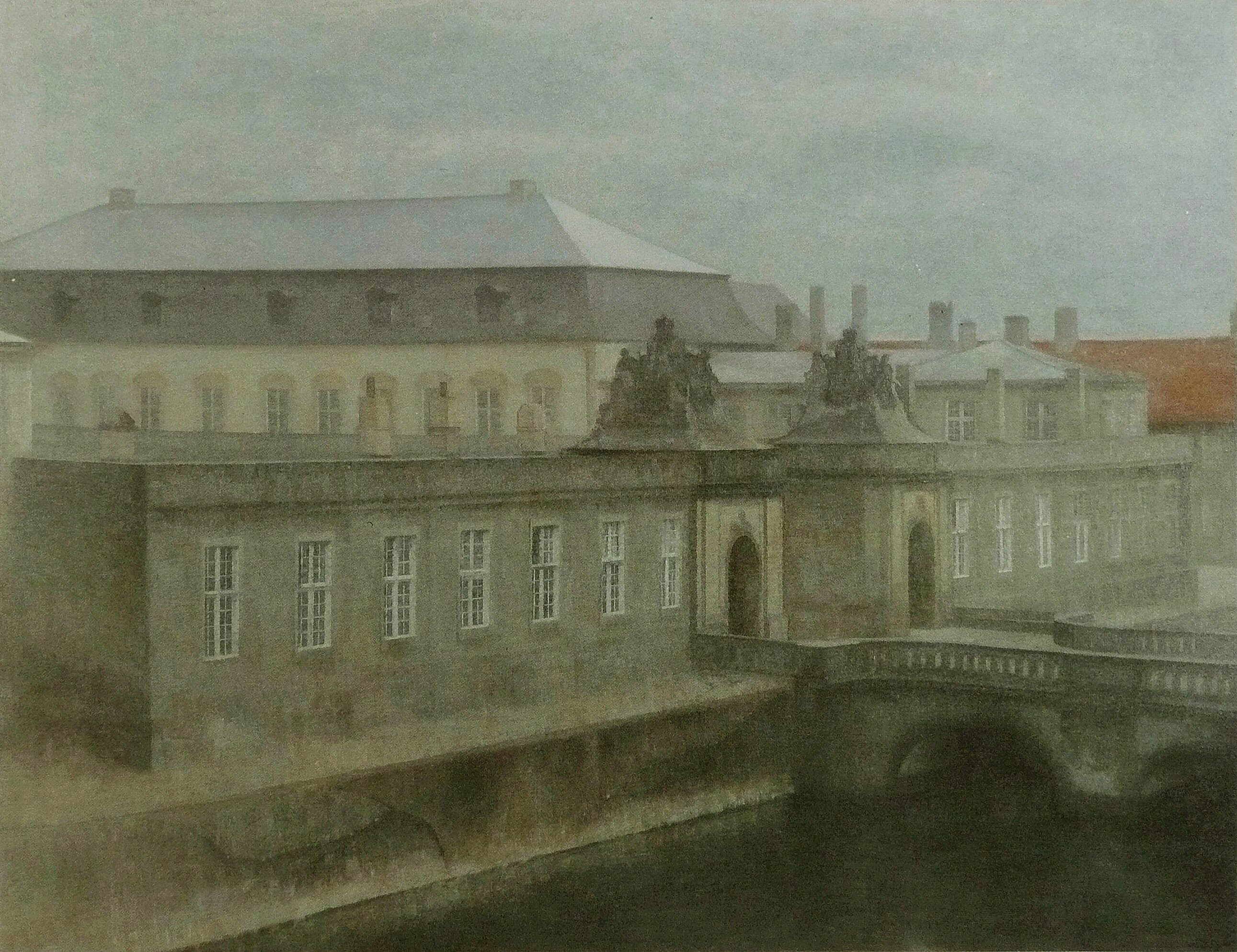
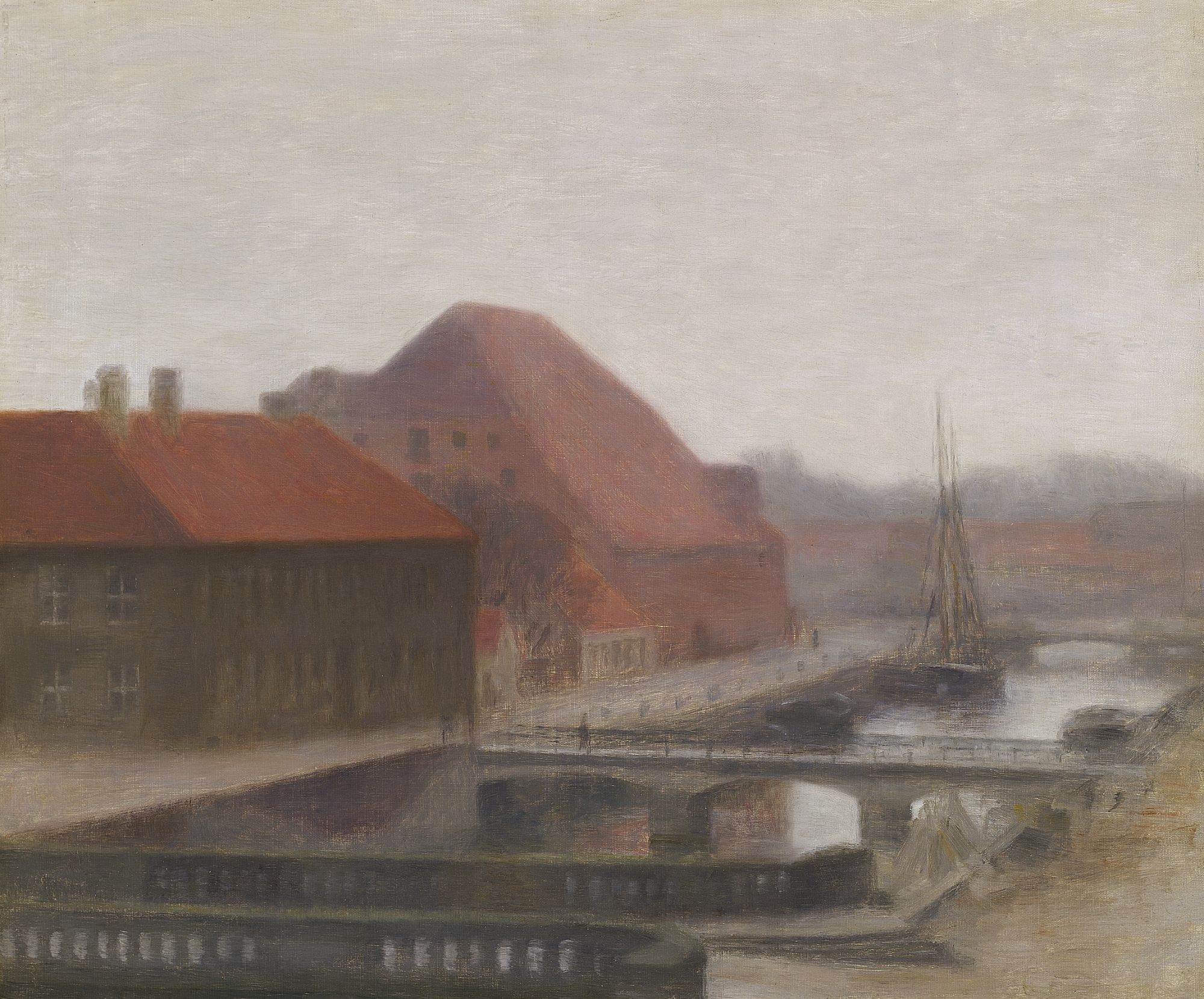
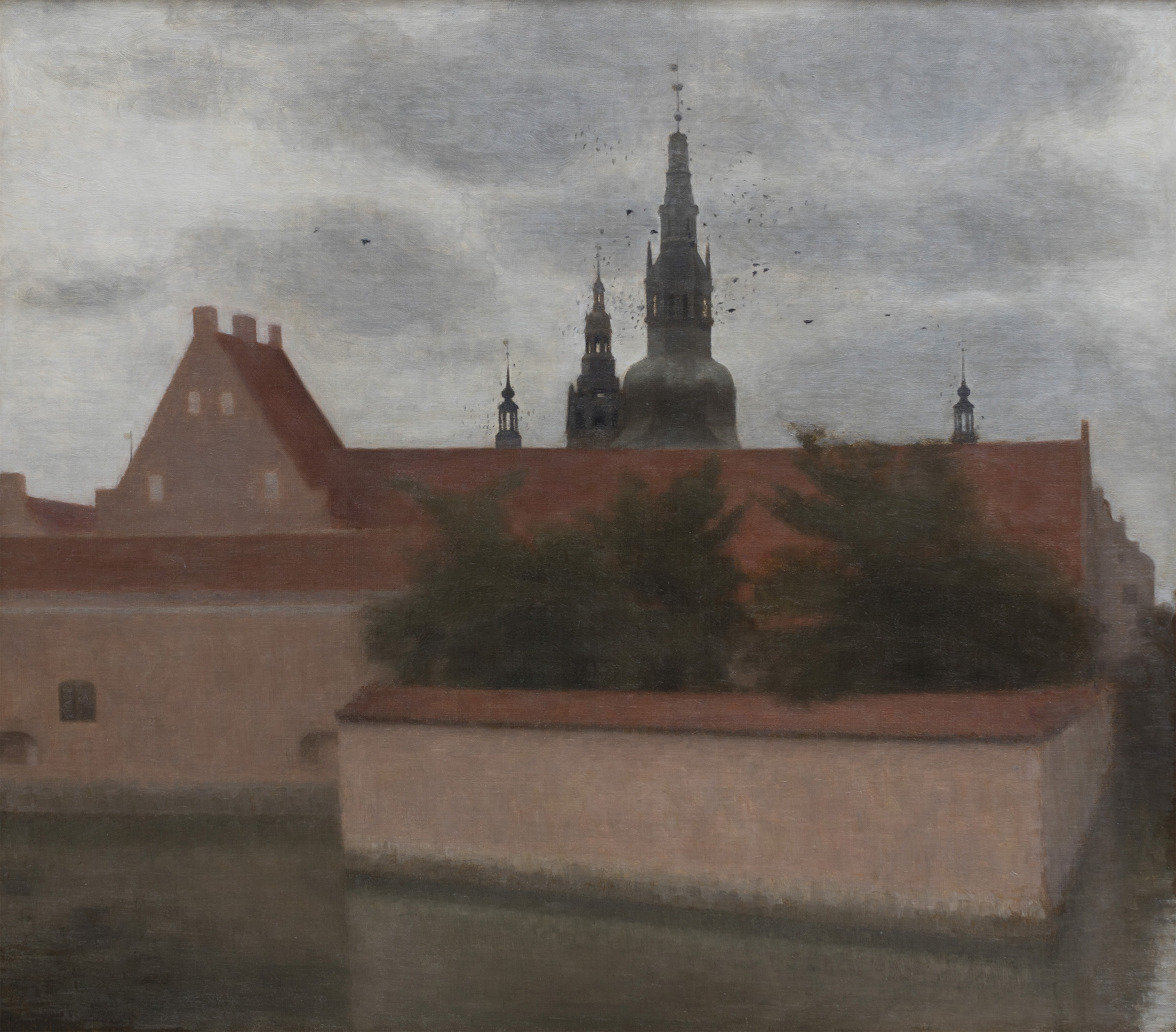
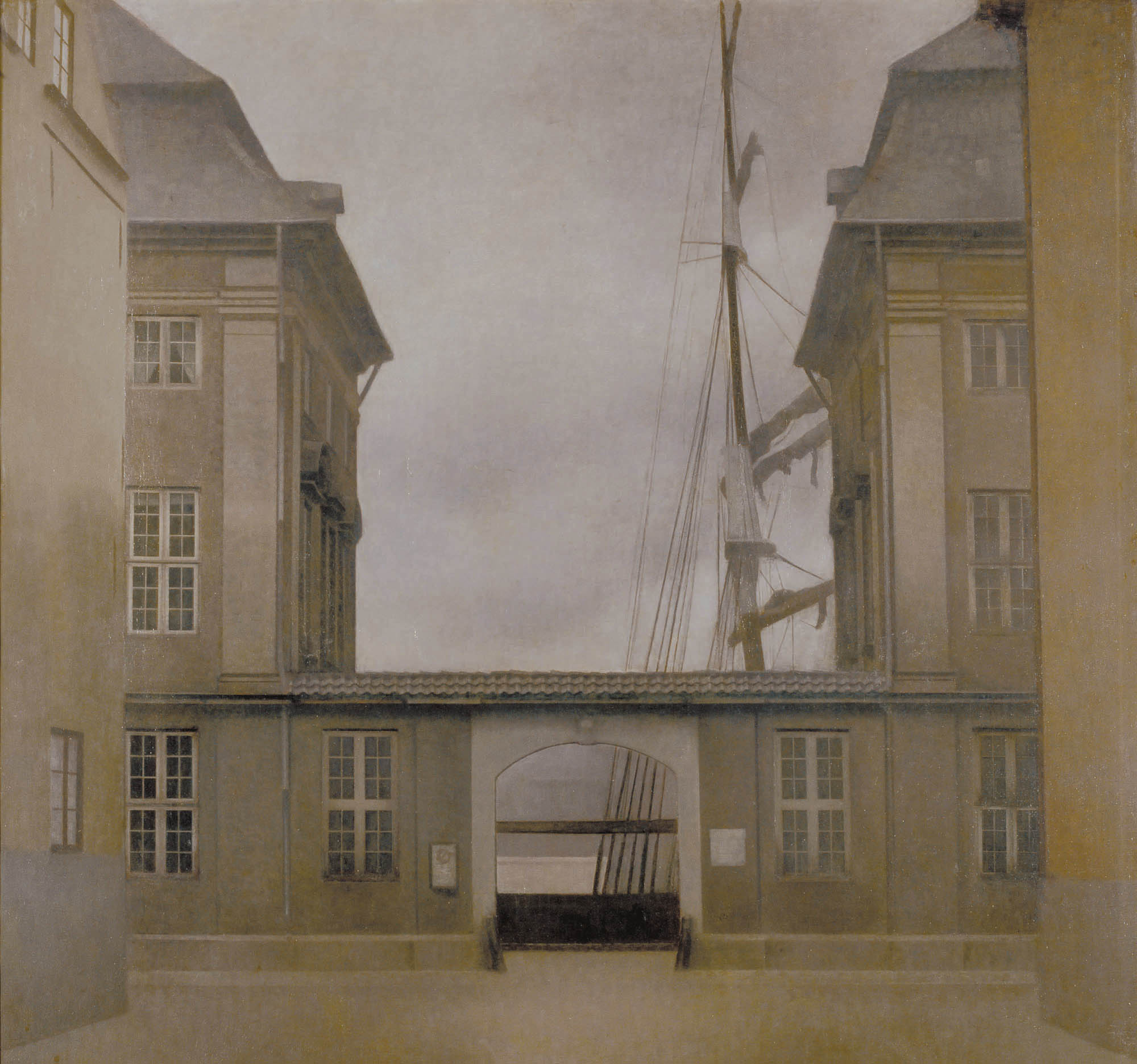
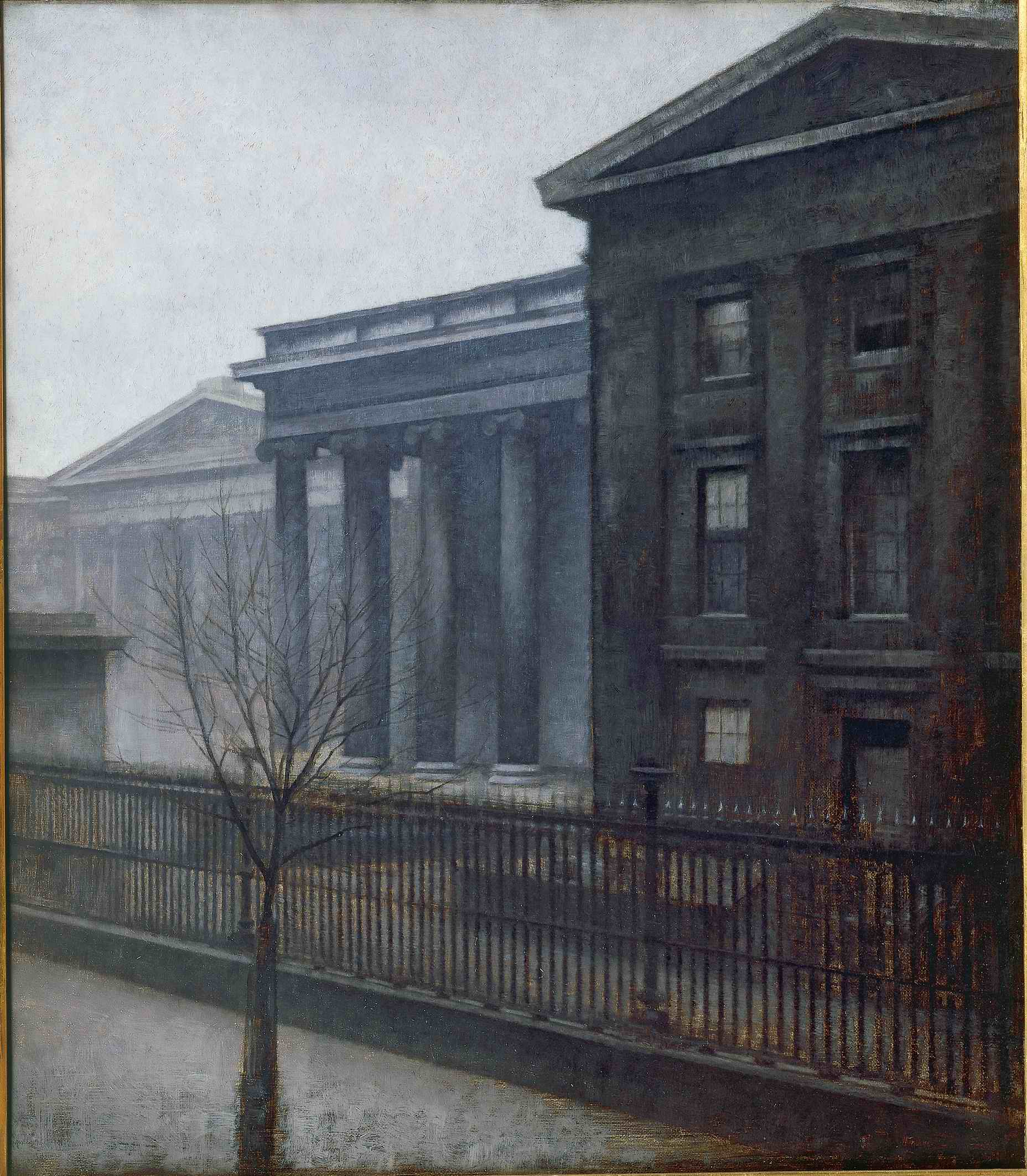
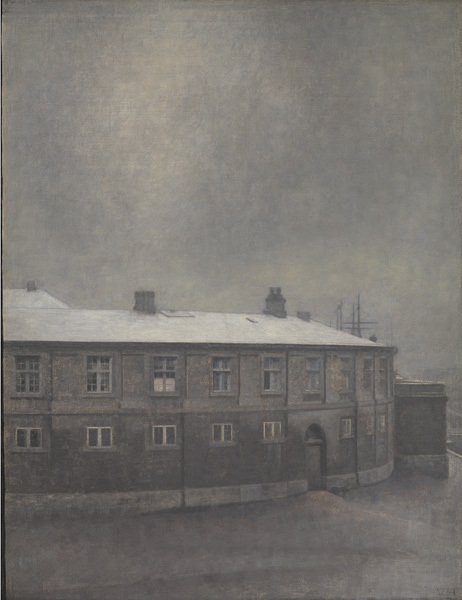

مناظر طبيعية
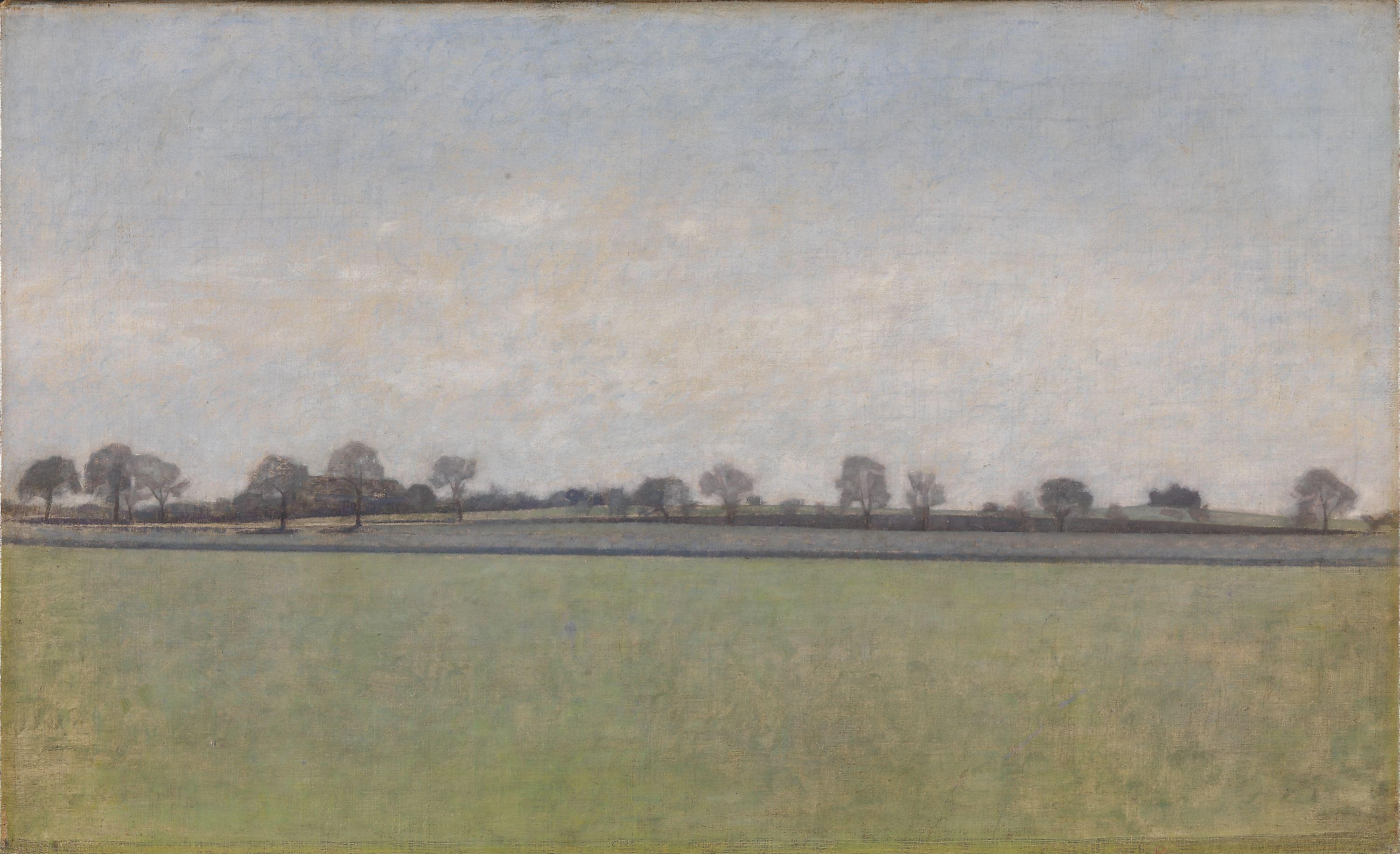
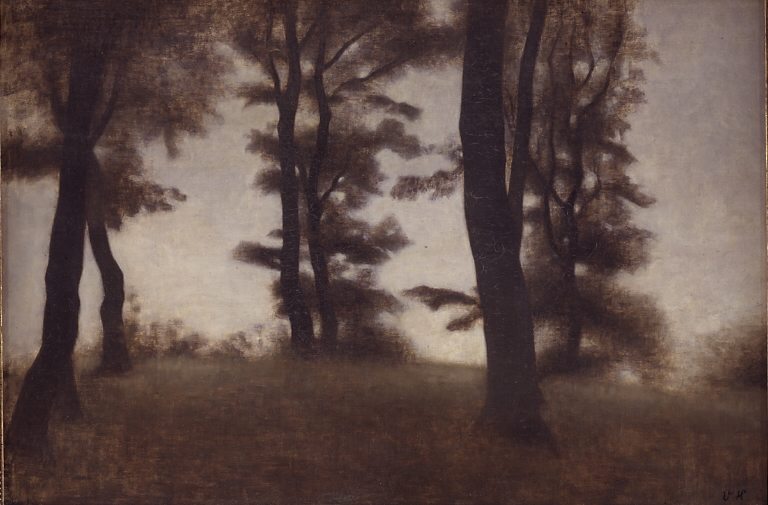
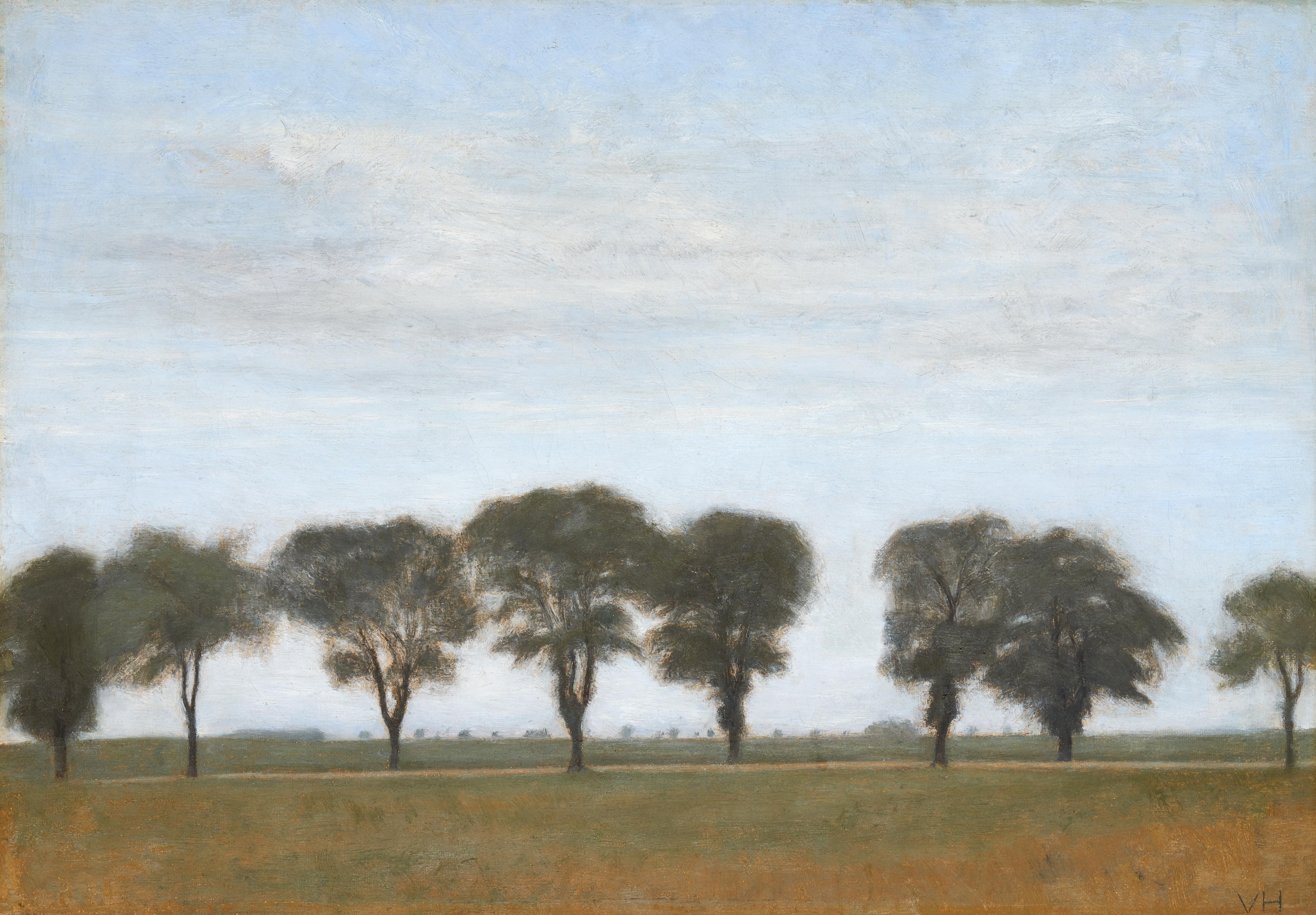
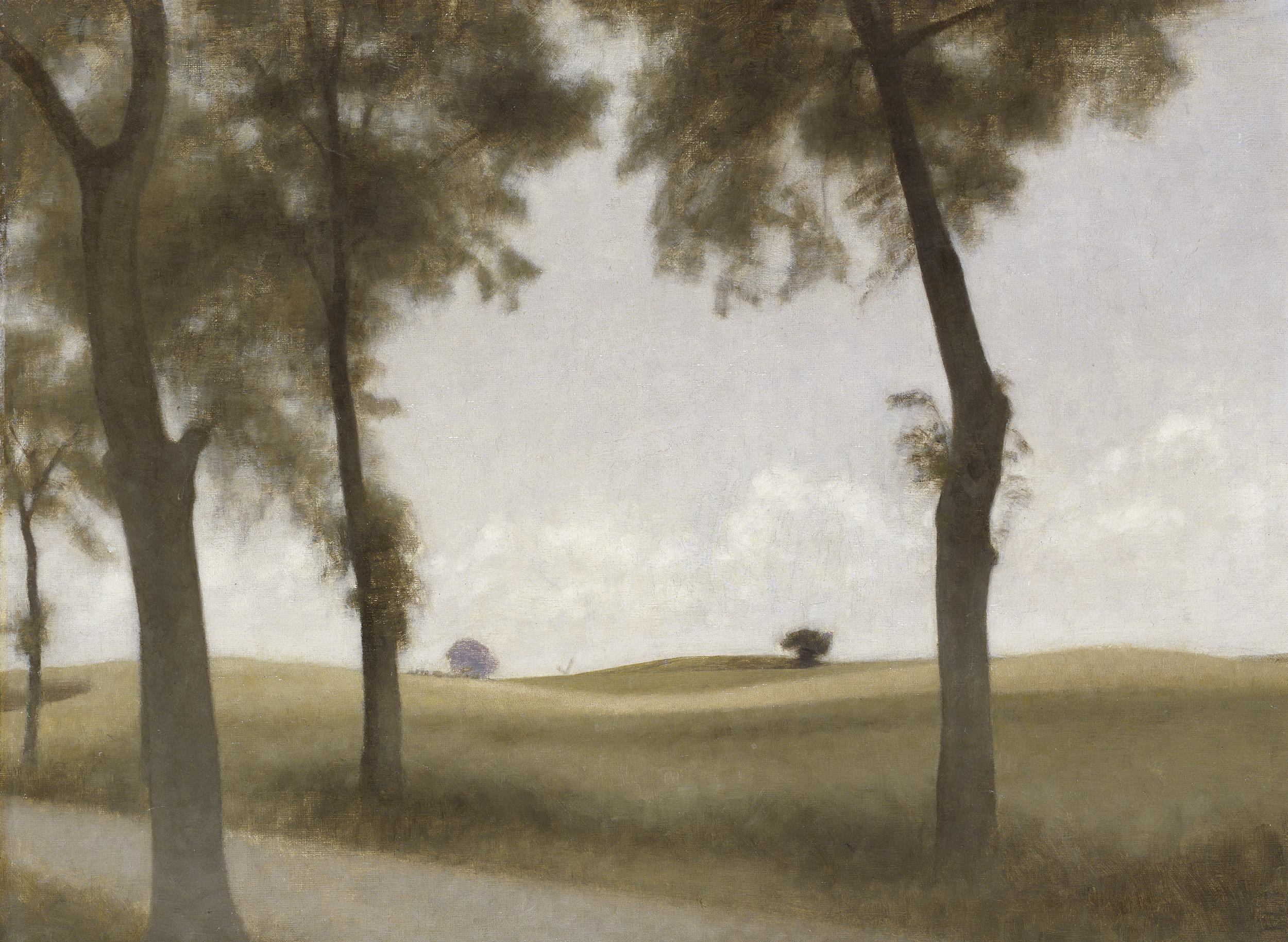
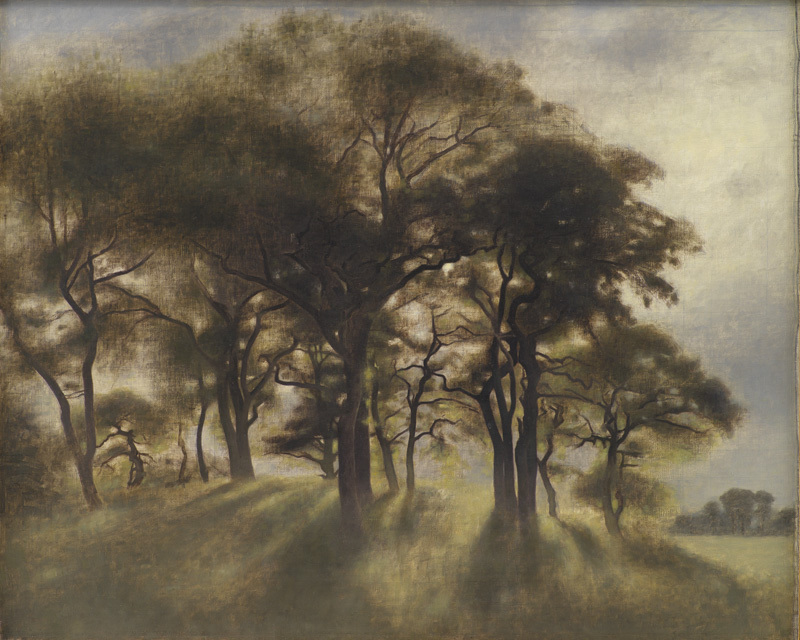
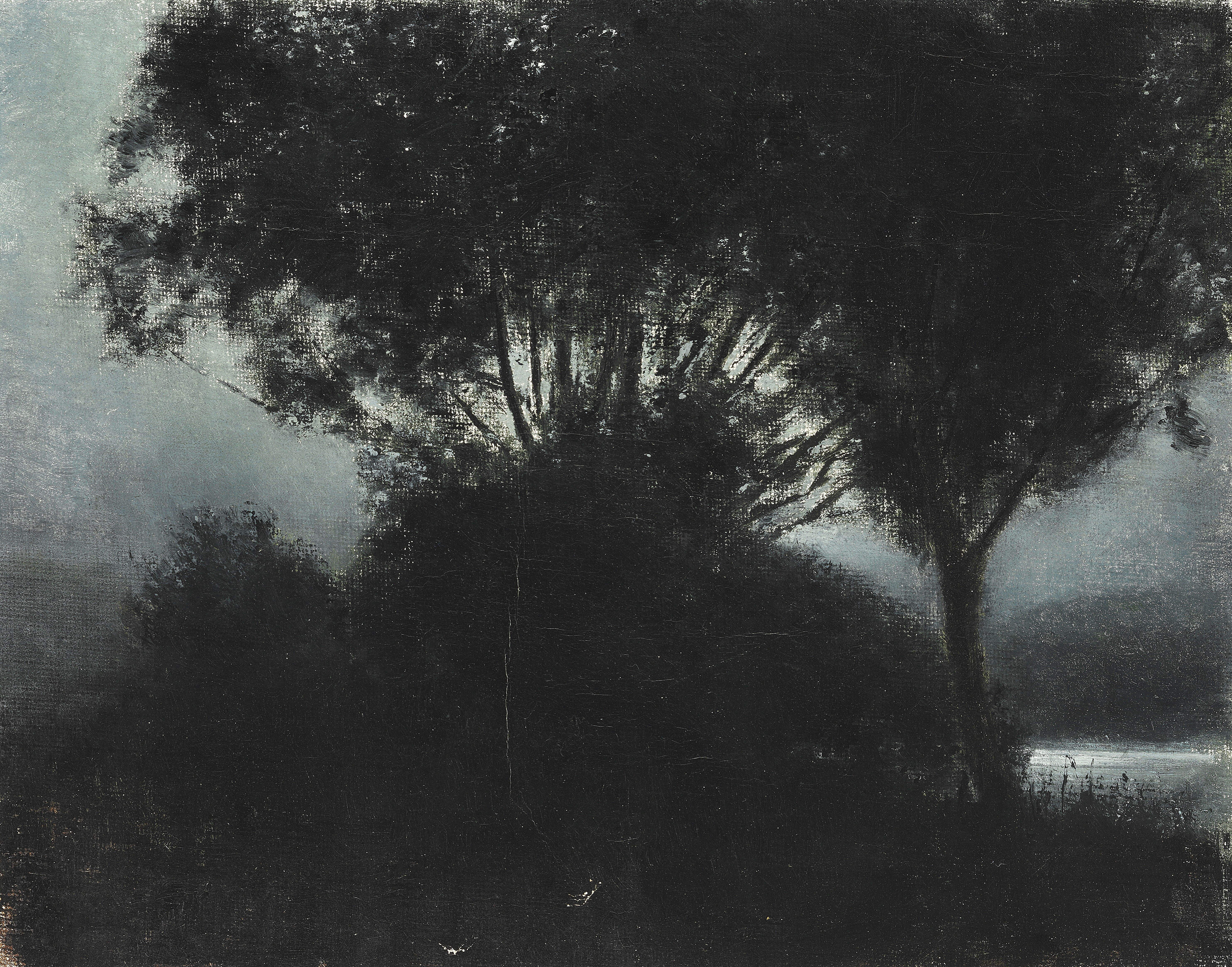
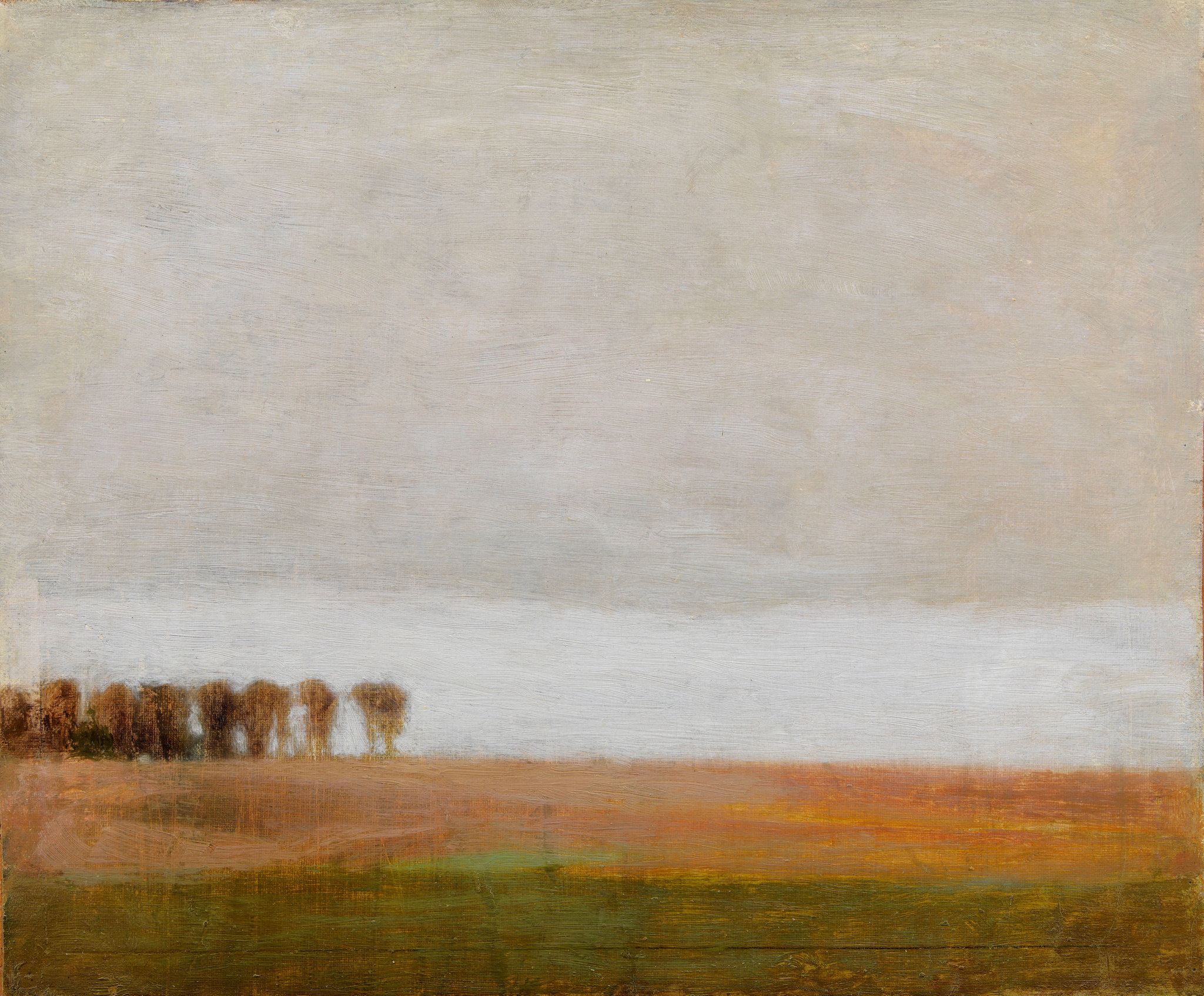
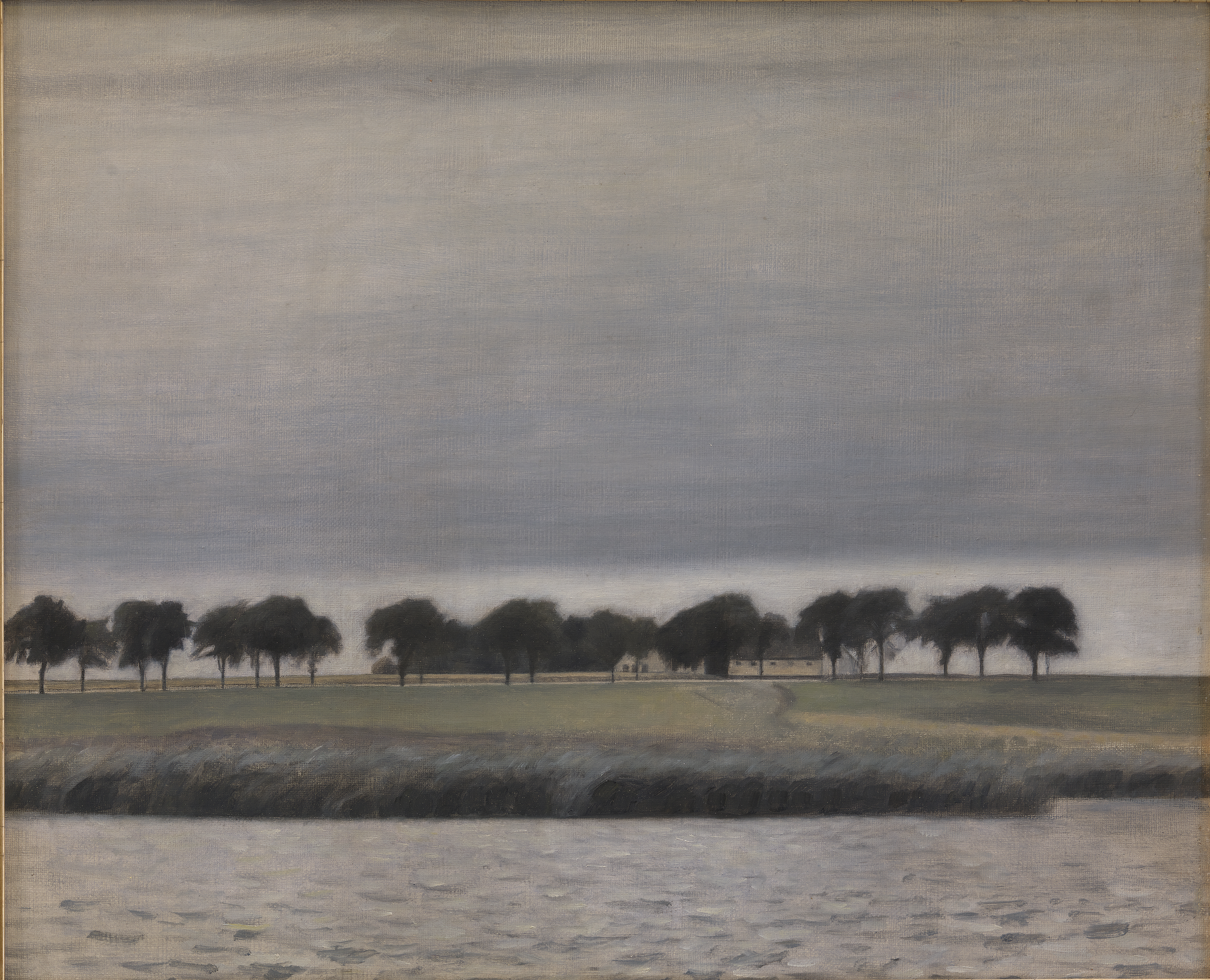
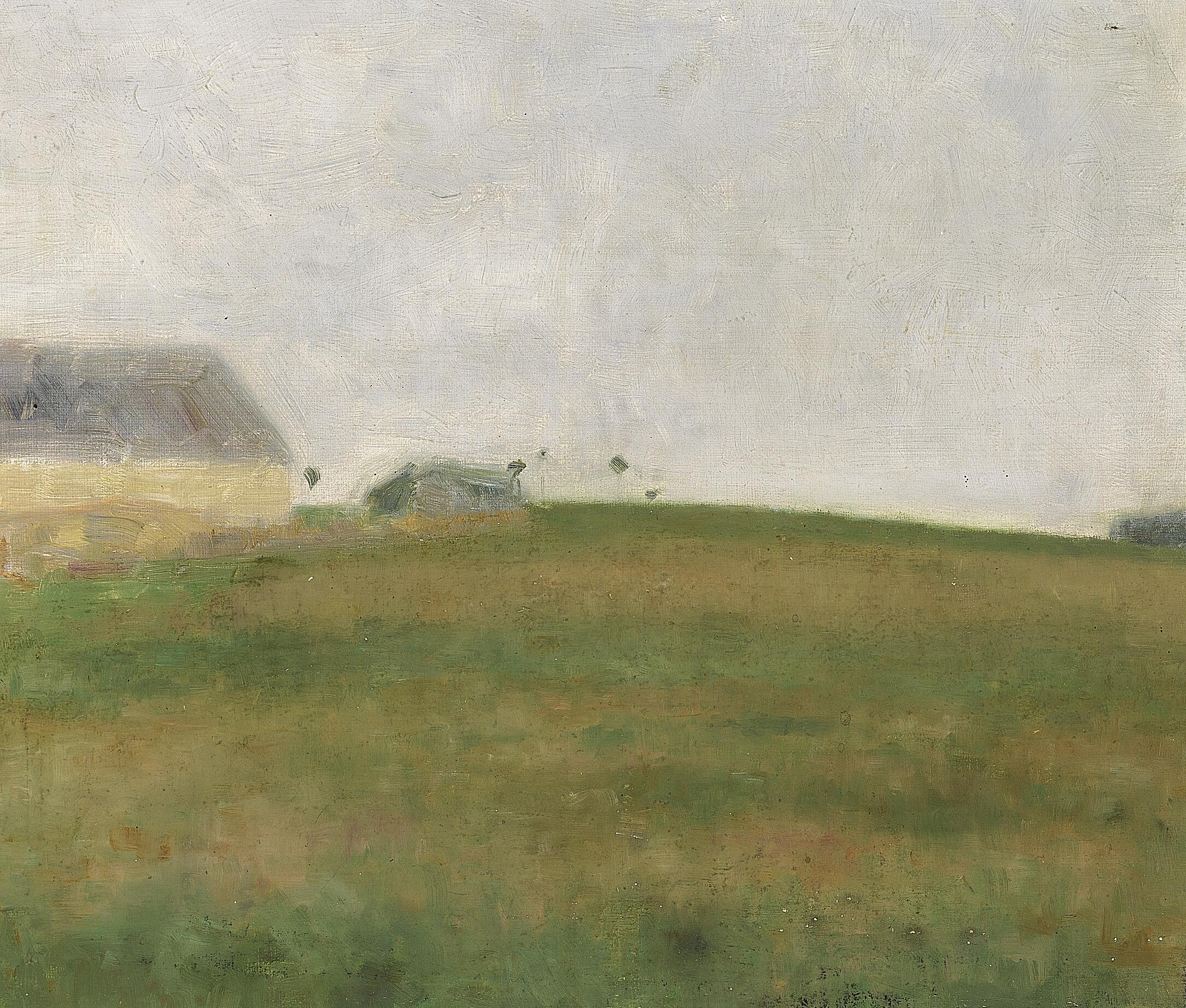
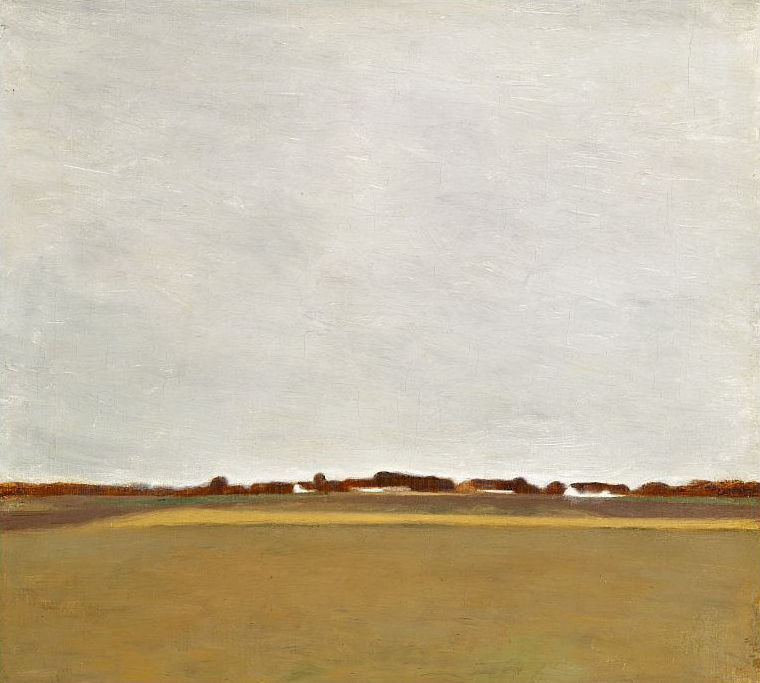
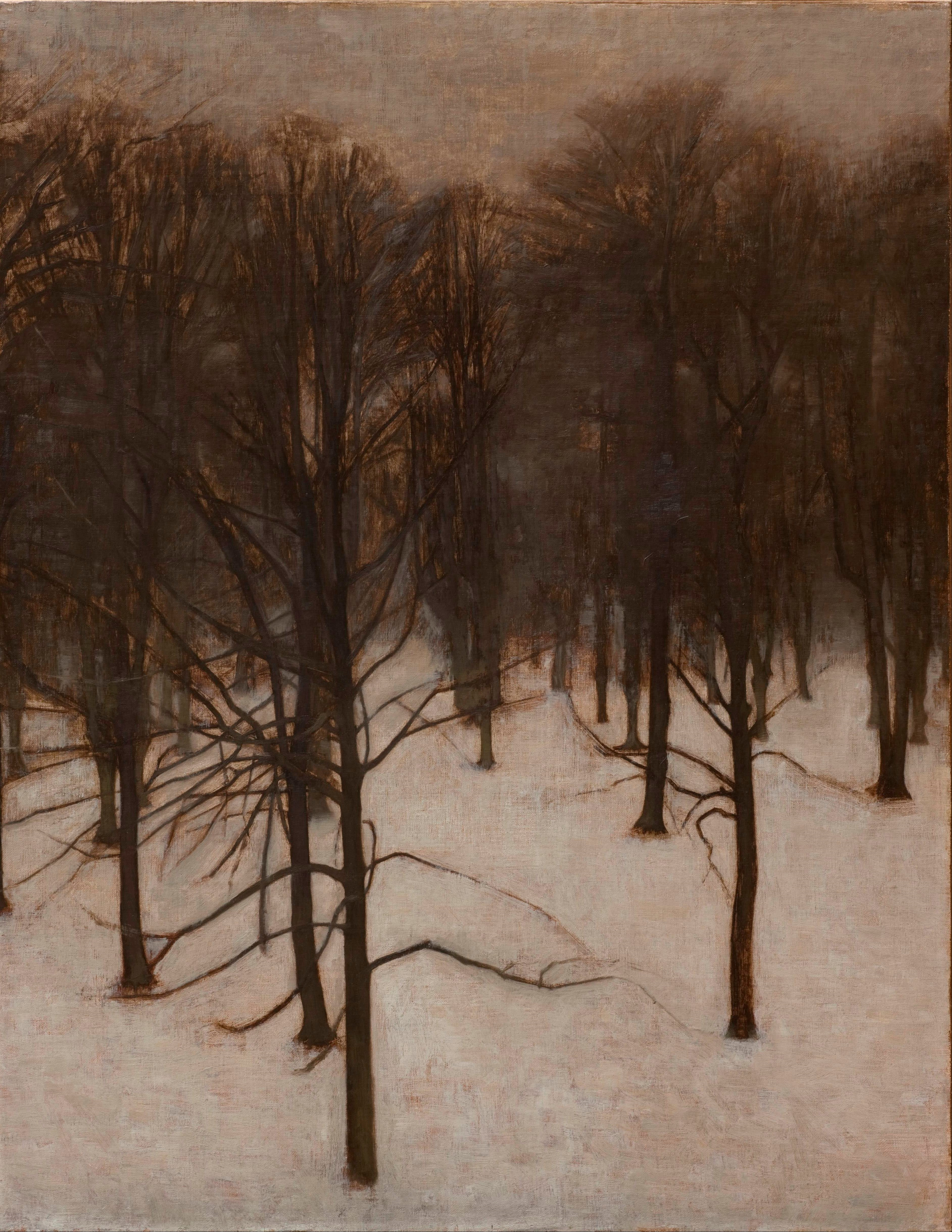

بورترية
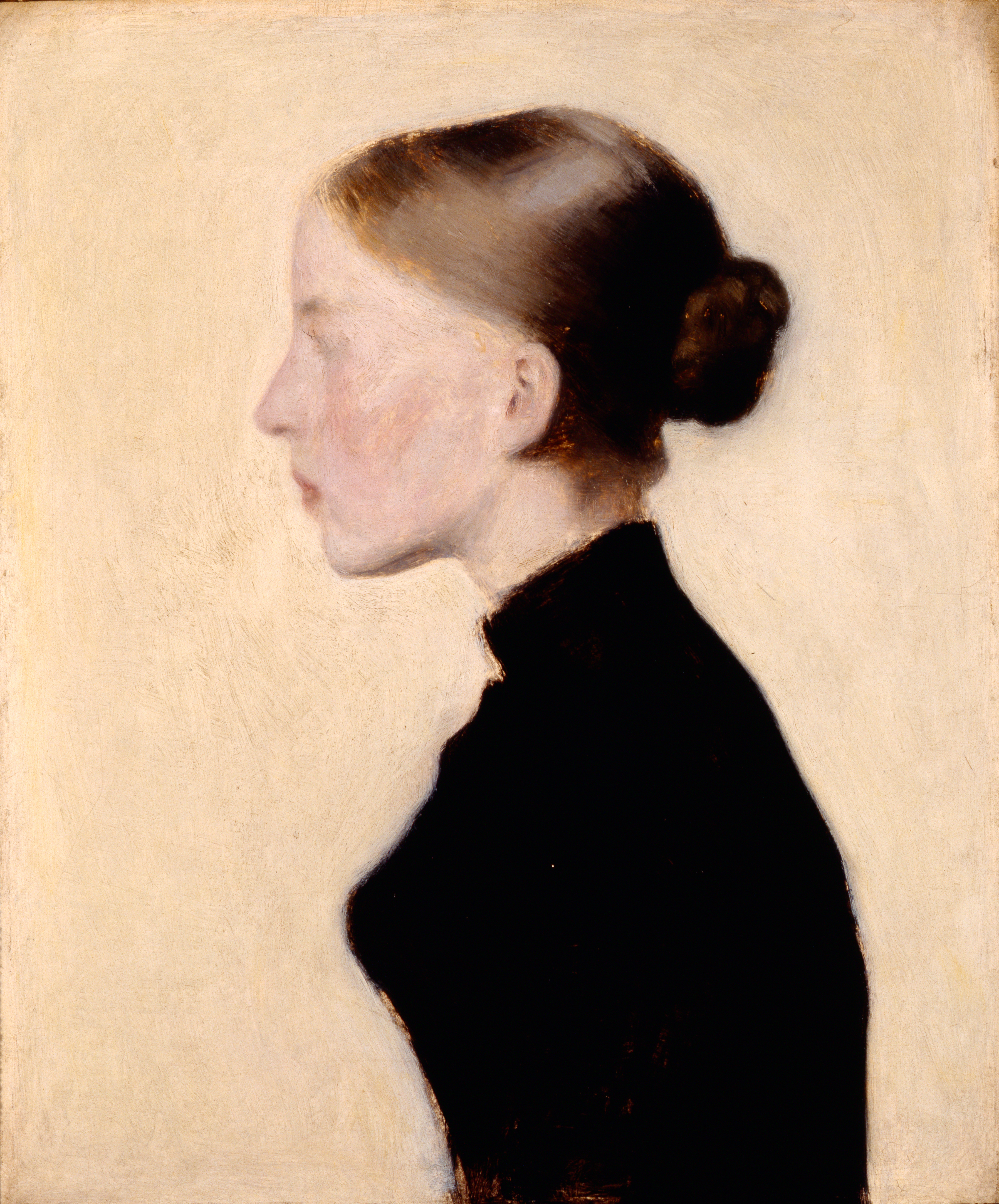
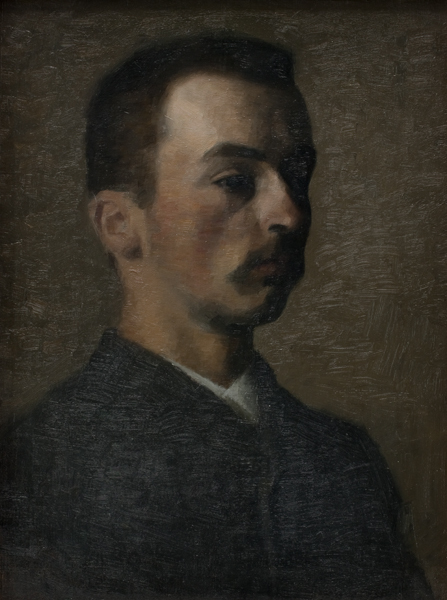
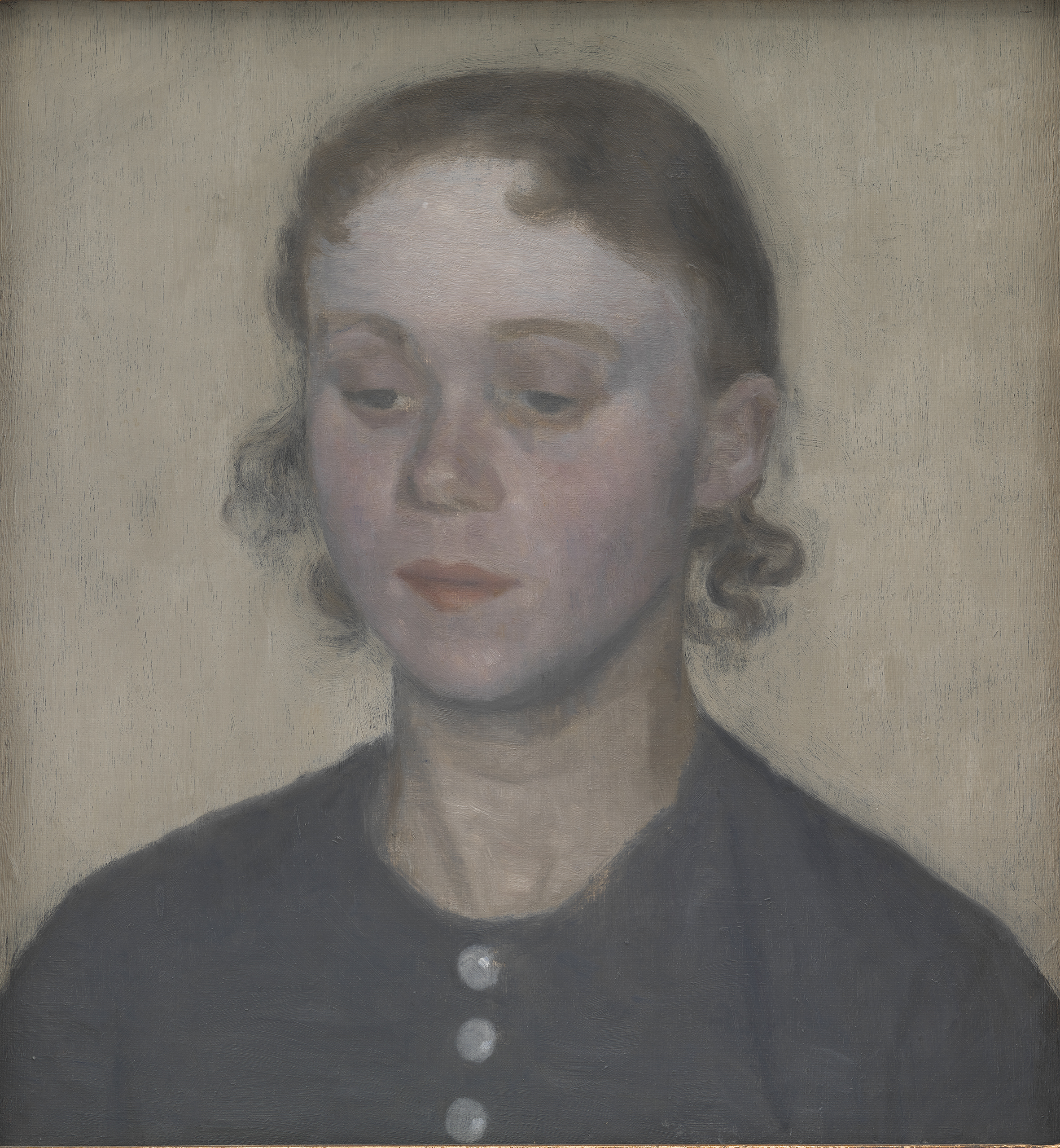
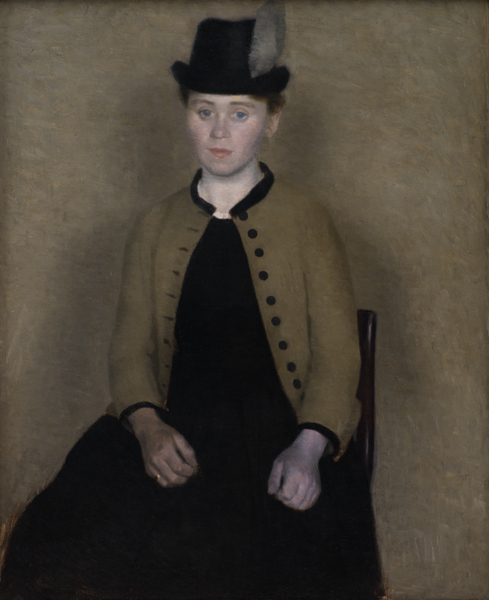
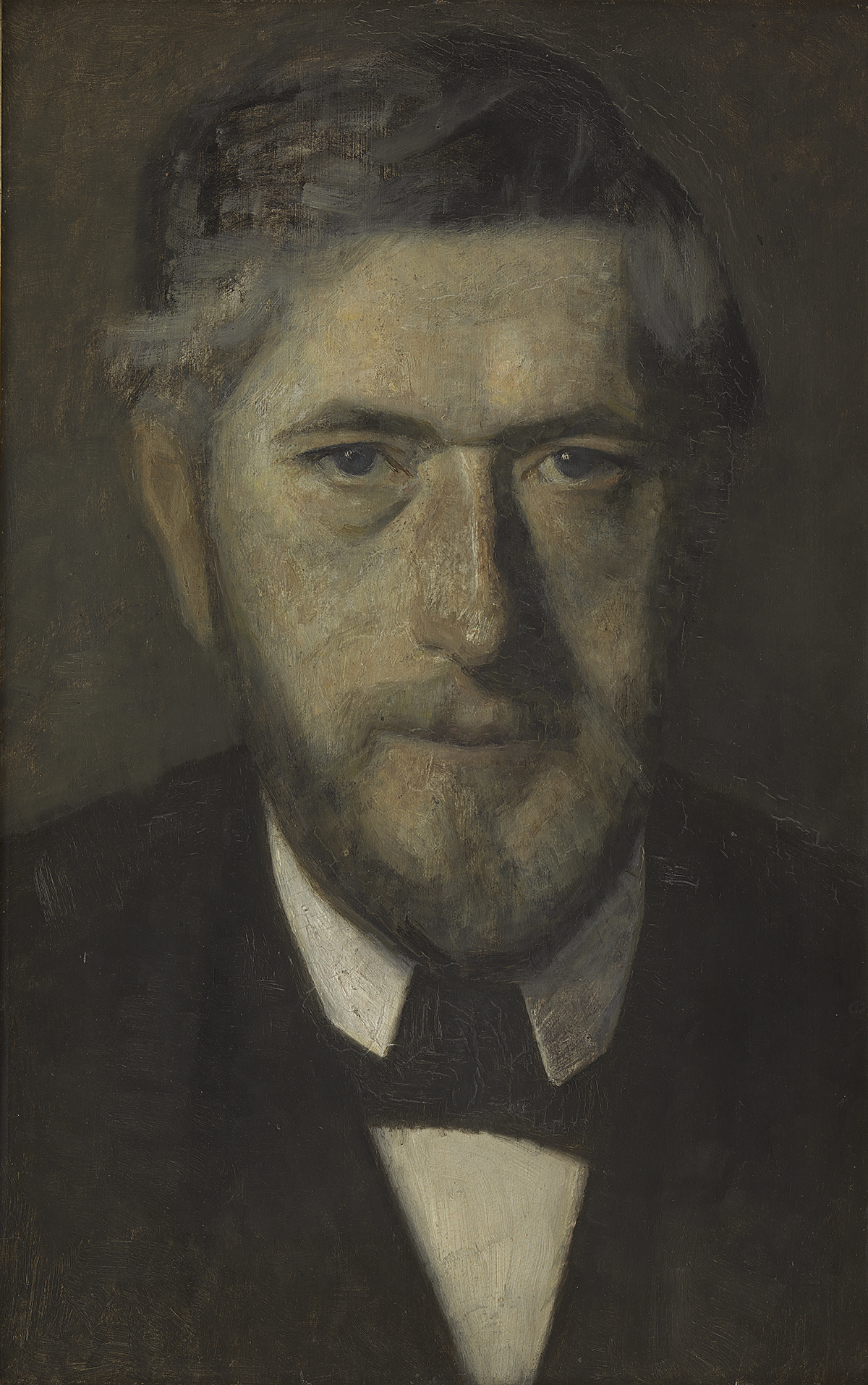
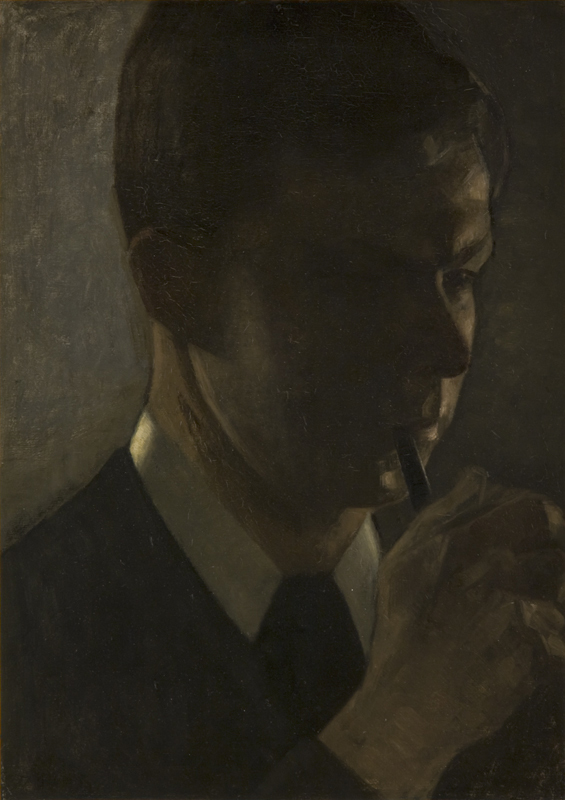
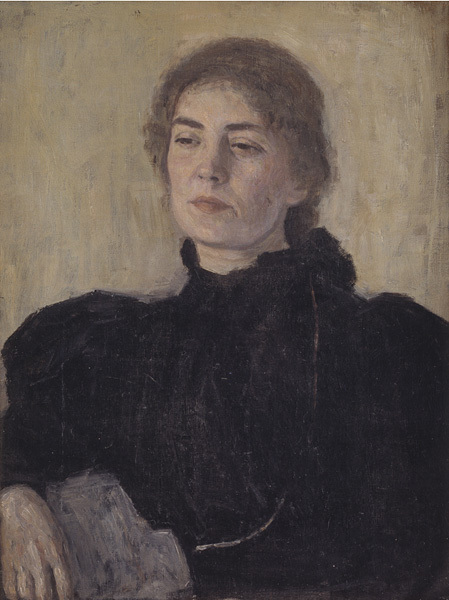
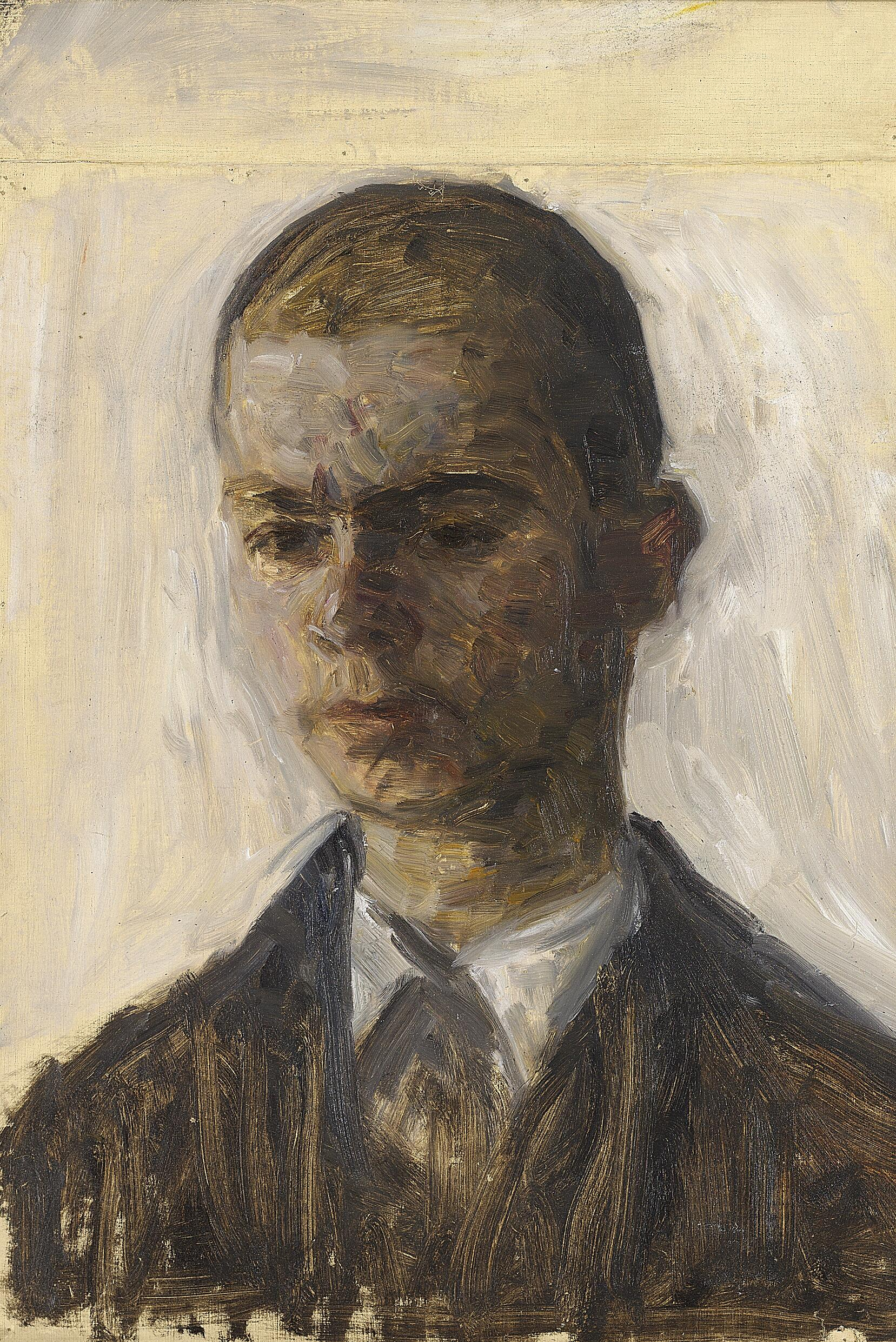
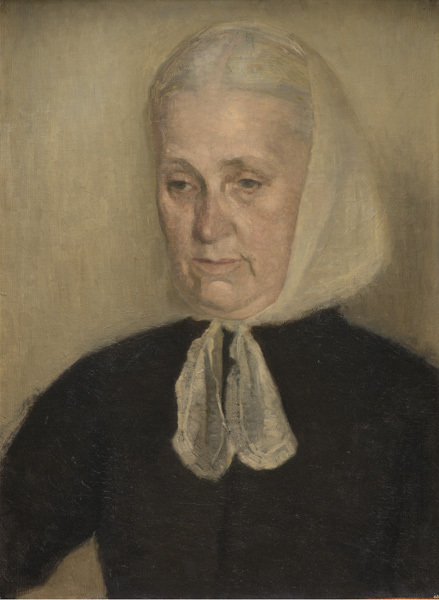
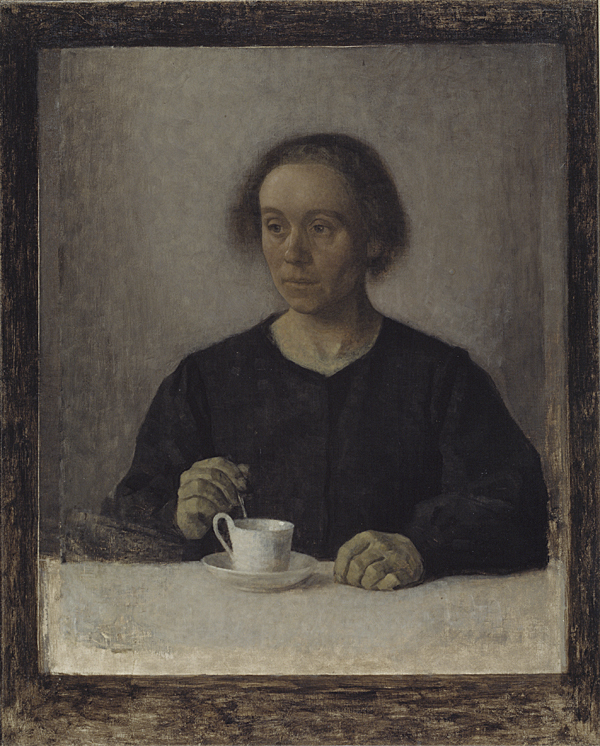
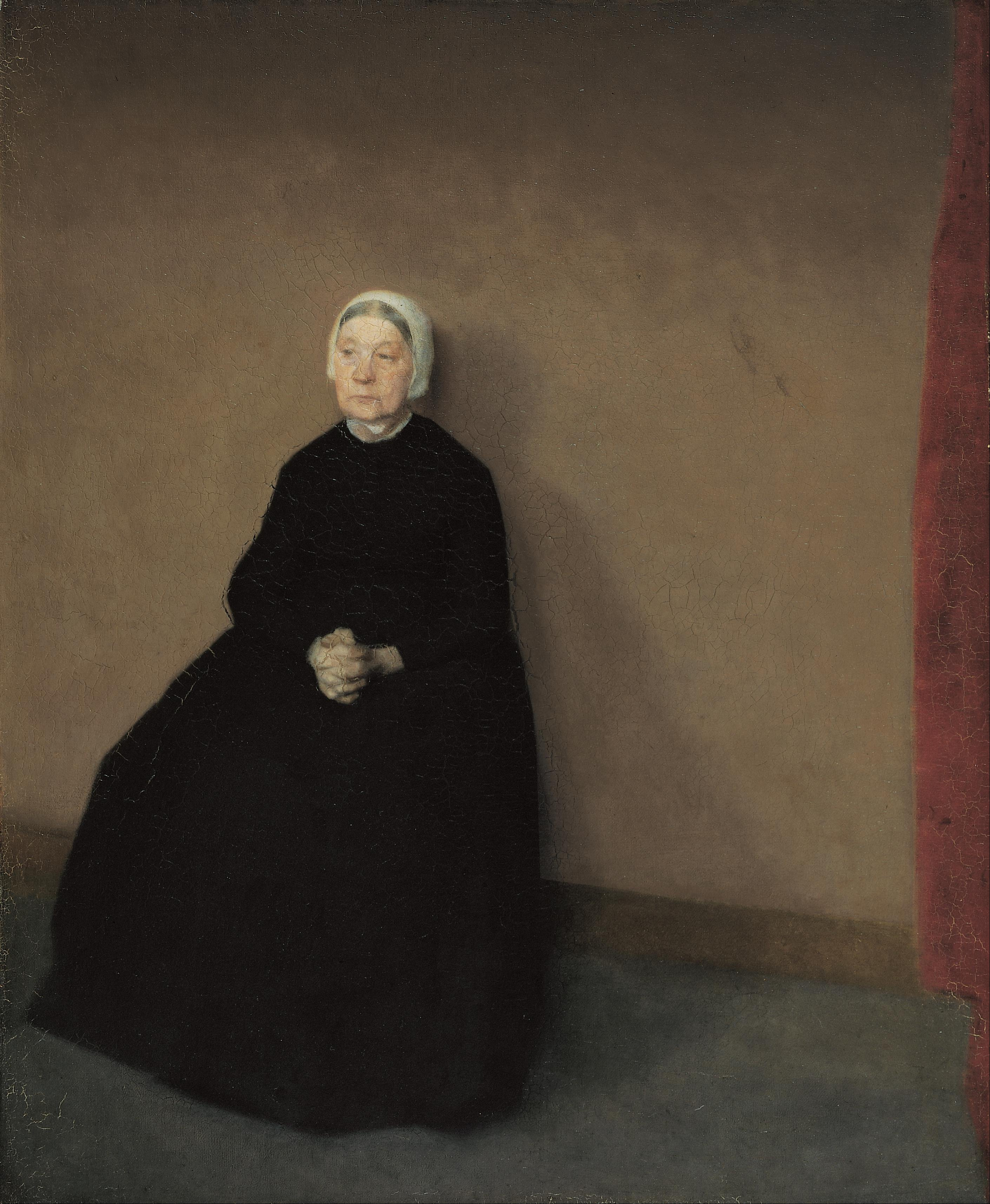
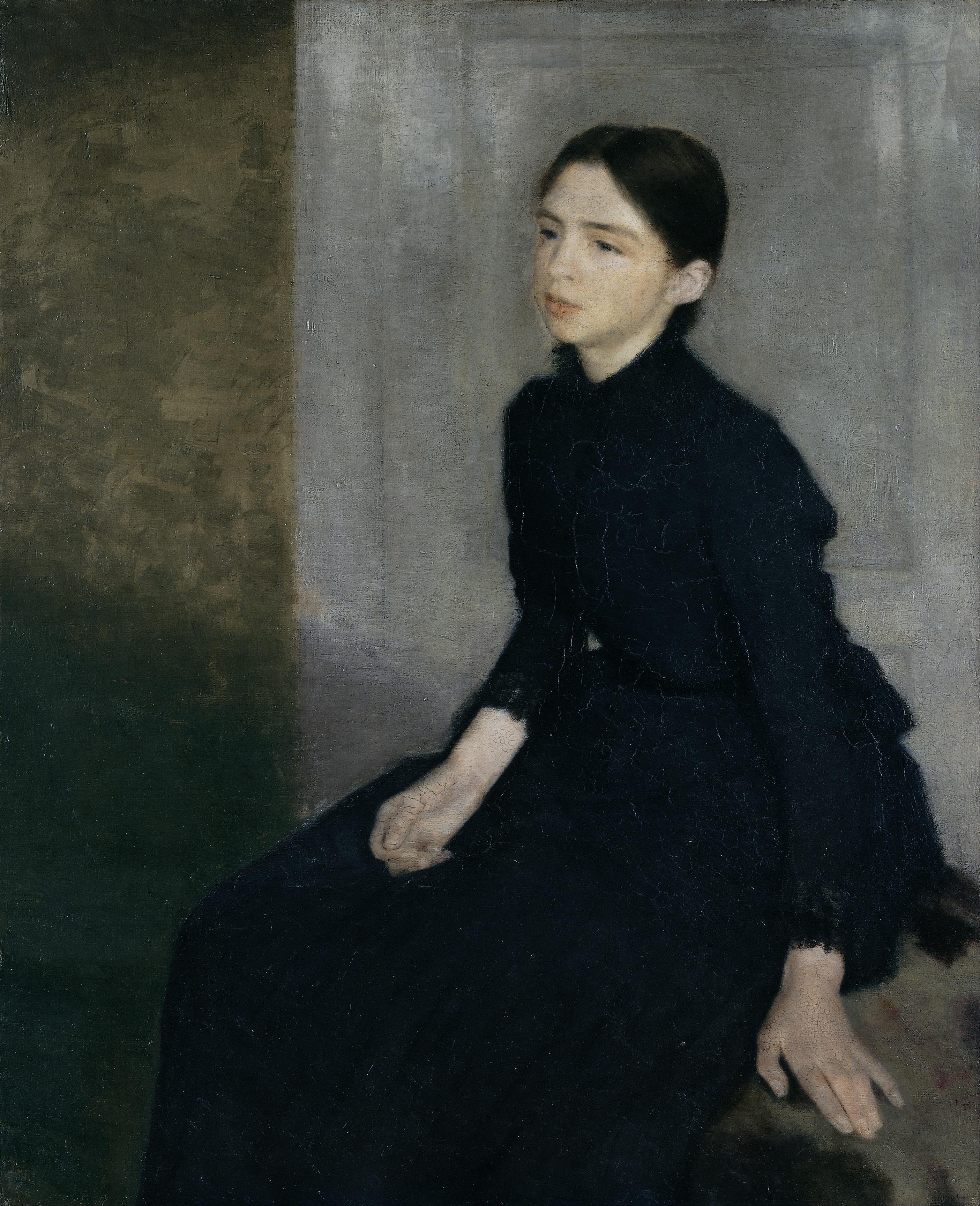
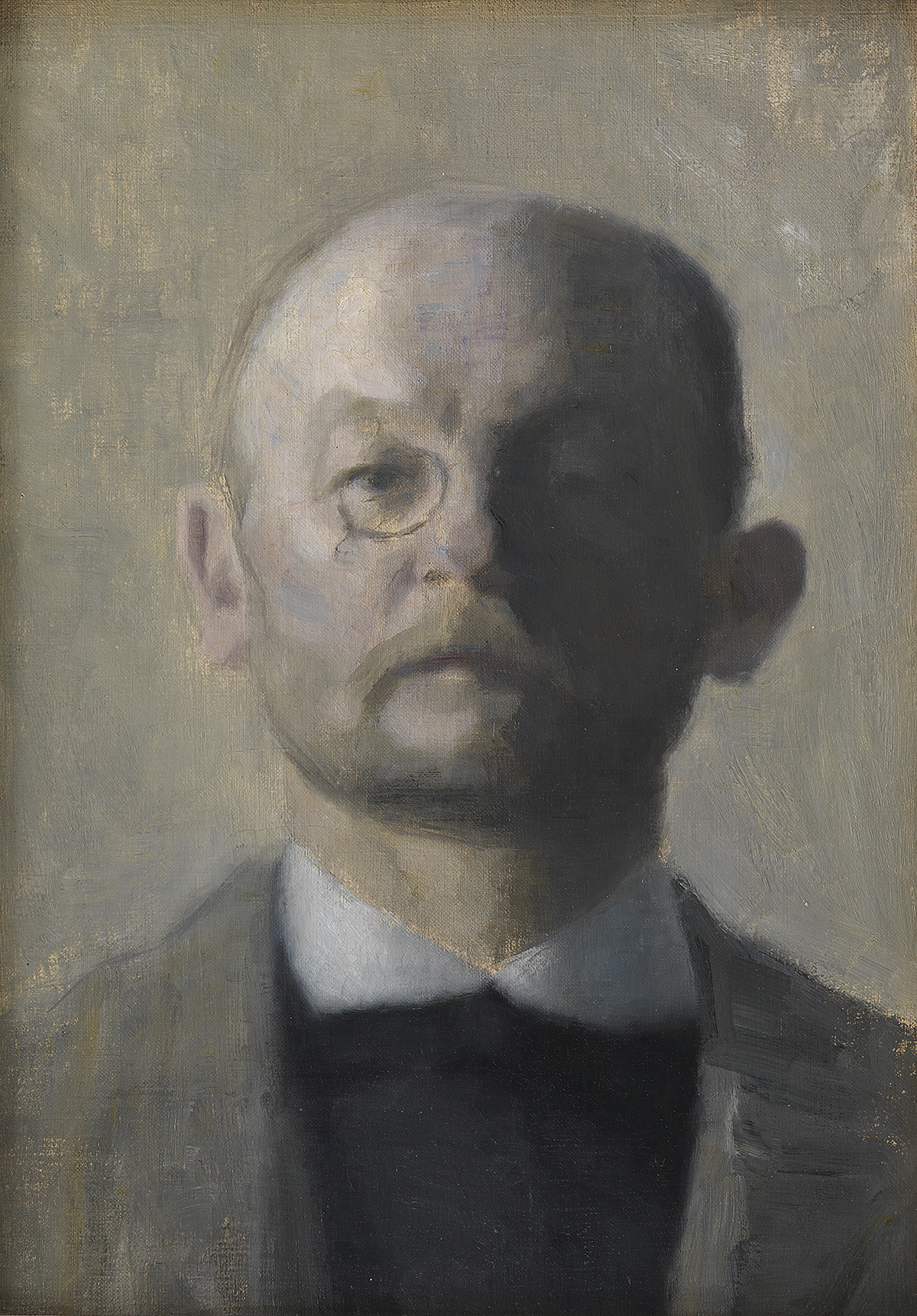
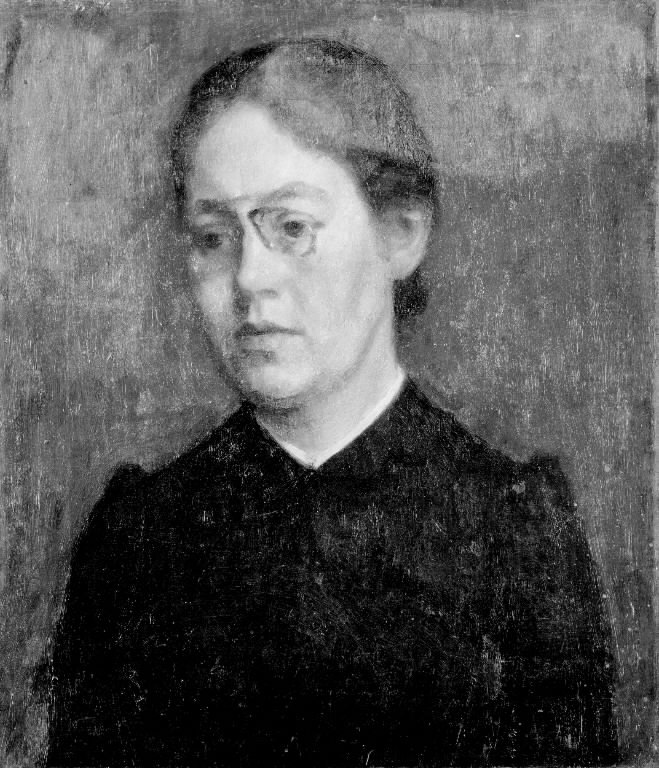
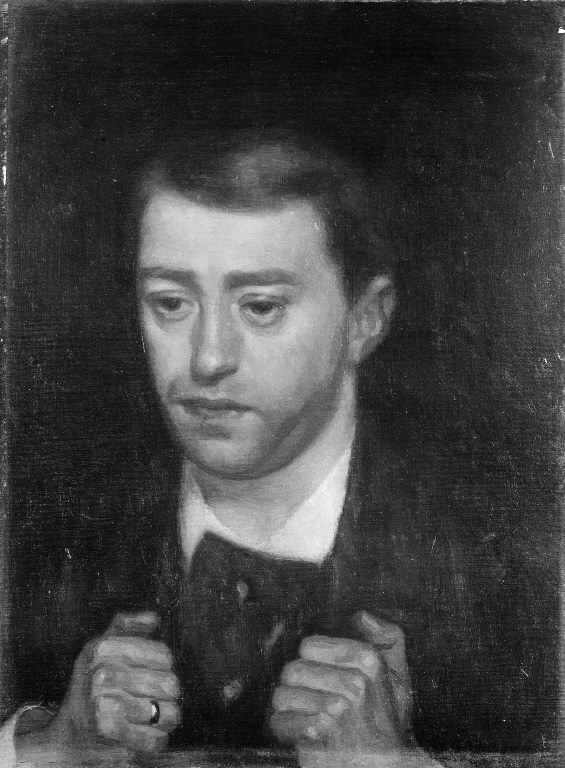
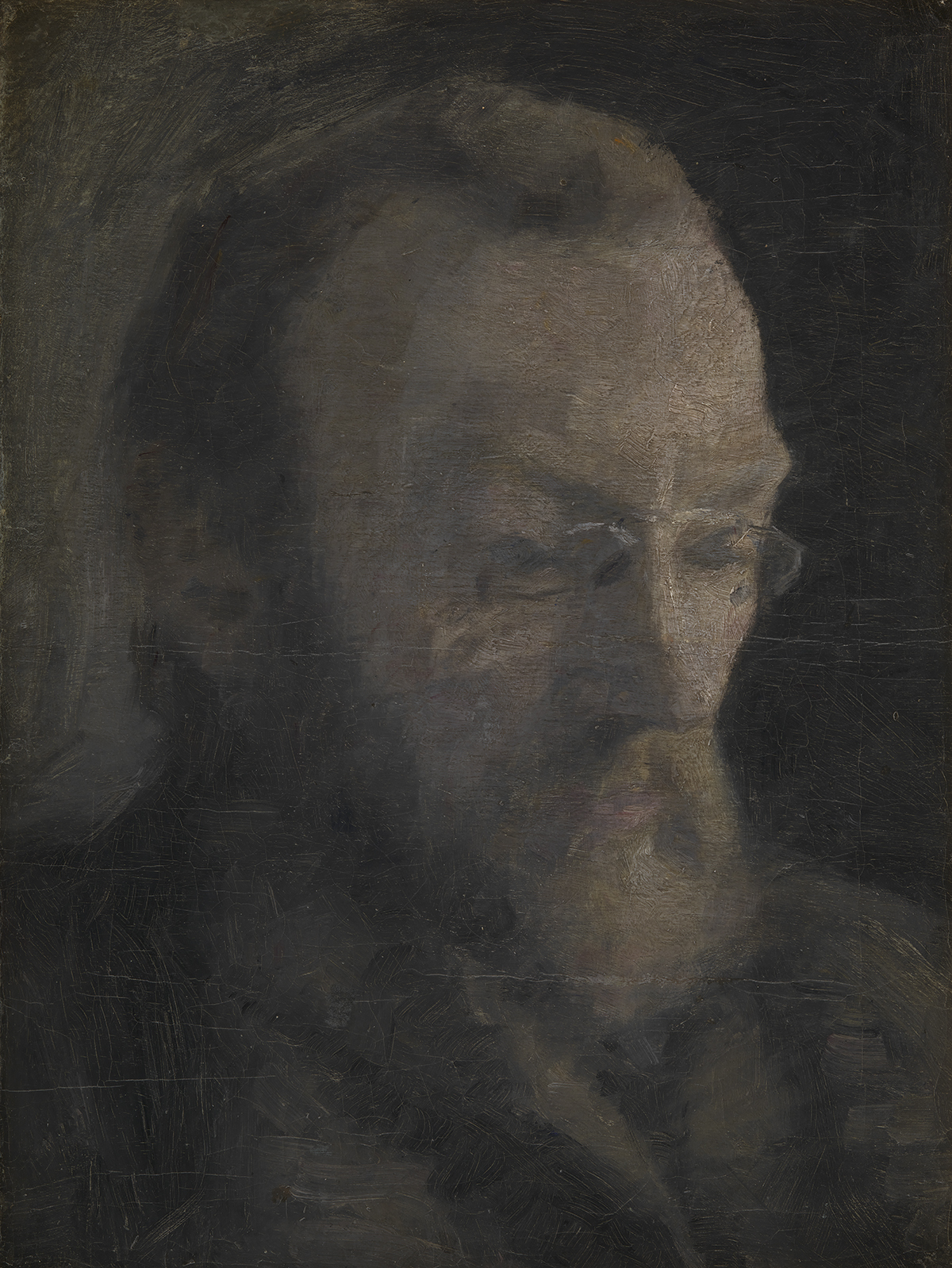

المشاهد الداخلية
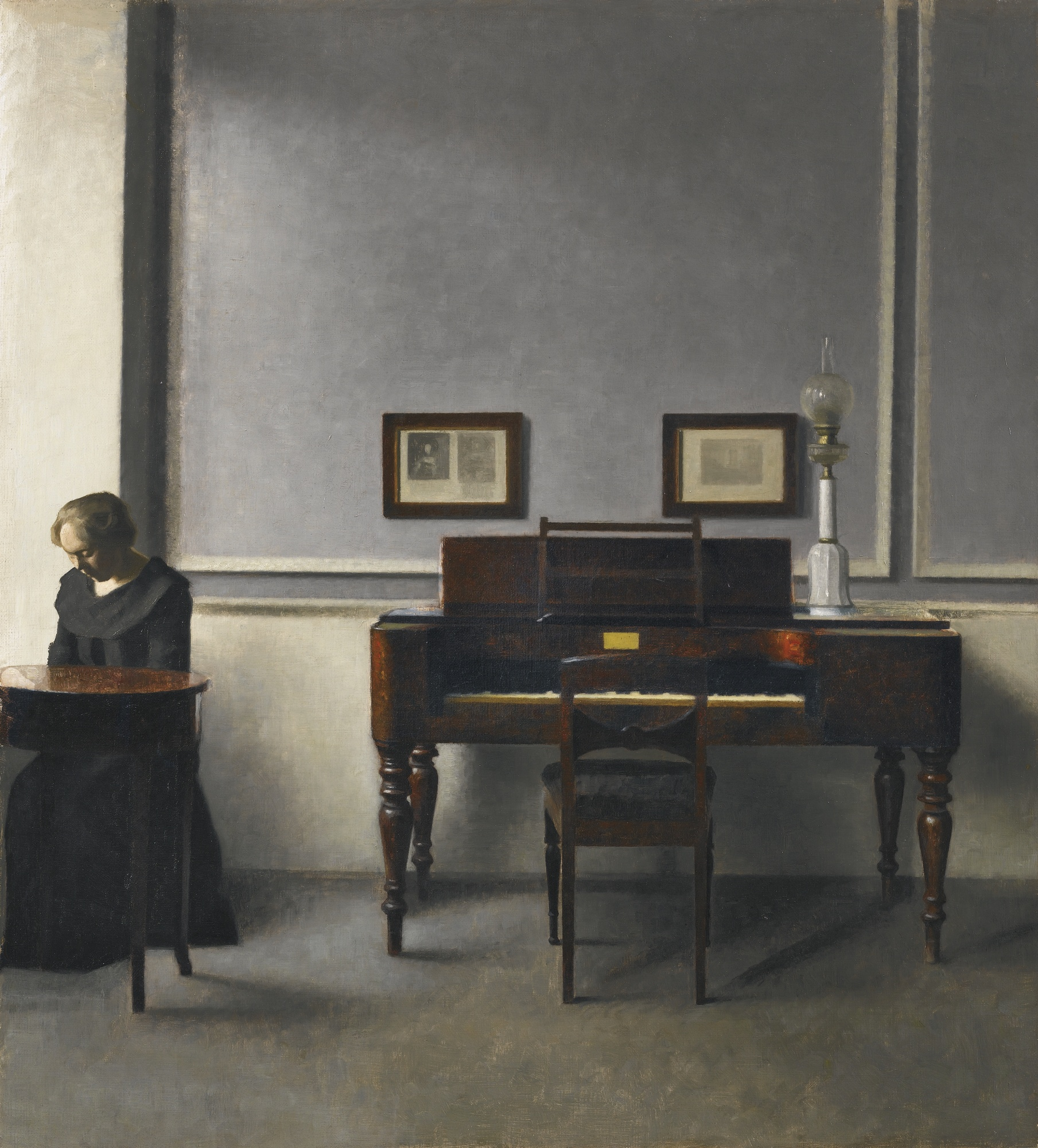
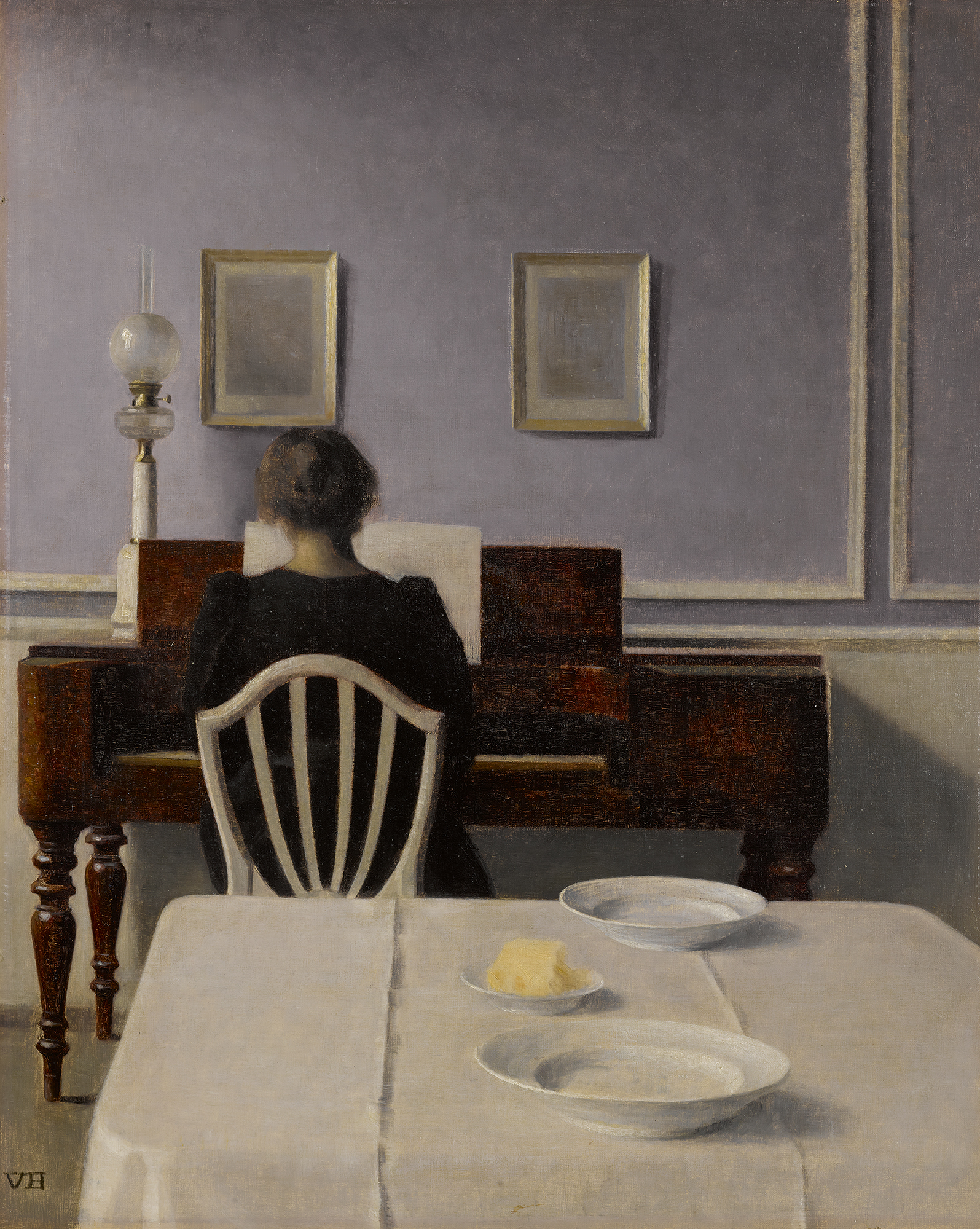
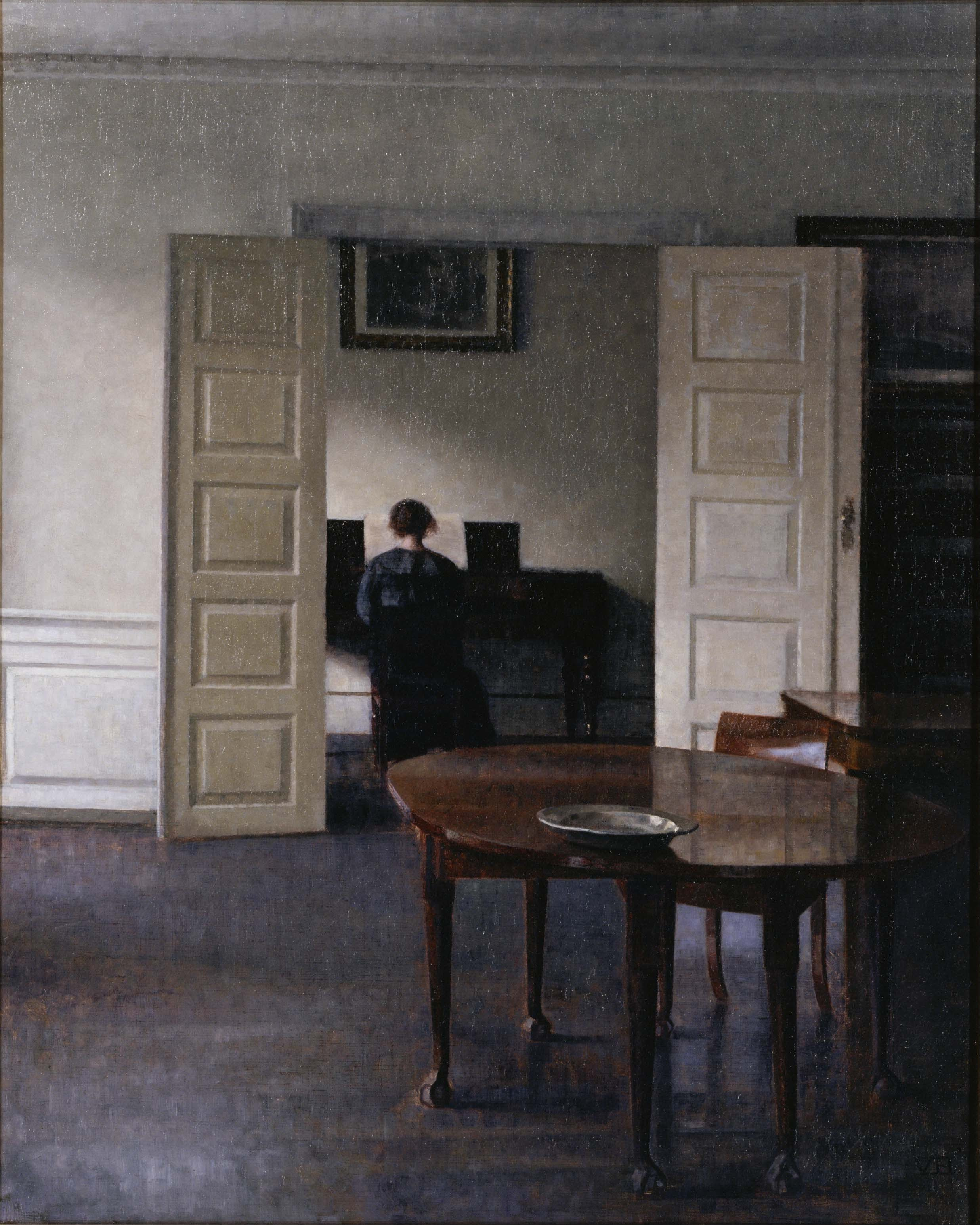
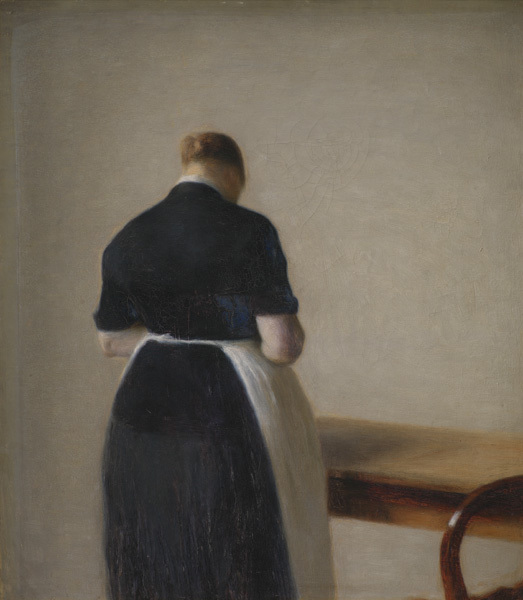
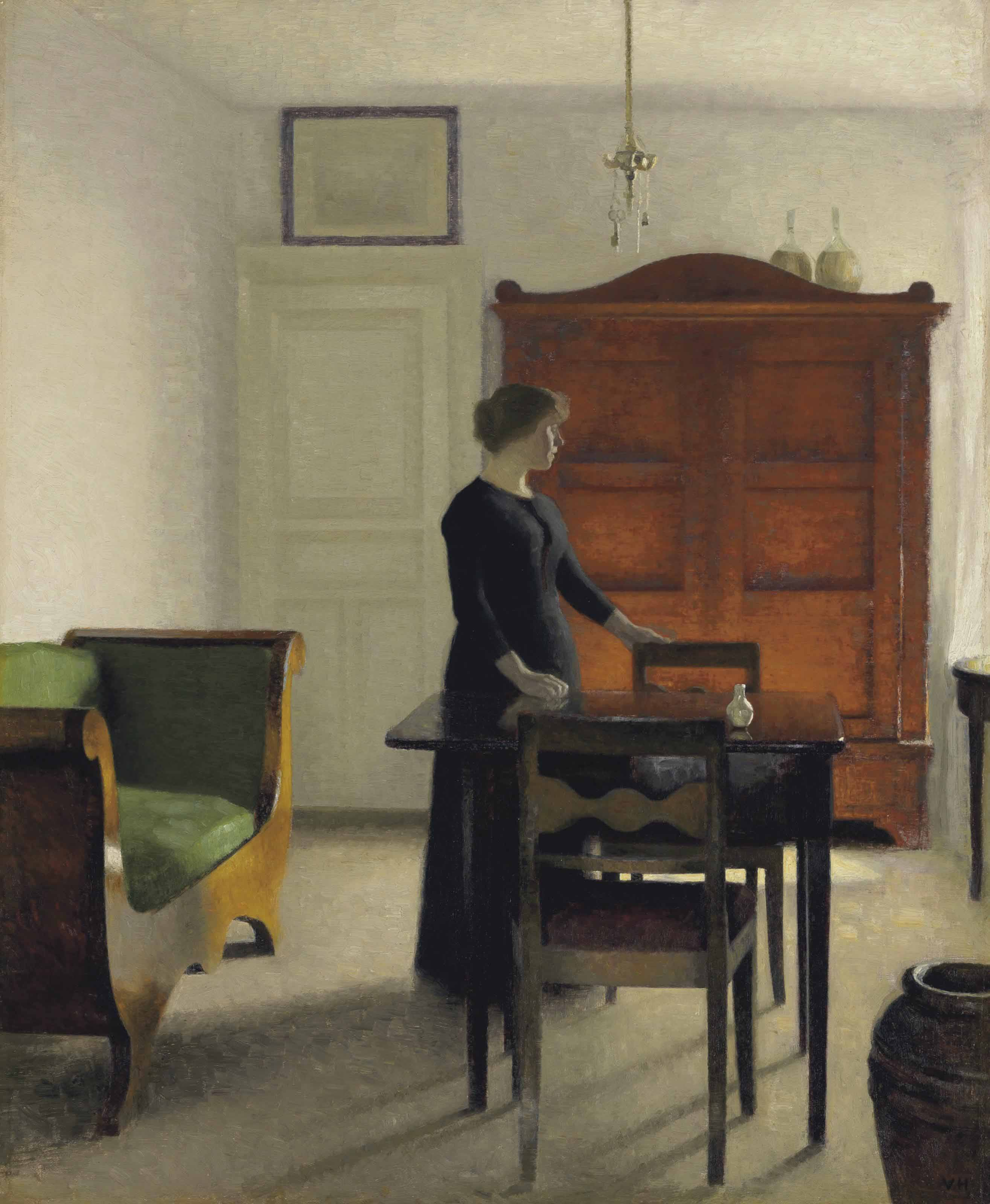
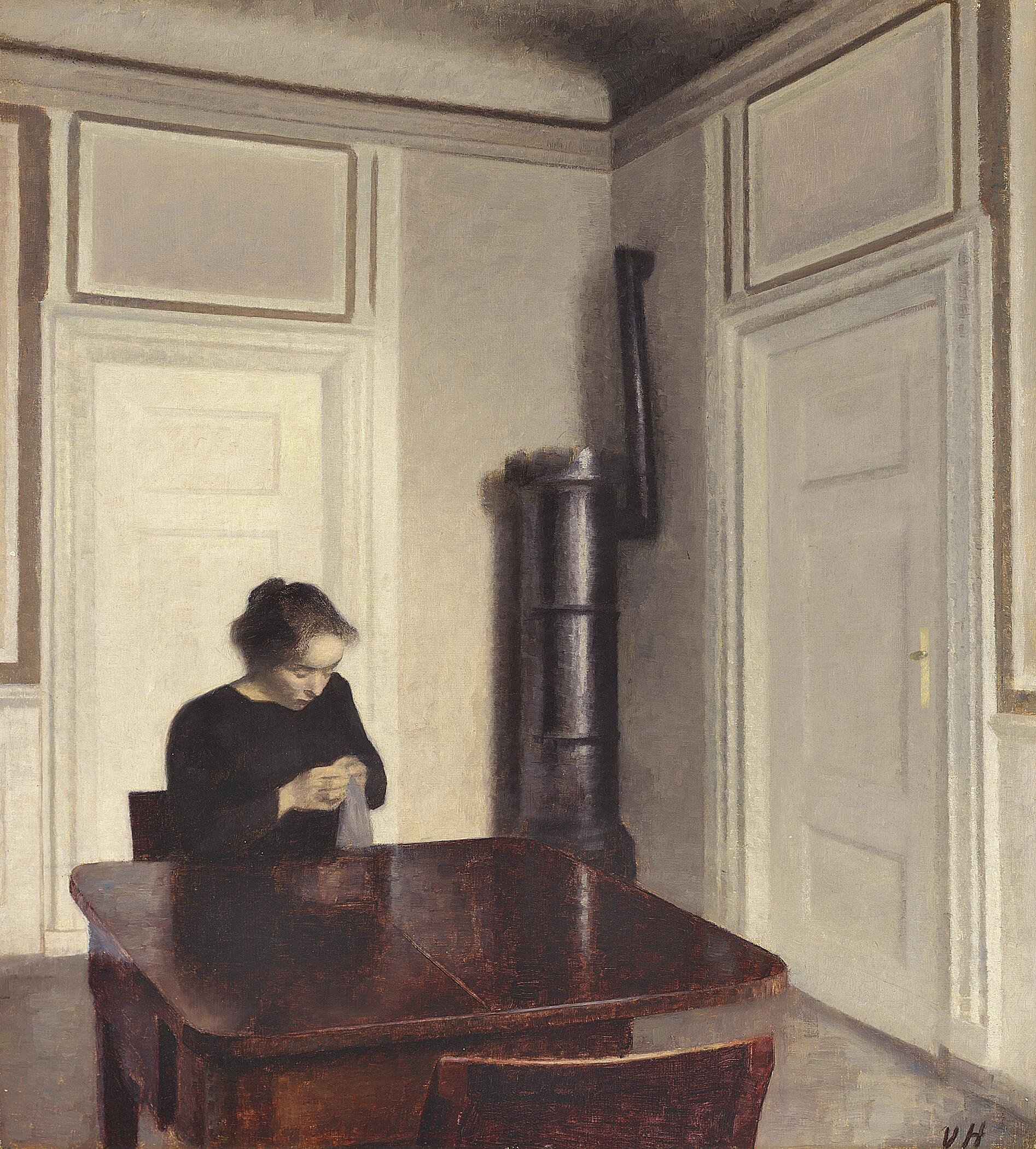
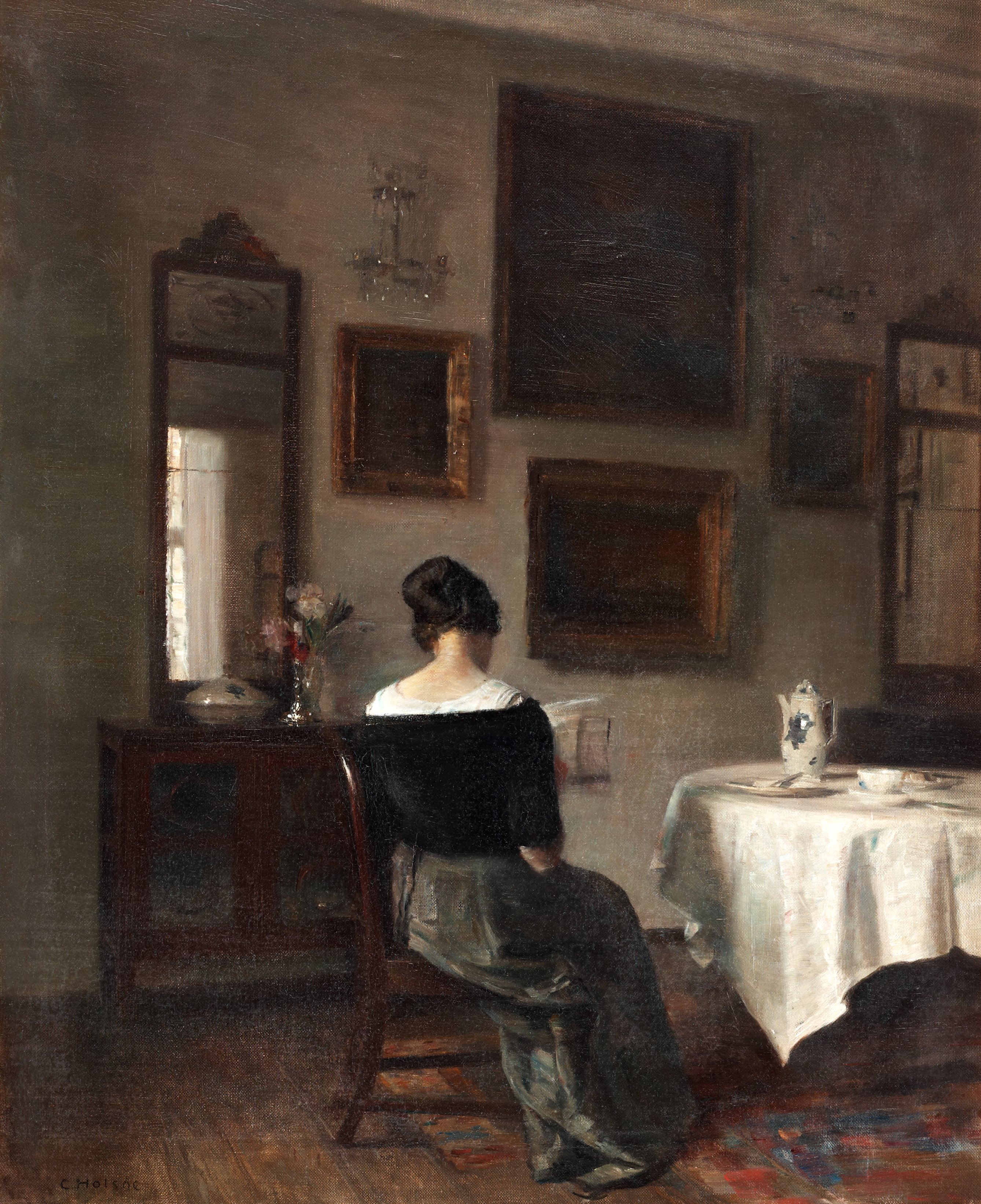
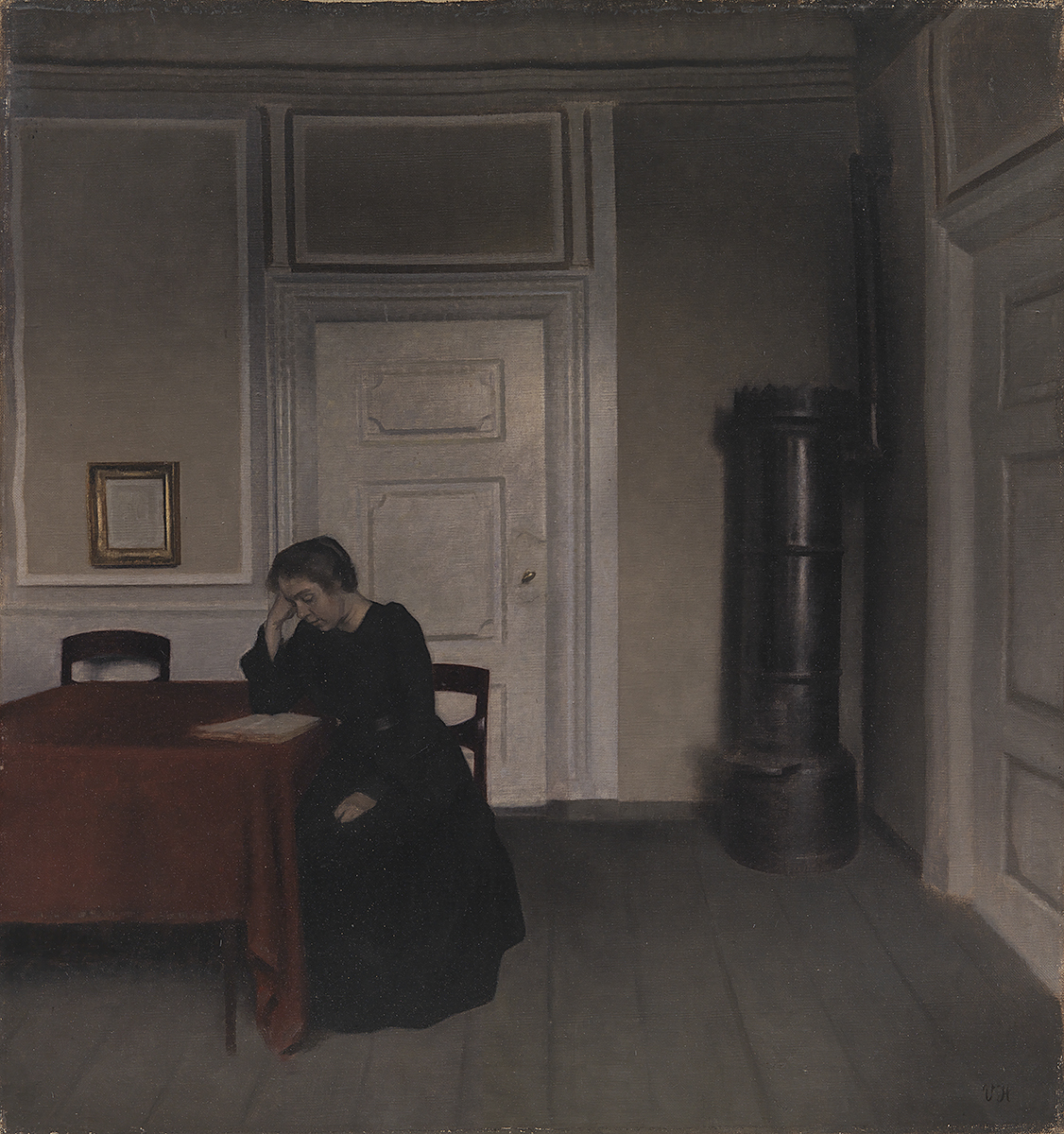
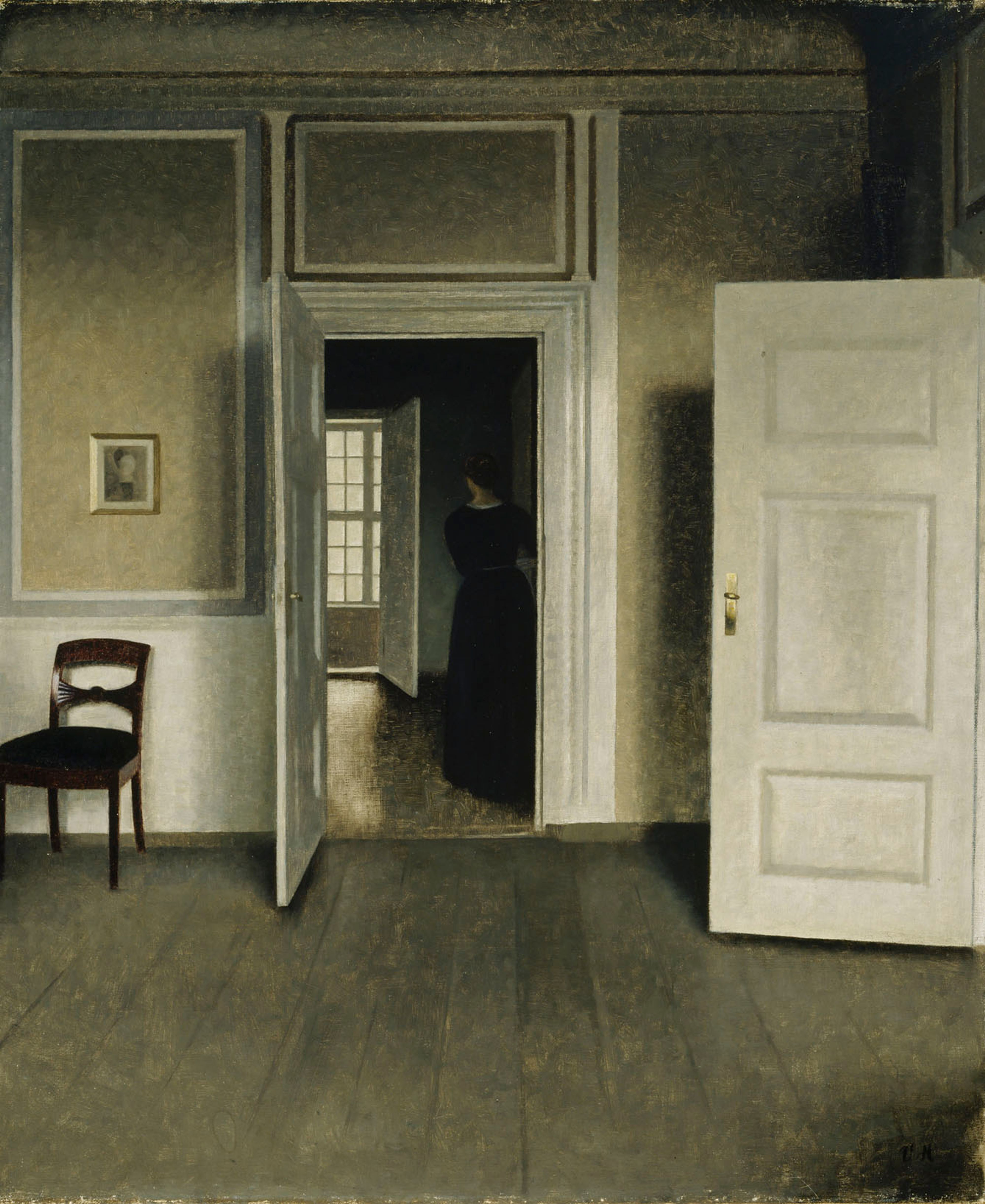
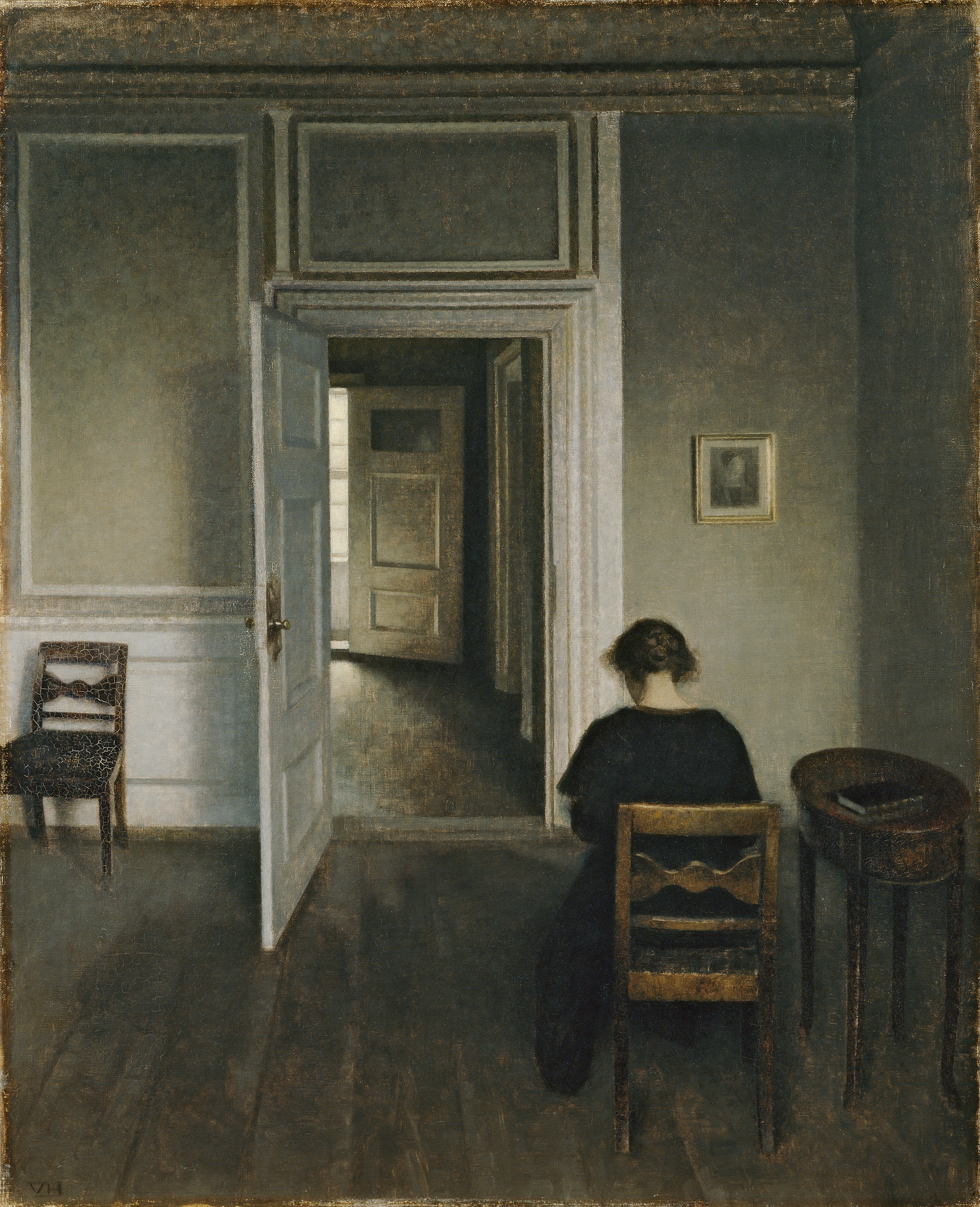
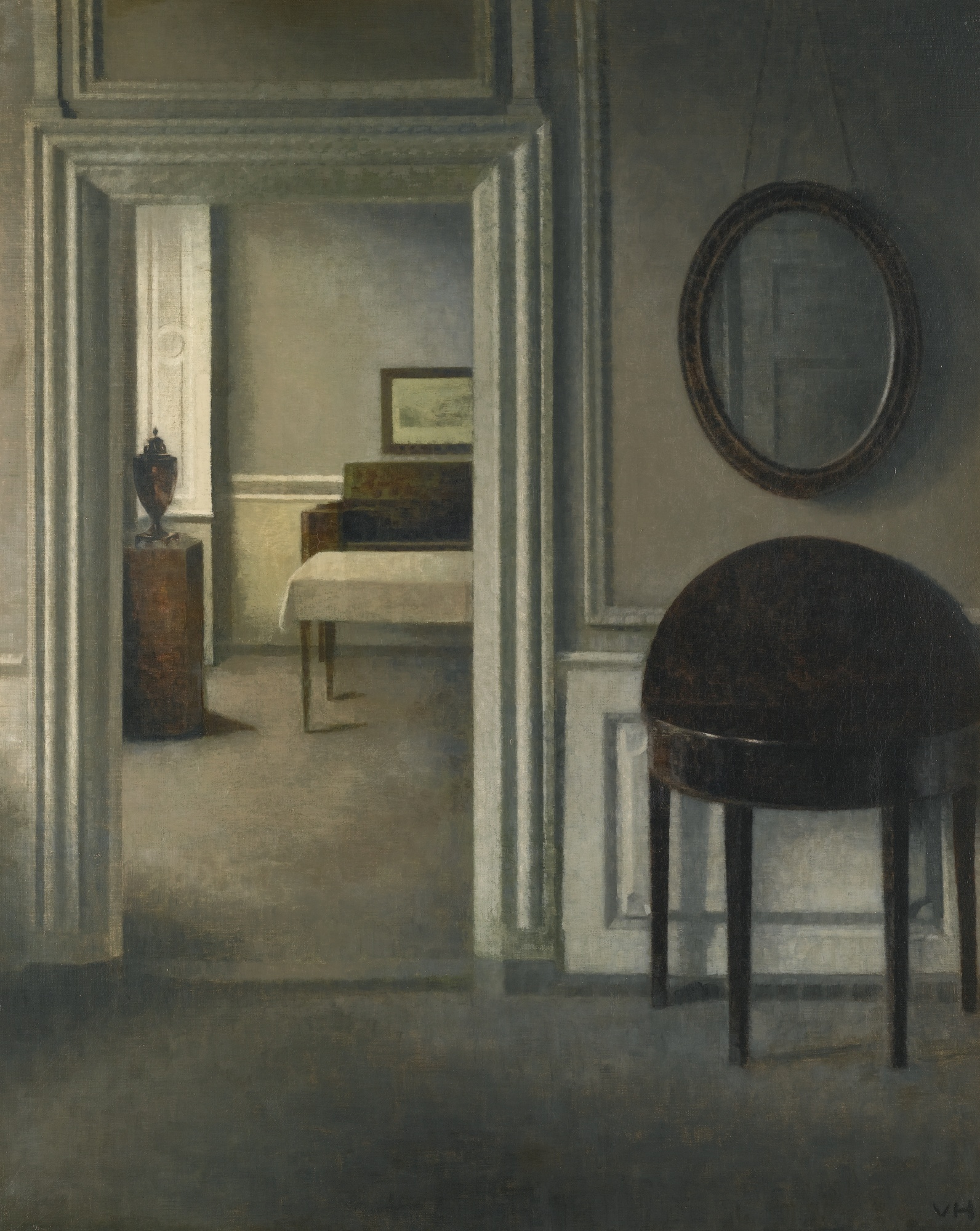
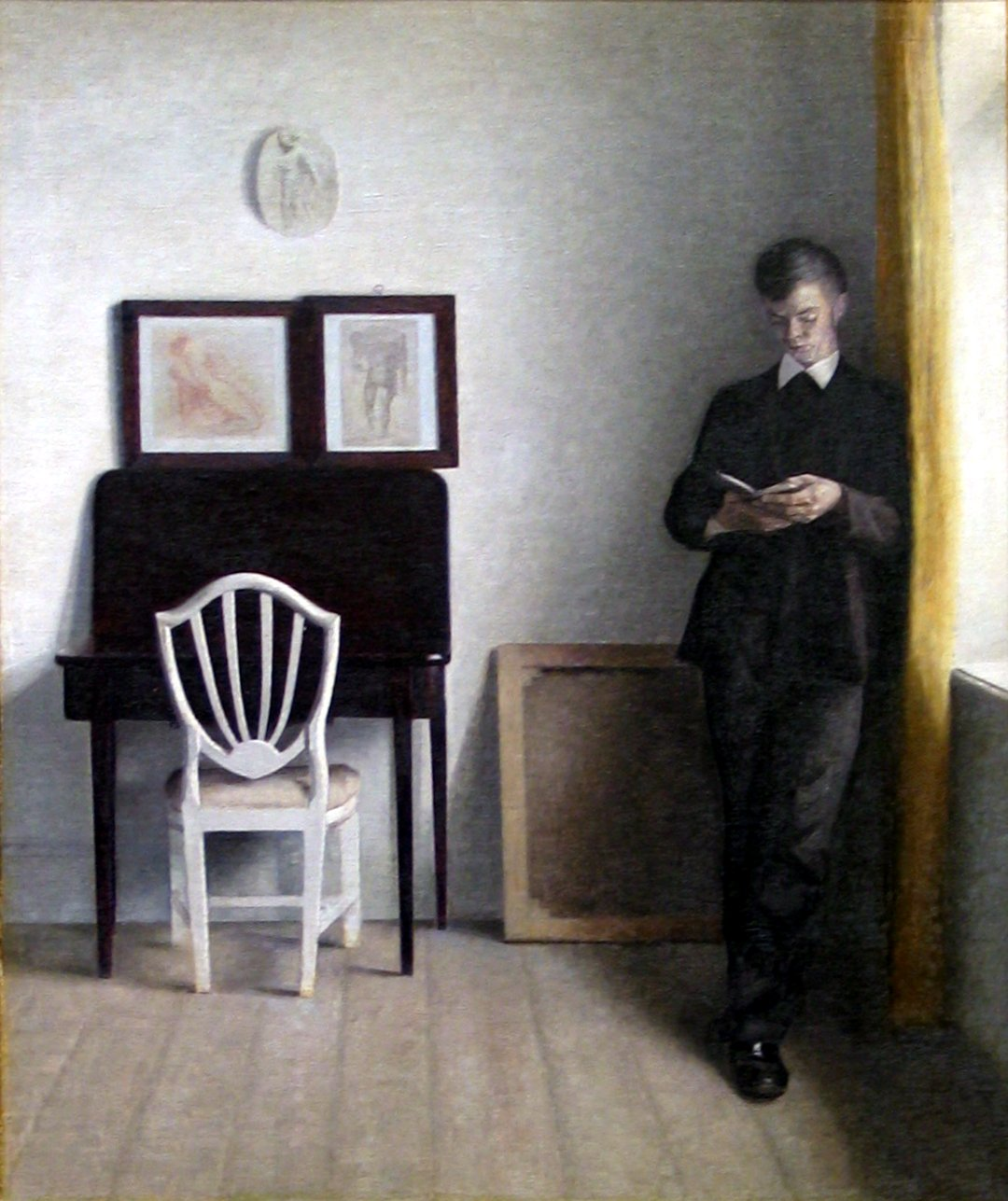
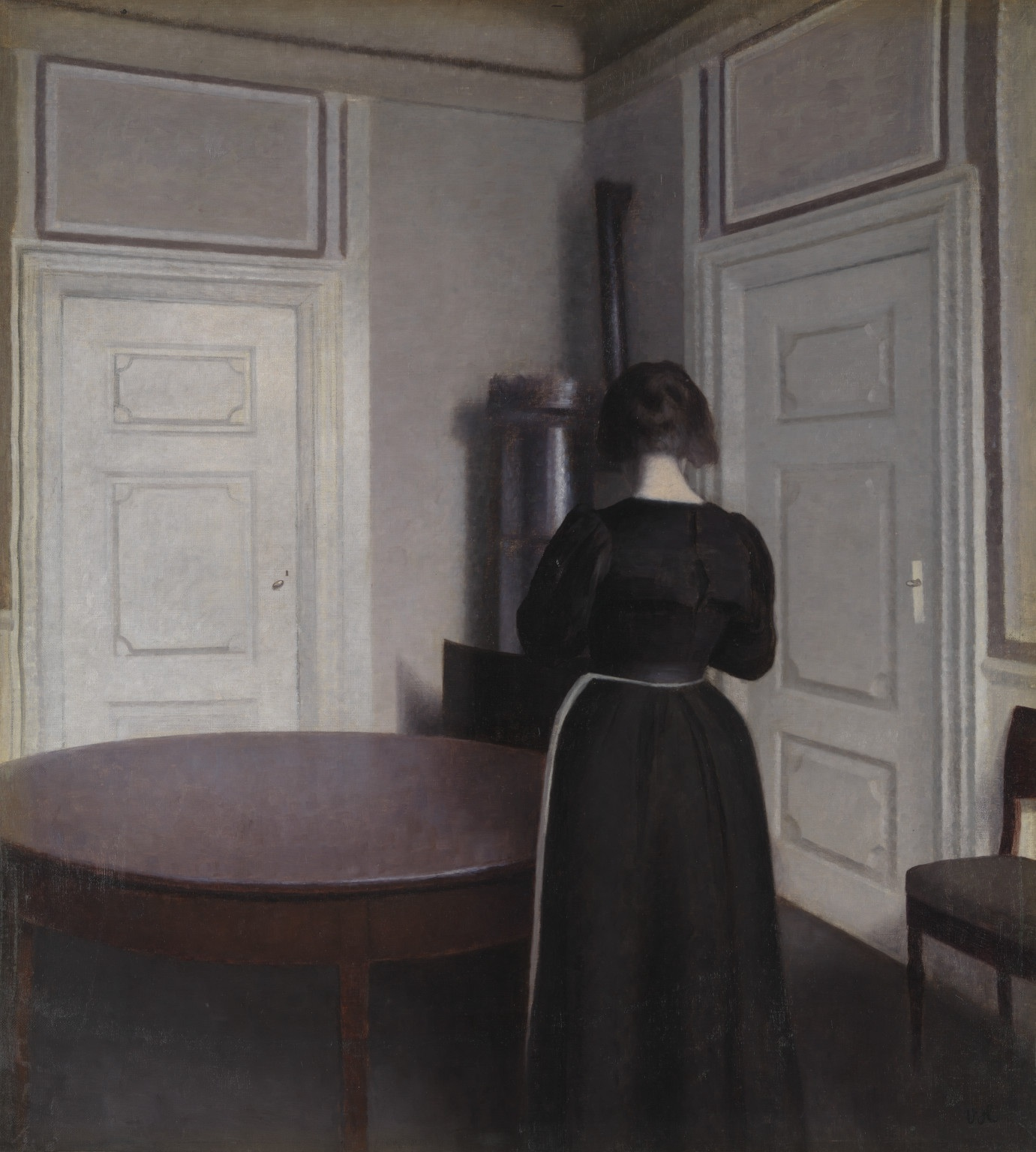
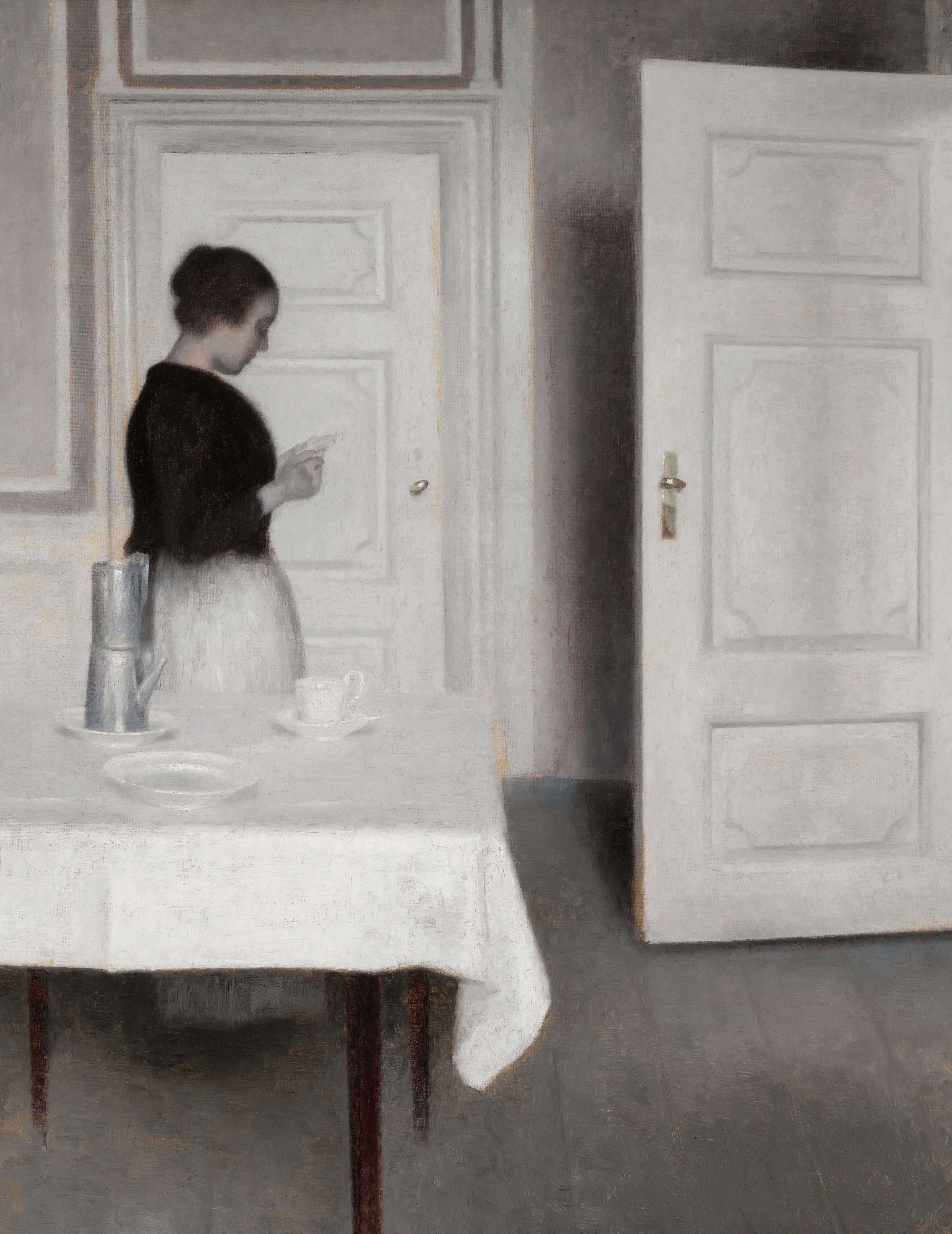
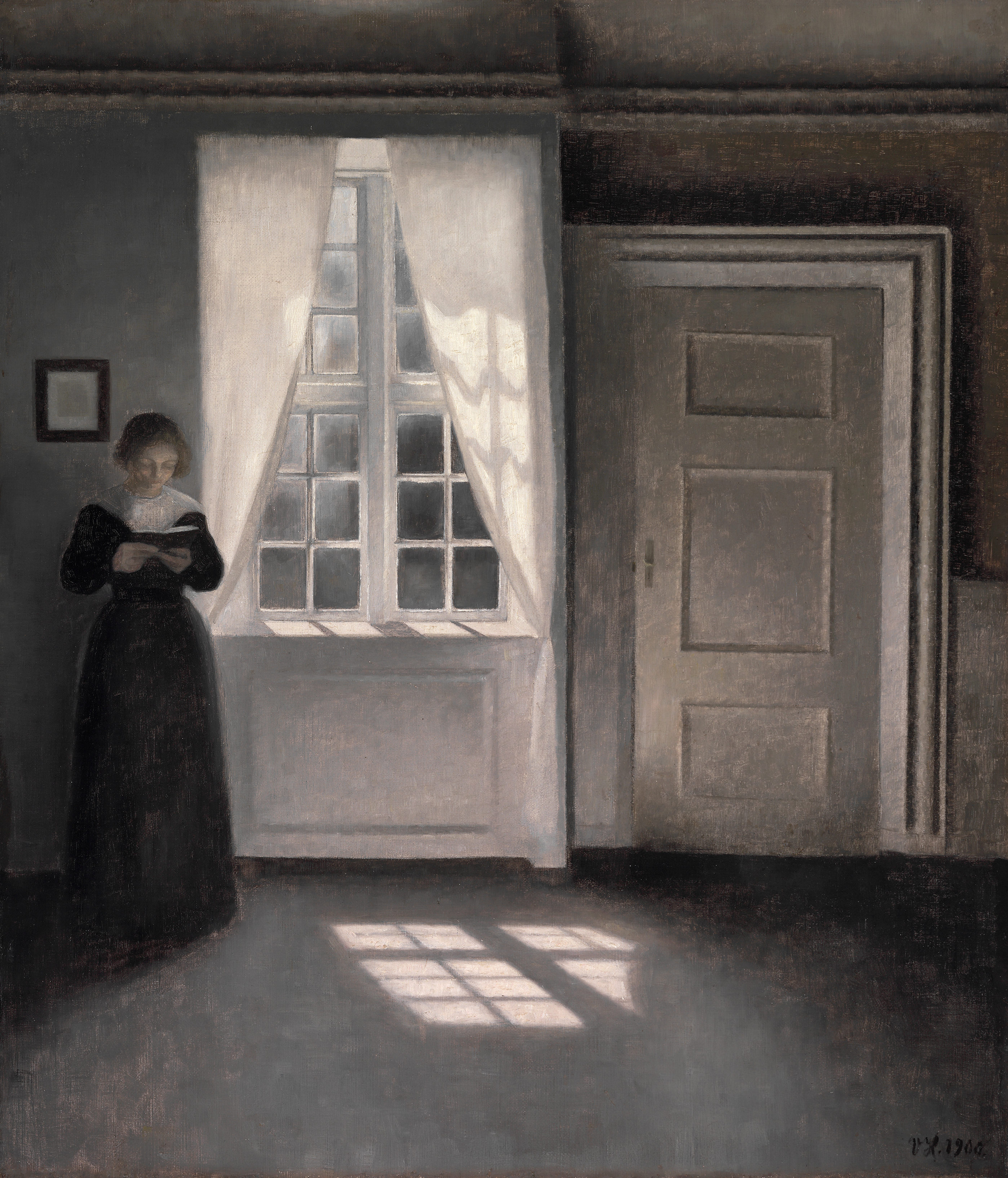
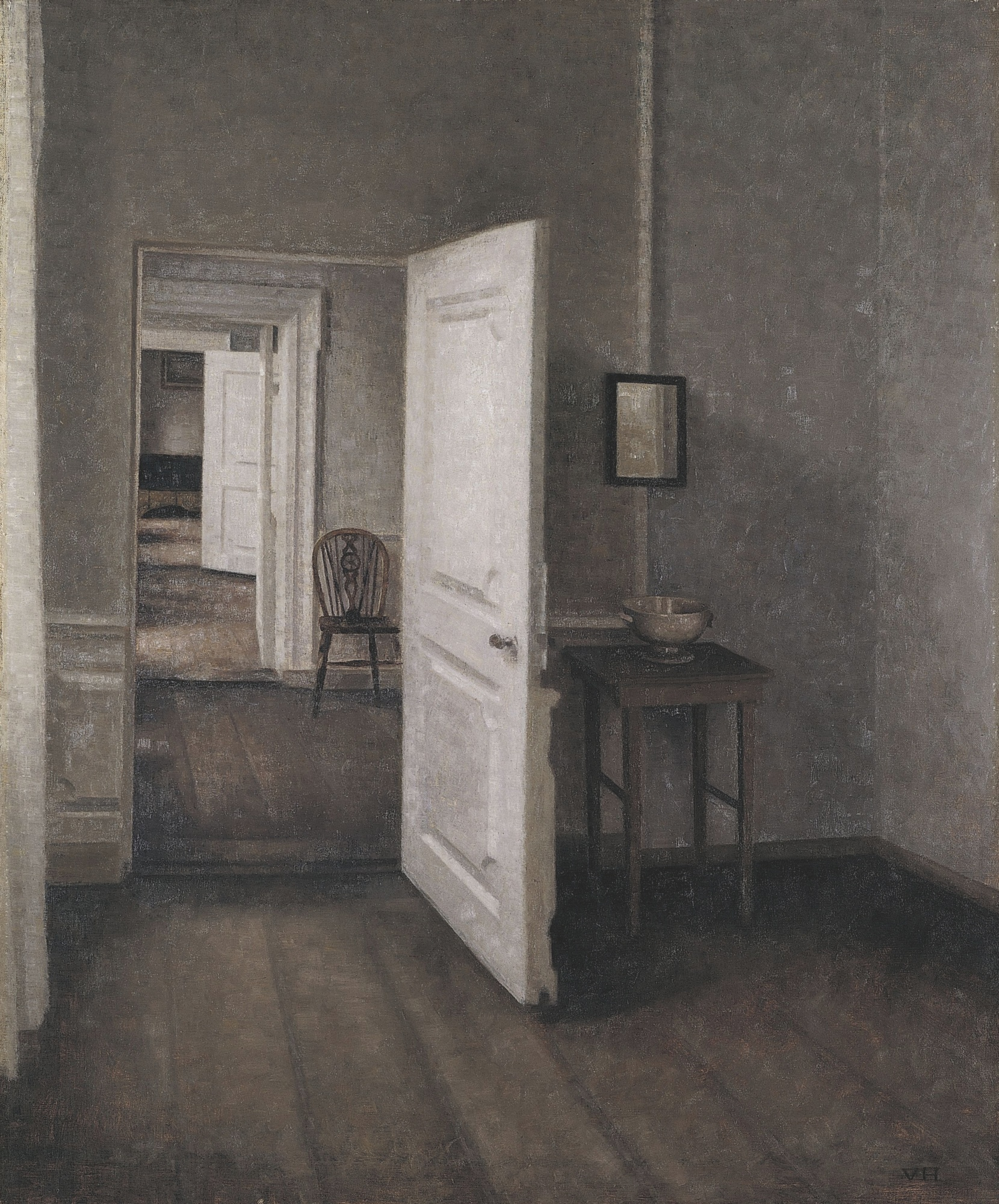
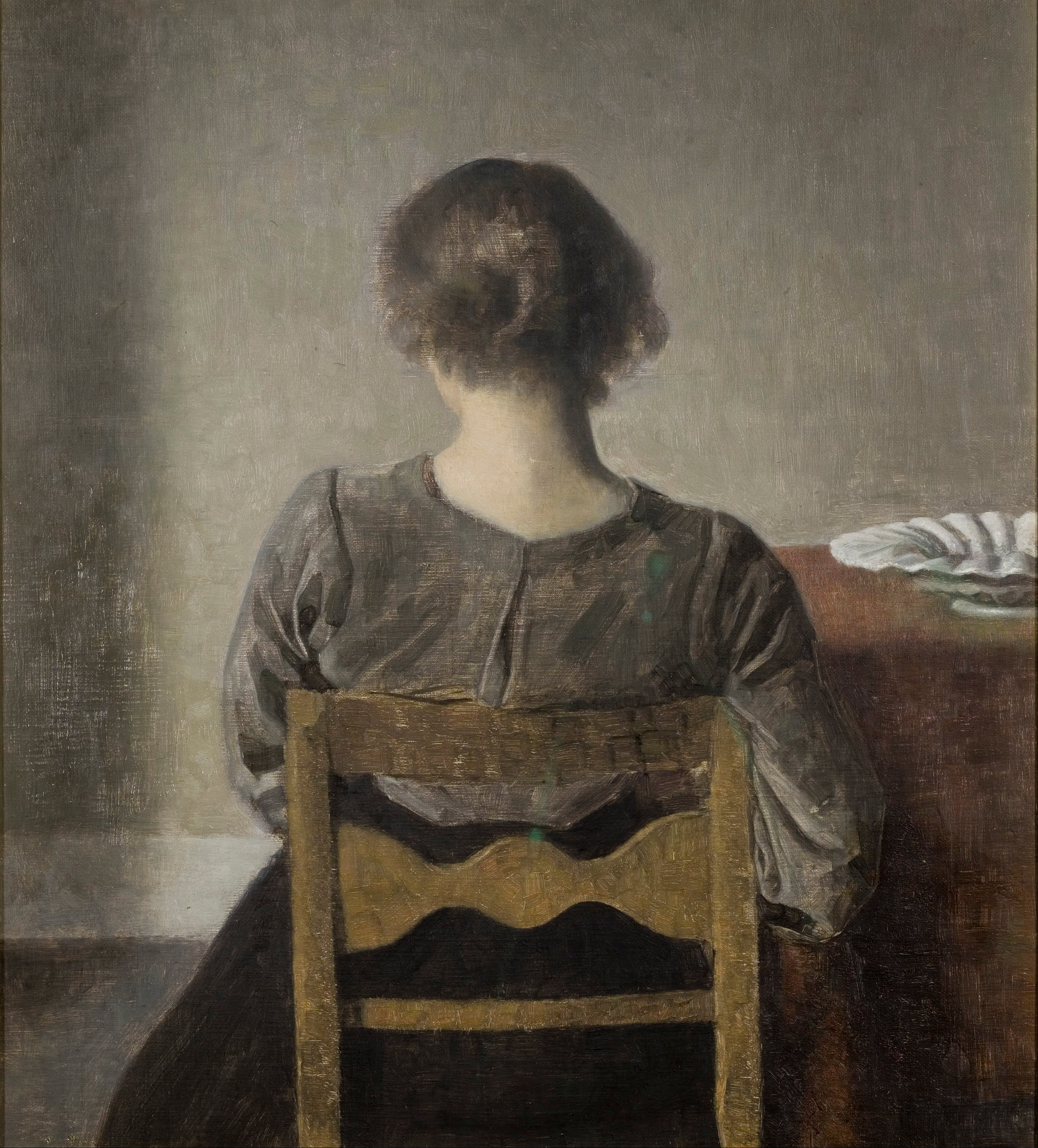
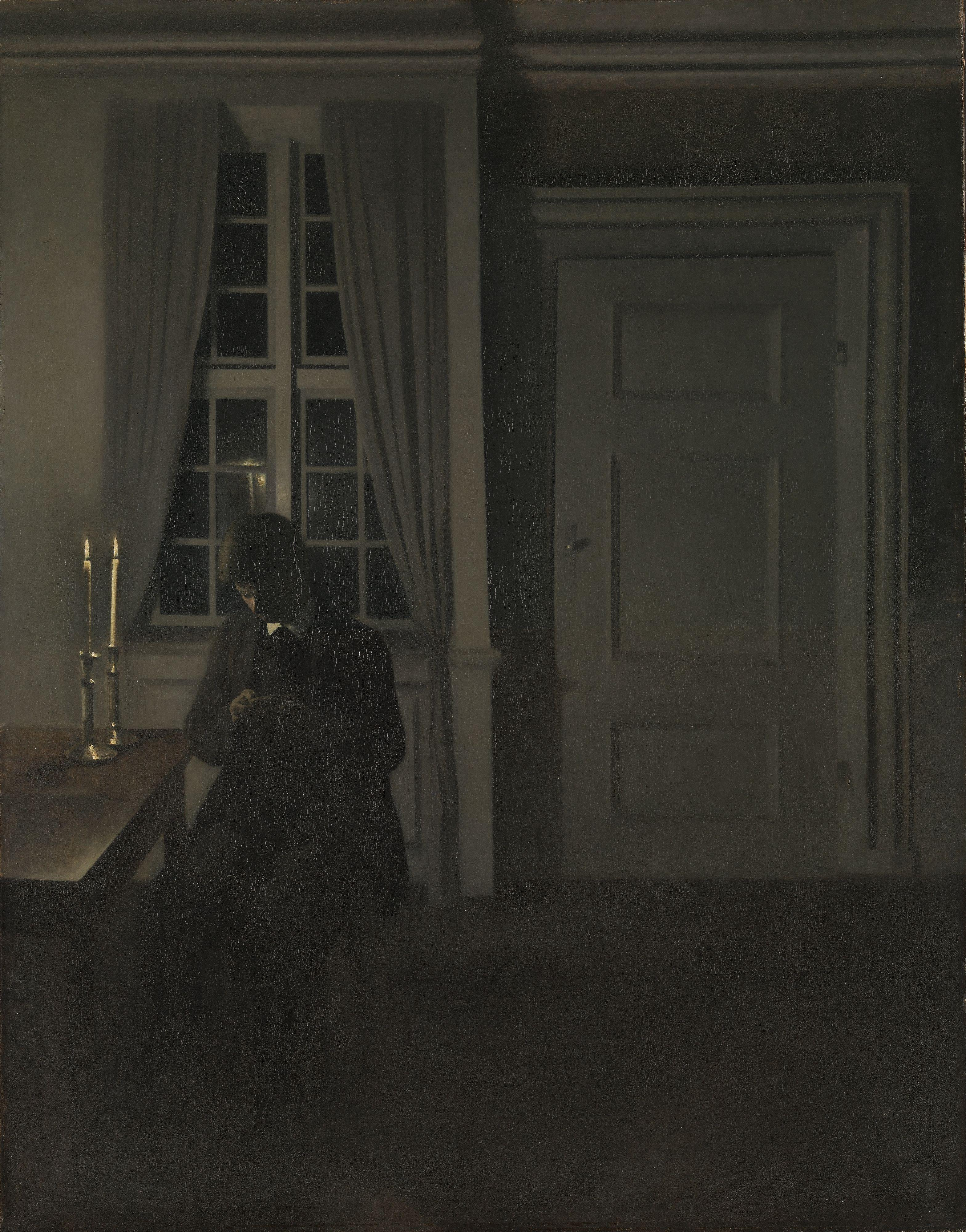
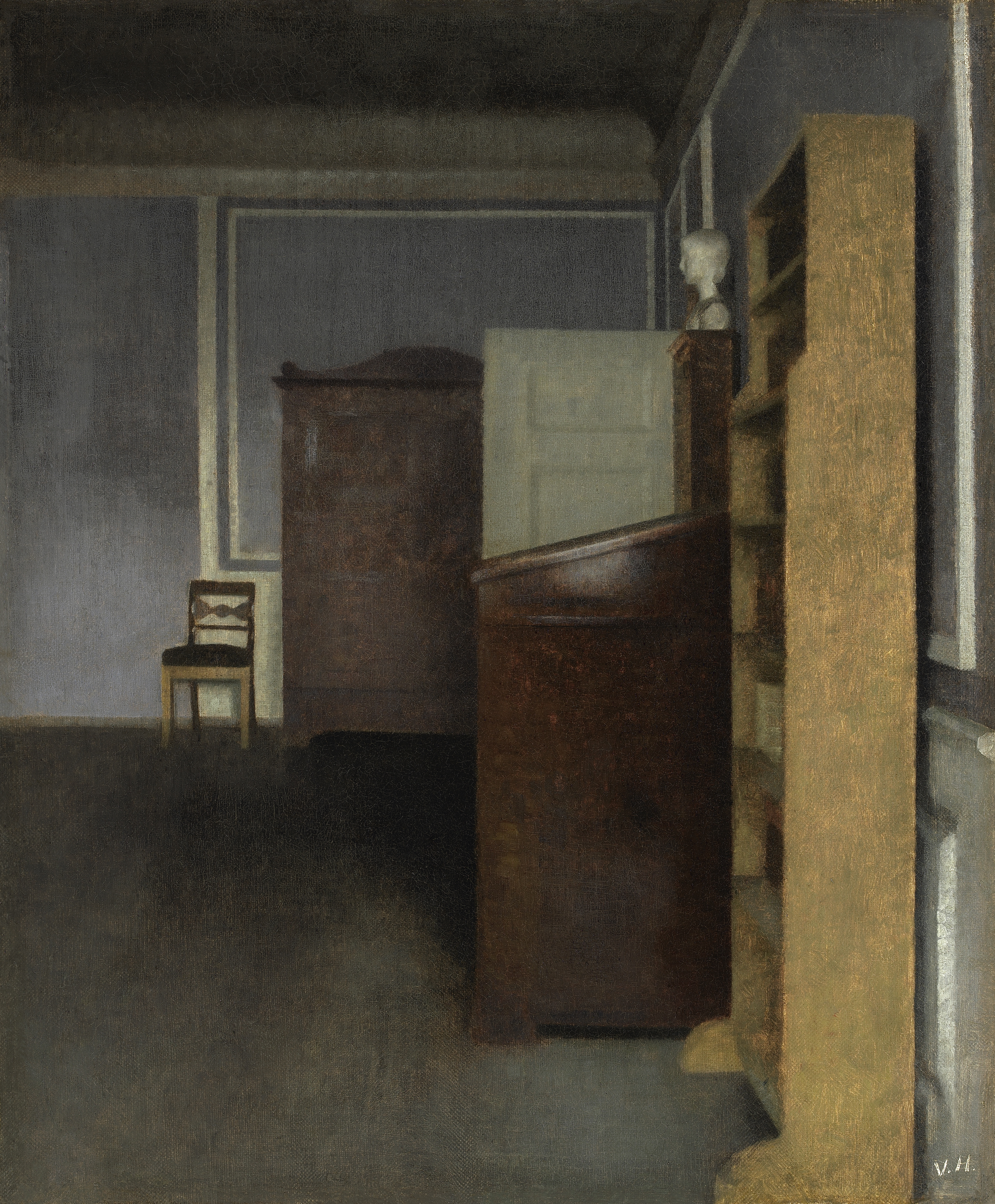
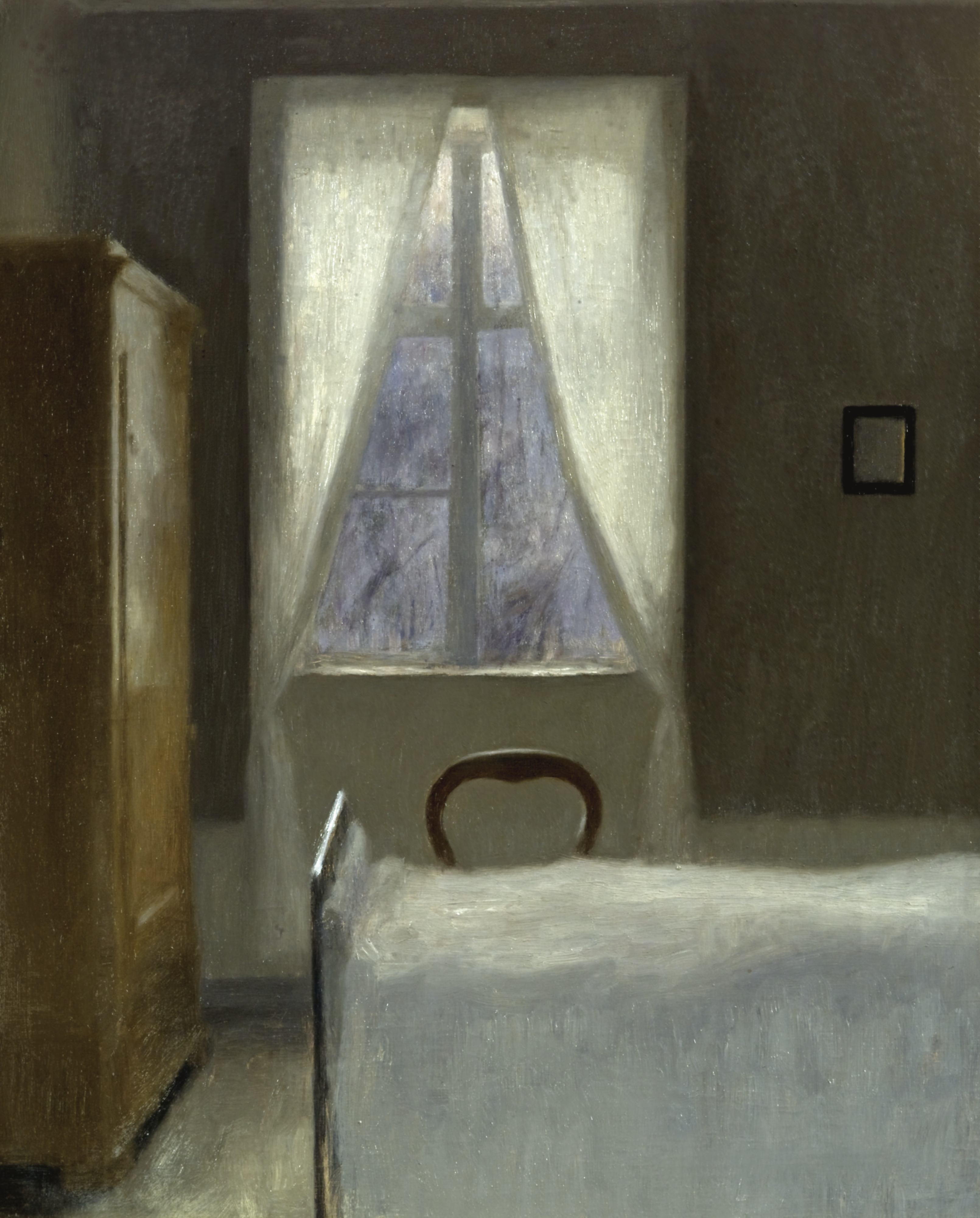
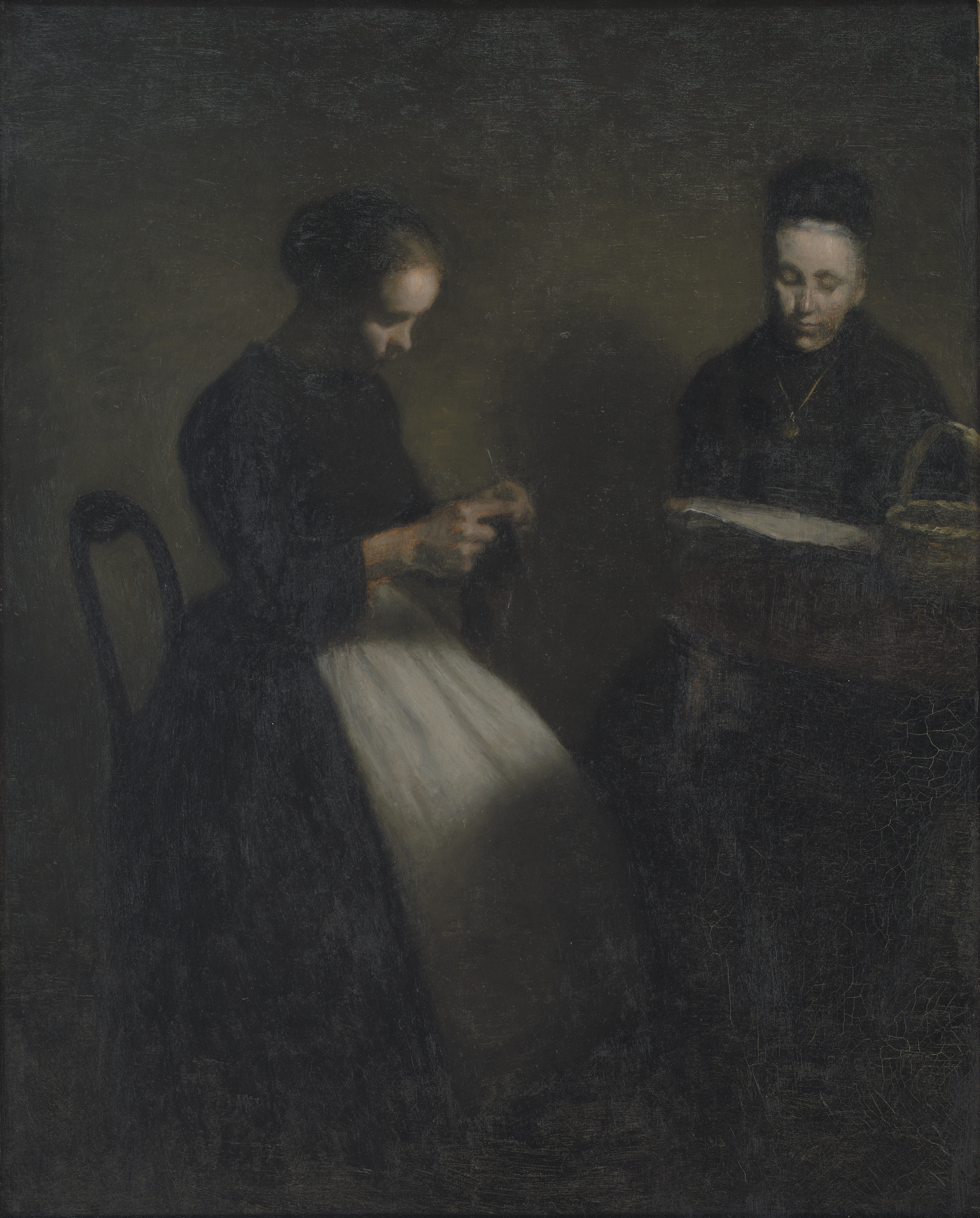
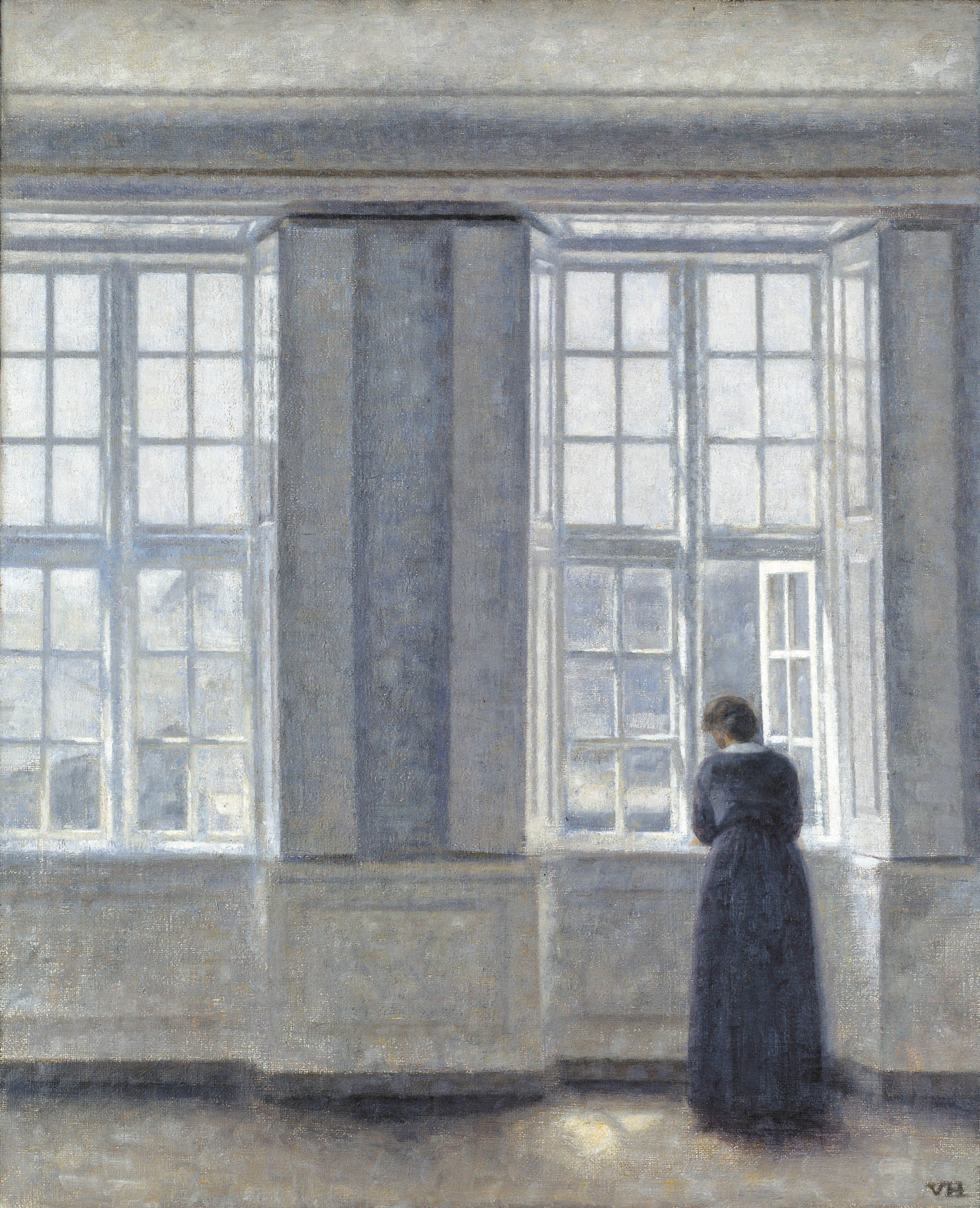
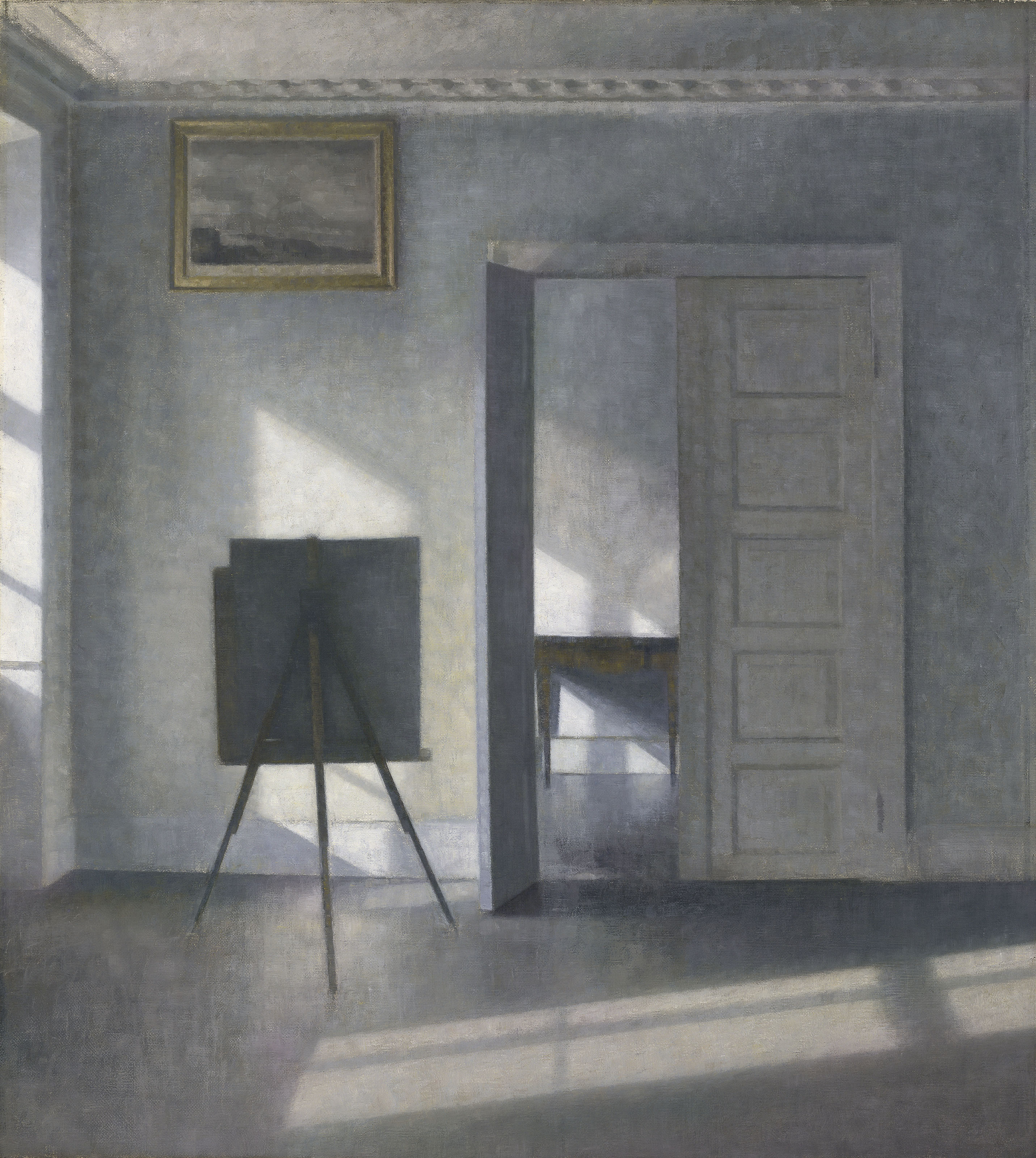
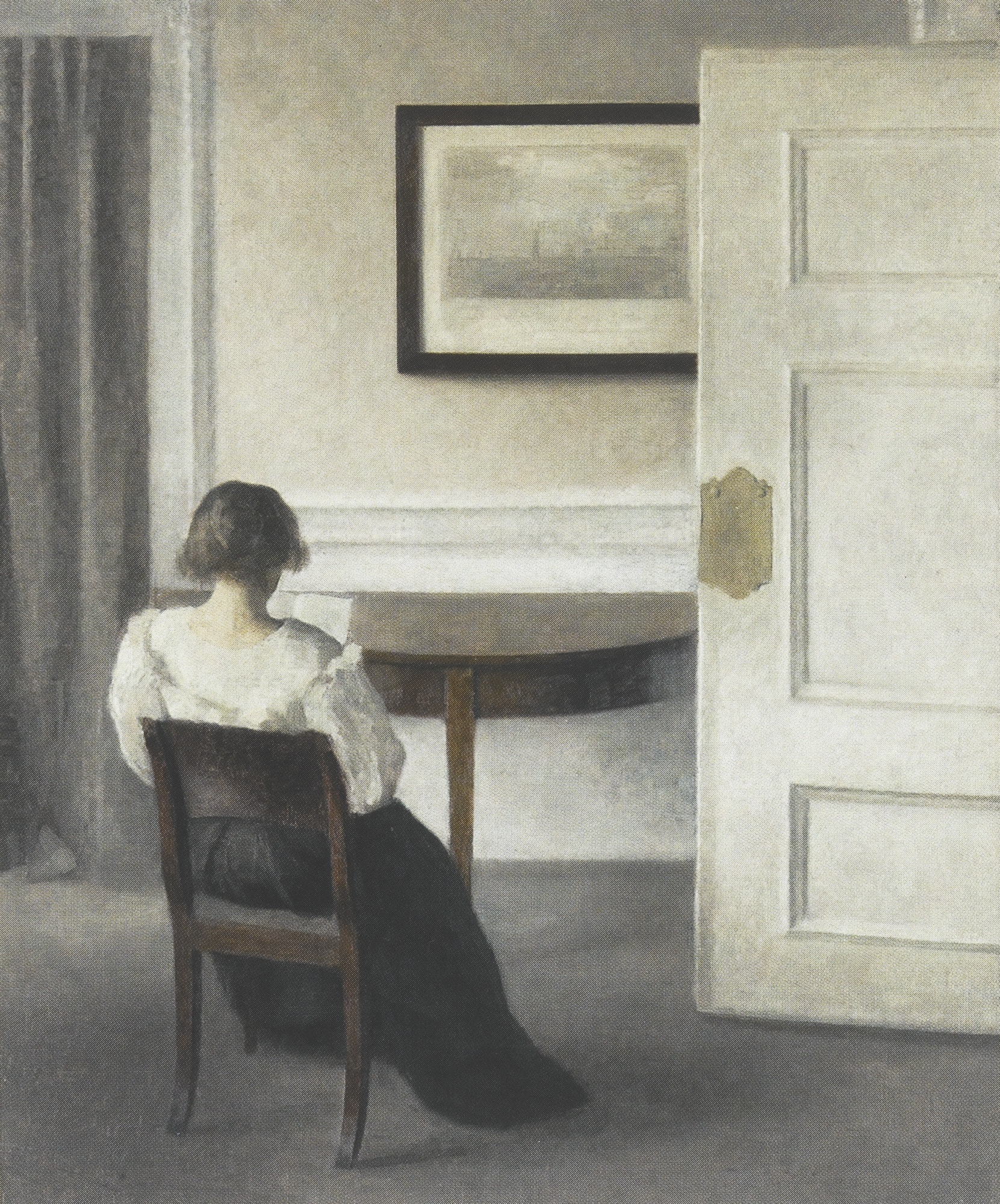
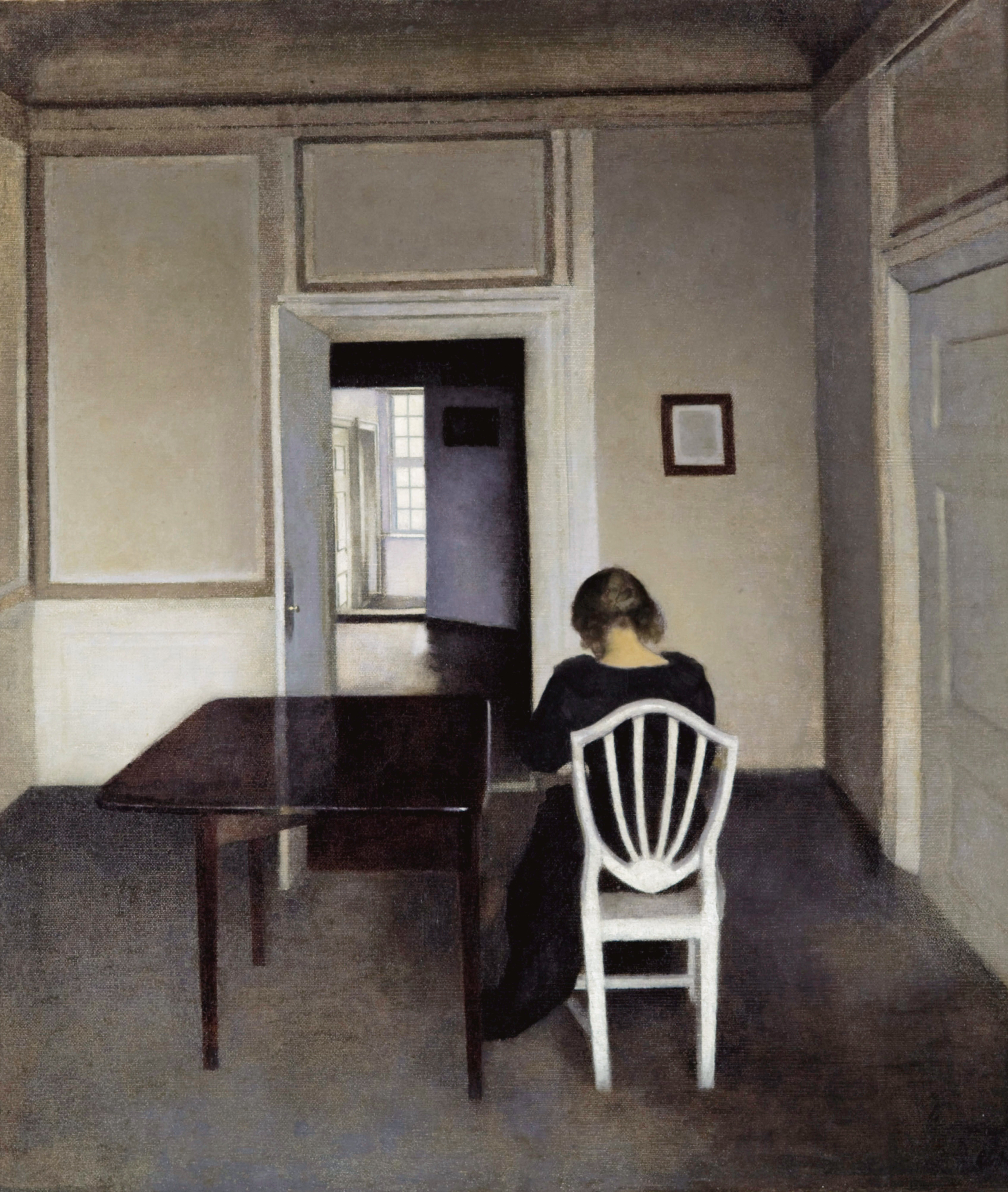
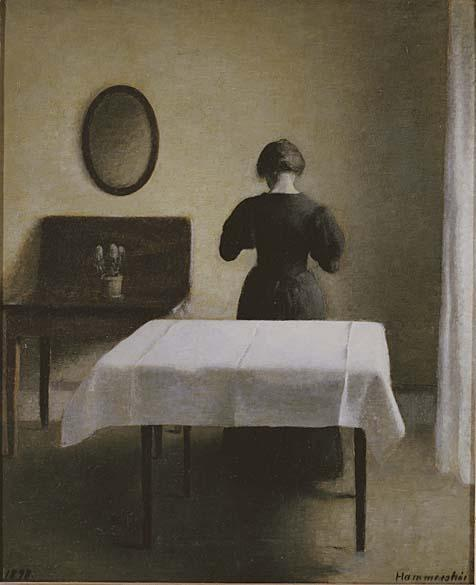
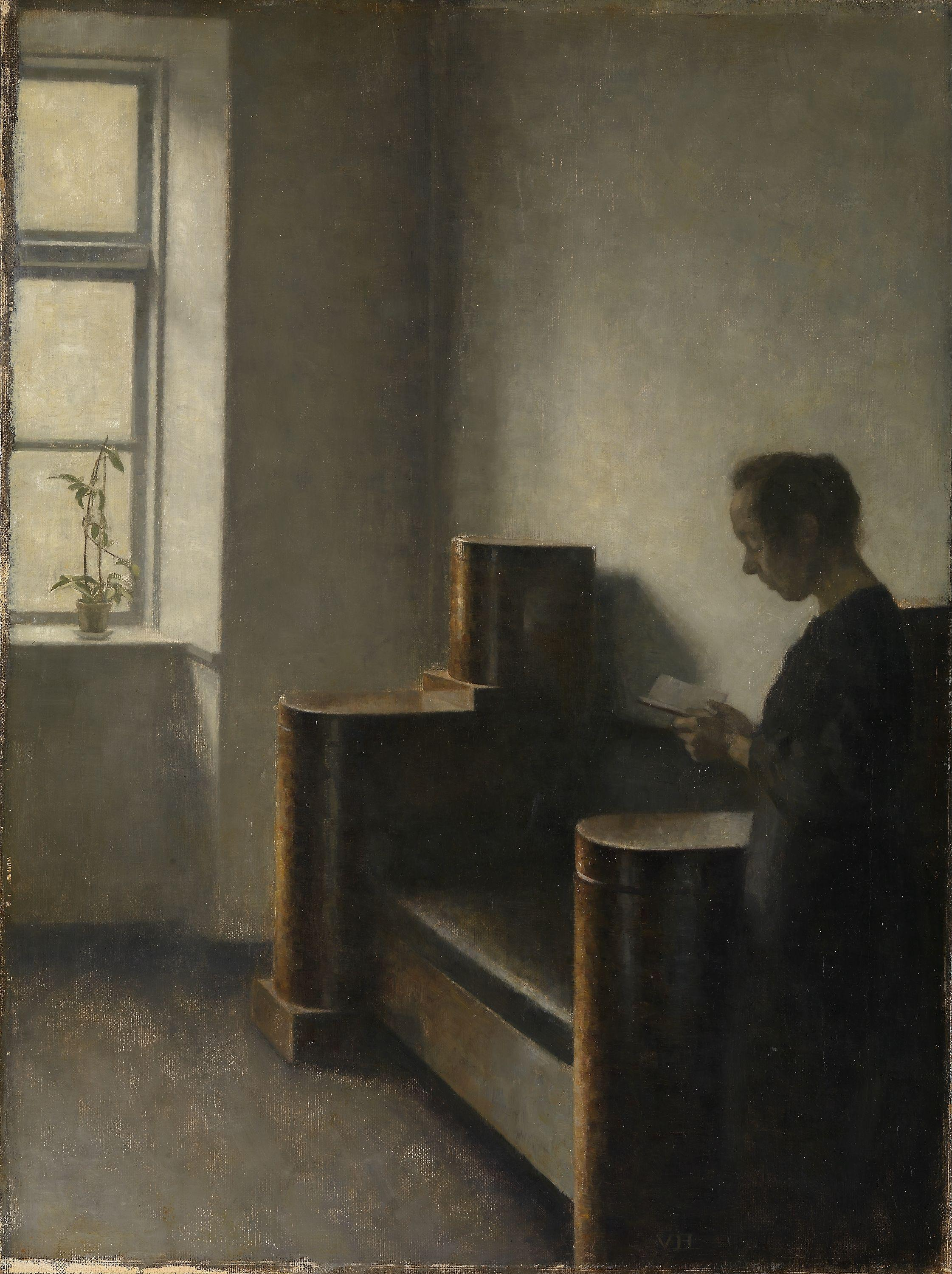
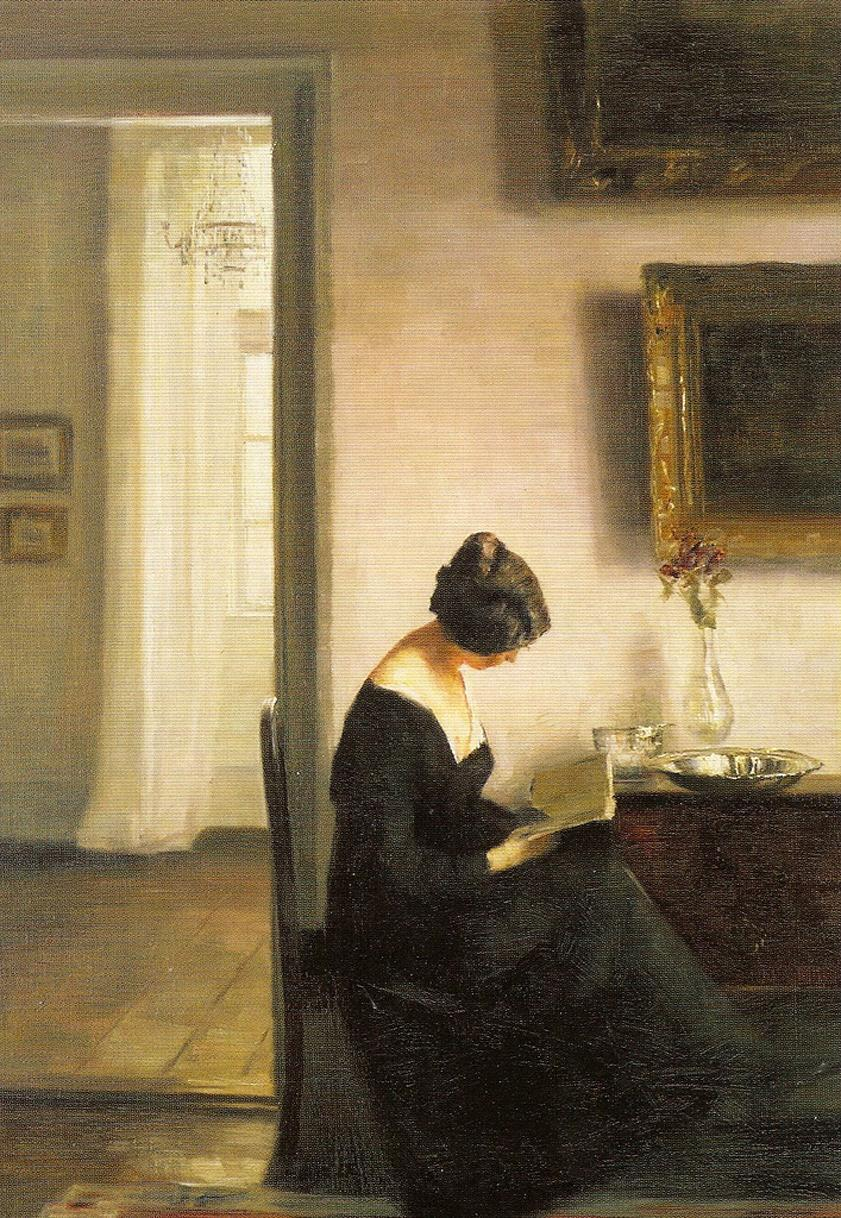
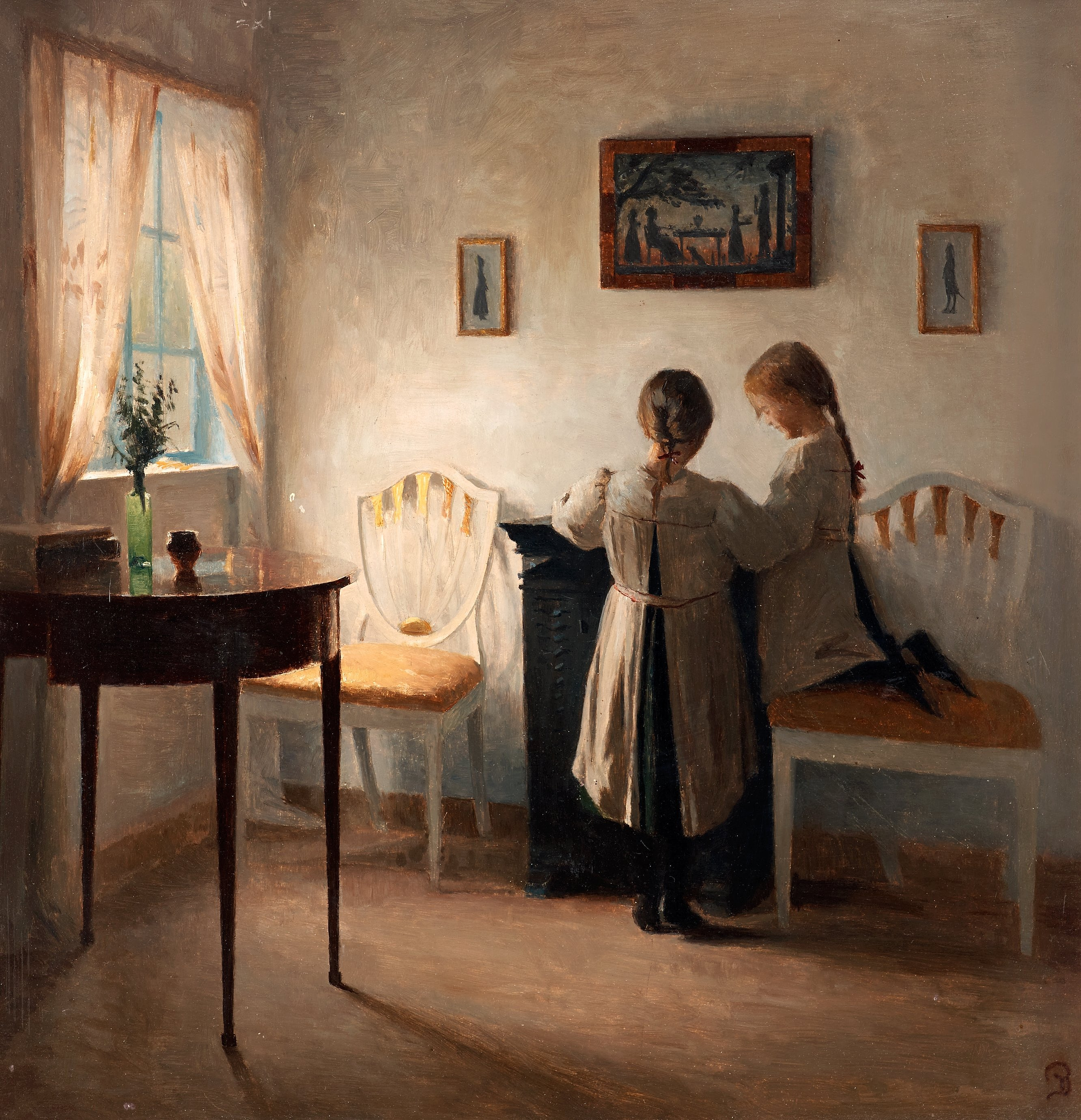
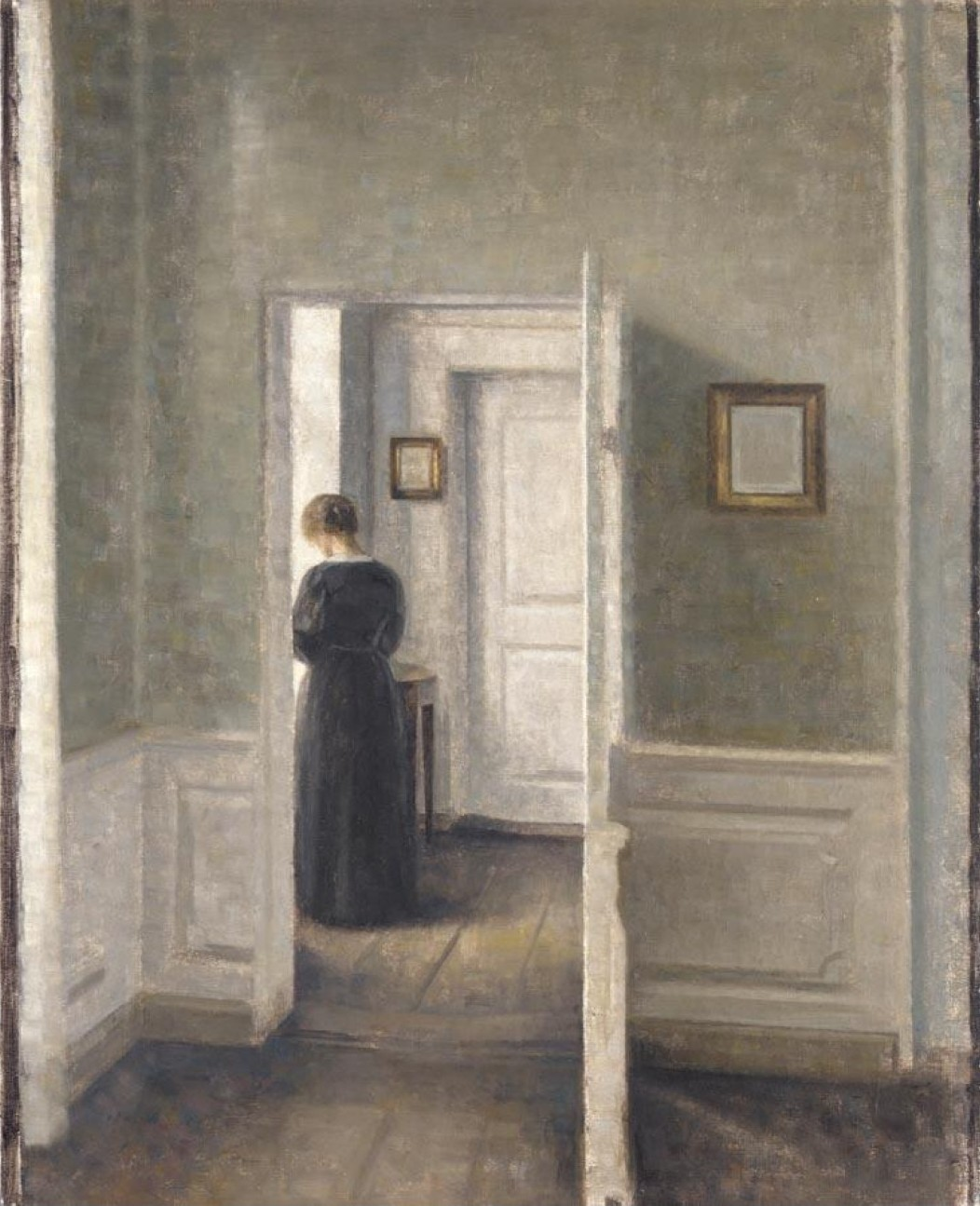
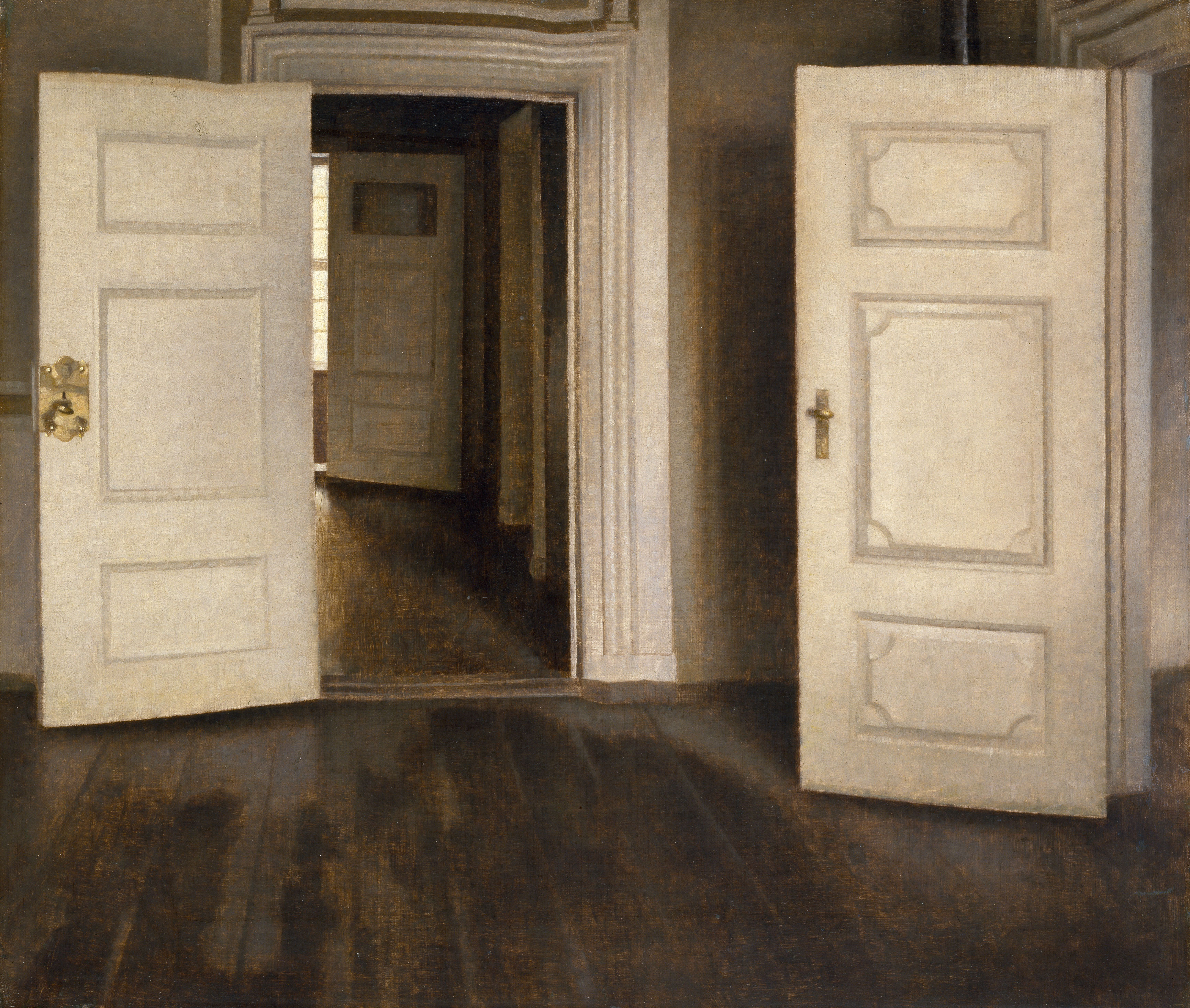
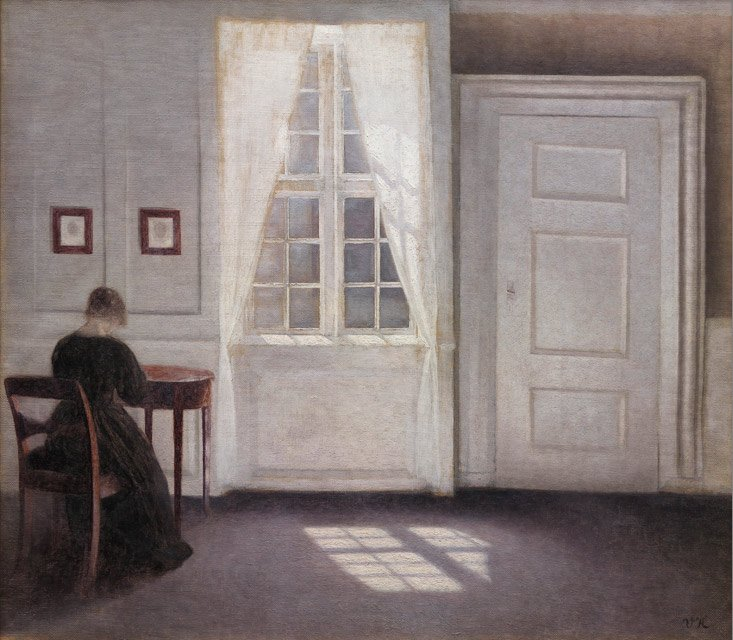
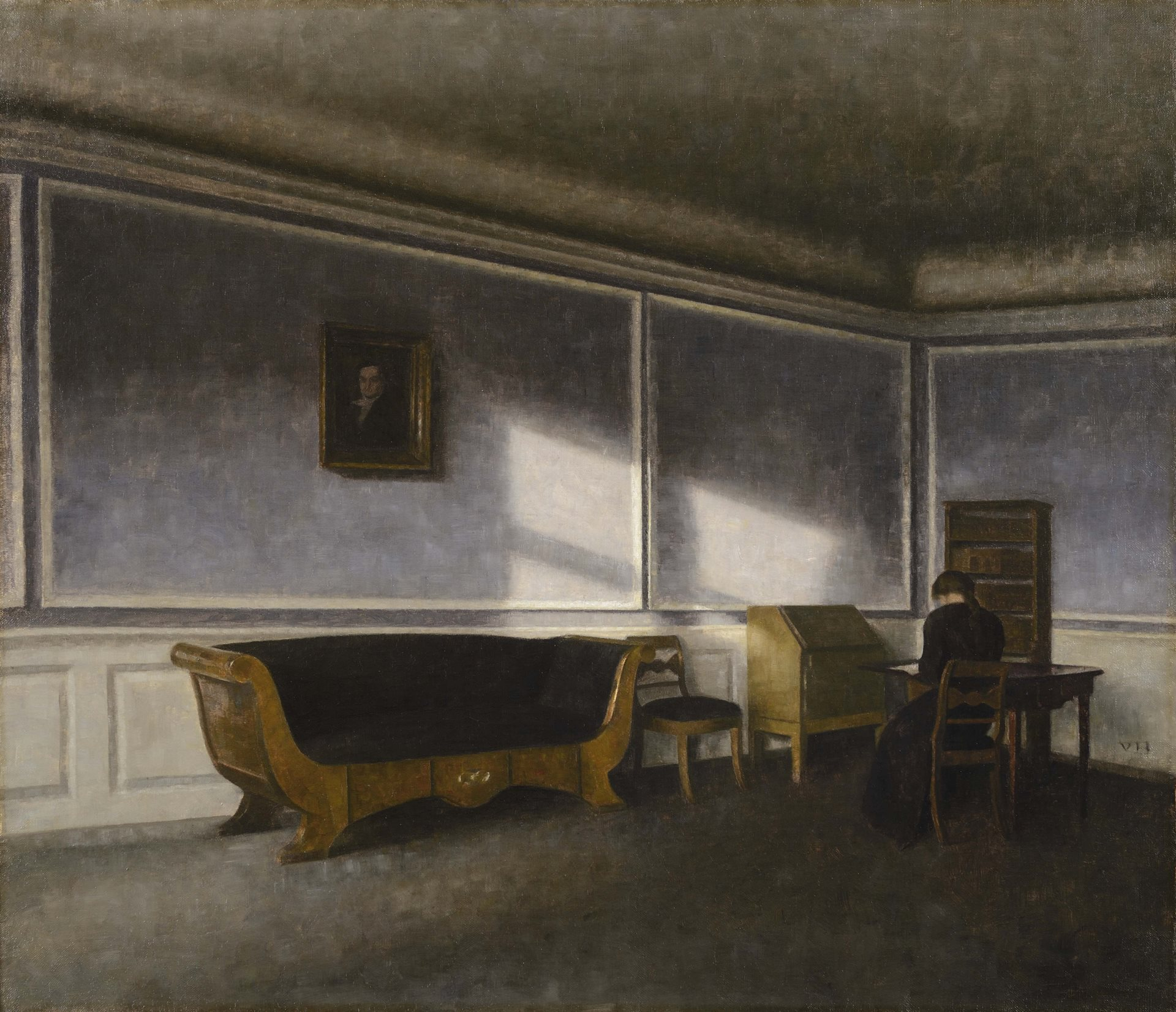